# Hậu cung nhà Thanh

Bức tranh 《Vạn quốc lai triều đồ》 vẽ Hậu phi của Càn Long Đế.

Hậu cung Nhà Thanh (chữ Hán: 清朝後宮; "Thanh triều Hậu cung") là quy định và trật tự của hậu cung dưới thời nhà Thanh trong lịch sử Trung Quốc.
Ngoài bản thân Hoàng đế là chủ nhân, bên cạnh đó còn có Hoàng thái hậu, Hoàng hậu cùng Phi tần, Thái giám và Cung nữ, tất cả đều tham gia vào sự vận động cuộc sống sinh hoạt hằng ngày trong cung. Triều đại nhà Thanh có tương quan ghi chép nhiều nhất trong các      đời phong kiến Trung Quốc.

## Hậu Kim sơ khai

### Thời kỳ Thiên Mệnh và Thiên Thông

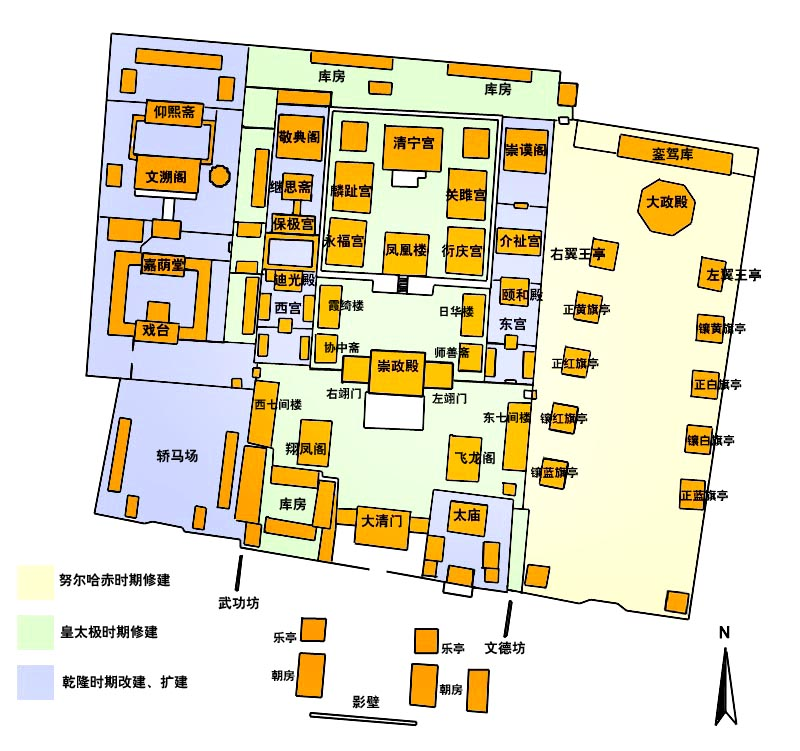
Bản đồ Cố cung Thẩm Dương.

Khi Hậu Kim thành lập, Nỗ Nhĩ Cáp Xích vẫn chưa thành lập trật tự các vị Thê thiếp của mình, vẫn gọi là Phúc tấn. Sau khi Nỗ Nhĩ Cáp Xích xưng Đại hãn, các Thê thiếp gọi chung là Chúng Phúc tấn (众福晋; Fujisa). Đời sau, tuy lấy danh xưng "Hậu phi" để gọi các bà Thê thiếp của Hãn thời kỳ này, song thực tế lúc đó không gọi như vậy.
Lúc này, nội trướng của Hậu Kim tạm có trật tự một chút. Có hai bậc có thể xem là ngang nhau:
- Đại Phúc tấn (大福晋; Amba fujin): đứng đầu Chúng phúc tấn. Đây là Đích Phúc tấn, chính thất toàn vẹn trên pháp lý của Hậu Kim Đại hãn. Tùy theo thứ tự cưới trước hay sau, trong văn bản có thể gọi là [Nguyên phi; 元妃] hay [Kế phi; 继妃], như vợ đầu của Nỗ Nhĩ Cáp Xích là Đông Giai thị được gọi là Thanh Thái Tổ Nguyên phi, có Mãn văn là [Neneme gaiha fujin], nghĩa là "Nguyên thú Phúc tấn" hay "Vị Phúc tấn được cưới hỏi đầu tiên". Sau đó lễ chế phát triển, Đại Phúc tấn còn được gọi là Đại phi (大妃).
- Trắc Phúc tấn (侧福晋; Ashani fujin): thân phận trung hòa giữa Đích Phúc tấn và các Thứ Phúc tấn. Trong đó có một ít Trắc Phúc tấn có thân phận cơ hồ có thể cùng Đại Phúc tấn tương đồng. Đây được cho là ảnh hưởng từ chế độ khai sơ [Một chồng, nhiều vợ, nhiều thiếp] của người Nữ Chân trước khi nhập quan.

Dưới hai hàng Phúc tấn có thân phận ngang nhau trên, thì là các dạng Thứ Phúc tấn (庶福晋; Buya fujin), tức những Thứ phi, là các tiểu thiếp trải trong nội trướng, thân phận kém xa Đích Phúc tấn và Trắc Phúc tấn. Có rất nhiều tên gọi: 
1. Tiểu Phúc tấn (小福晋; Ajige fujin);
2. Tiểu thê (小妻; Buya sargan);
3. Tì thiếp (婢妾; Gucihi);
4. Nhàn tản Phụ nhân (闲散妇人; Sula hehesi);
5. Cách cách (格格; Gege);

Trên thực tế, lúc đó trong hậu cung sinh hoạt tuy rằng đồng dạng thuộc về cấp bậc Thứ phi, nhưng là căn cứ xưng hô bất đồng mà cũng có địa vị cao thấp khác nhau. Tỷ như nói “Ajige fujin” thân phận liền phải so cao hơn các “Buya sargan”, nhưng các “Ajige fujin” vẫn như cũ không thể bị xếp vào hàng Trắc Phúc tấn được.
Khi Hoàng Thái Cực lên ngôi, ông cho lập Trung cung Phúc tấn (中宮福晉), Đông cung Phúc tấn (東宮福晉) và Tây cung Phúc tấn (西宮福晉). Hoàng Thái Cực trước hết sắc lập Trung cung Phúc tấn và Tây cung Phúc tấn, lại ở Thiên Thông năm thứ 6 (1632) sách lập Trát Lỗ Đặc Bác Nhĩ Tế Cát Đặc thị (扎鲁特博尔济吉特氏) làm "Đông cung Phúc tấn". Thiên Thông năm thứ 9 (1635), ngày 7 tháng 10, sau khi vừa hạ sinh Cửu cách cách, Hoàng Thái Cực đem Trát Lỗ Đặc Bác Nhĩ Tế Cát Đặc thị ban cho Nam Chử (南褚) của Diệp Hách, cho thấy thái độ khinh mạn của Hoàng Thái Cực với chúng tần thiếp.

### Thời kỳ Sùng Đức
Năm Sùng Đức nguyên niên (1636), Hoàng Thái Cực xưng Hoàng đế ở Thịnh Kinh, lập ra Đại Thanh, do vậy đem hậu cung sửa lại định chế, gọi là Ngũ cung chế (五宮制), Ngũ cung Phúc tấn (五宫福晋) hay Sùng Đức Ngũ cung (崇德五宮). Nhưng khi ấy Hoàng thái Cực tuy phỏng theo quy chế Trung nguyên, học theo nhà Minh, nhưng vẫn có tình trạng ba phải thế nào cũng được, trộn lẫn danh xưng Hán song song danh xưng theo lối Mãn.
Sắc phong cho 5 vị Hậu phi này, bên cạnh Hán văn là Hậu và phi, thì còn có cách gọi theo truyền thống của Hậu Kim là Phúc tấn, trong đó:
- Đại Phúc tấn Triết Triết ngụ tại Thanh Ninh cung (清寧宮), vị Hoàng hậu (皇后); Mãn văn gọi là Quốc quân Phúc tấn (國君福晉; Ejen fujin);
- Hải Lan Châu ở Đông Cung là Quan Thư cung (關睢宮), phong hiệu Thần phi (宸妃); Mãn văn là Đông Đại Phúc tấn (東大福晉; Dergi amba fujin).
- Na Mộc Chung ở Tây Cung là Lân Chỉ cung (麟趾宮), phong hiệu Quý phi (貴妃); Mãn văn là Tây Đại Phúc tấn (西大福晋; Wargi amba fujin).
- Ba Đặc Mã Tảo ở Đông Cung là Diễn Khánh cung (衍慶宮), phong hiệu Thục phi (淑妃); Mãn văn là Đông Trắc Phúc tấn (東侧福晋; Dergi ashan i fujin).
- Bố Mộc Bố Thái ở Tây Cung là Vĩnh Phúc cung (永福宮), phong hiệu Trang phi (莊妃); Mãn văn là Tây Trắc Phúc tấn (西侧福晋; Wargi ashan i fujin).

## Sau khi nhập quan

### Thời kỳ Thuận Trị
Dưới thời Thuận Trị, hậu cung nhà Thanh lại có biến chuyển. Hậu cung thời Thuận Trị, theo khảo chứng hồ sơ thì đã từng muốn thiết lập Hoàng phi (皇妃) cùng Cửu tần (九嫔) theo kiểu người Hán, song rốt cuộc cũng như chế độ nữ quan, đều bị bãi bỏ. Vào lúc đó, trong hậu cung vẫn hay giữ kiểu gọi tương ứng Hoàng hậu (ứng với Đích Phúc tấn), Phi (ứng với Trắc Phúc tấn) và Cách cách (ứng với Thứ thiếp) mà xưng hô cùng thiết đặt đãi ngộ, không khác thời Hậu Kim. Sau đó, triều đình Thuận Trị đã phân định rõ thứ bậc hơn một chút dựa theo quy chế Trung nguyên, dưới Hoàng hậu có hàng Hoàng quý phi, Phi và Tần đều thực sự đã được đề cập khi quy định đãi ngộ, nhưng không rõ vì lý do gì vẫn rất nhiều hậu cung không có danh vị chính thức. Đặc biệt là danh vị "Hoàng quý phi", được dùng để sách phong sủng thiếp Đổng Ngạc phi. Ngoài ra thì, chỉ có Hiếu Huệ Chương Hoàng hậu cùng Phế hậu Tĩnh phi là từng được ghi nhận có đãi ngộ hàng Phi, riêng hàng Tần vẫn để trống.
Tóm gọn lại, hậu cung triều Thuận Trị có 7 định mức, được gọi là Cấp (級), trình tự có:
1. Hoàng hậu (皇后), dành cho Tam cung Hậu vị (Hoàng hậu, Hoàng thái hậu, Thái hoàng thái hậu và Thái Thái Hoàng Thái Hậu);
2. Hoàng quý phi (皇貴妃), lập ra vì Đổng Ngạc phi;
3. Phi (妃), chỉ thấy Hiếu Huệ Chương Hoàng hậu và Tĩnh phi;
4. Tần (嬪), vẫn luôn để trống;
5. Phúc tấn (福晉), đãi ngộ tương đương Quý nhân, đây là đãi ngộ của Hiếu Khang Chương Hoàng hậu cùng đại đa số hậu cung triều Thuận Trị;
6. Tiểu Phúc tấn (小福晉), bên trong lại có thêm 2 cấp, đãi ngộ tương đương Thường tại;
7. Cách cách (格格), đãi ngộ thấp hơn Thường tại;

Các định cấp này là quy định về đãi ngộ, cho nên "Hoàng hậu cấp" chính là nói về đãi ngộ, Tam cung Hậu vị có đãi ngộ mặc định của "Hoàng hậu cấp", tương tự thì Hậu phi đều dựa vào đãi ngộ từng cấp mà phân định. Theo thói quen triều Thuận Trị, phi tần có thân phận đặc thù, bao gồm công chúa Mông Cổ Minh kỳ hoặc cách cách Mãn Châu gia thế lớn, đều sẽ được đãi hàng "Phúc tấn"; hàng "Tiểu Phúc tấn" dành cho những người sinh con và hàng "Cách cách" đều là những người chưa sinh con.
Trước mắt, đại lượng hồ sơ Mãn văn khi gọi các Hậu phi thời Thuận Trị chỉ xưng 「"Phúc tấn"」 cùng 「"Cách cách"」, còn 「"Tiểu Phúc tấn"」 rất hay bị gọi thành "Cách cách" dù hạng đãi ngộ có khác hơn hẳn. Nhưng mà có một lượng bộ phận hồ sơ cùng ký lục đời sau còn có chênh lệch, như một số Phúc tấn hay bị gọi thành Cách cách và ngược lại, nên hiện tại thông tin thân phận các Hậu phi triều Thuận Trị tương đối hỗn loạn.
Ngoài ra, vào năm Thuận Trị thứ 15 (1658), quan viên tấu thỉnh thiết lập: 
- Càn Thanh cung: thiết lập Phu nhân (夫人); Thục nghi (淑儀) mỗi chức 1 người; Uyển thị (婉侍) 6 người; Nhu uyển (柔婉) cùng Phương uyển (方婉) tổng 60 người;
- Từ Ninh cung: thiết lập Trinh dung (貞容) 1 người; Thận dung (慎容) 2 người; còn có Cần thị (勤侍) vô định số;

Bên cạnh đó, hệ thống Hậu cung cũng đề nghị có thêm Nữ quan, y theo 「Lục cục nhất Ti; 六局一司」của nhà Minh. Phần nội dung thiết đại tước vị ở hai cung, lẫn hệ thống Nữ quan, trước mắt chỉ là nghị định biên soạn trên giấy tờ mà chưa bao giờ thấy có trường hợp chấp hành.
Tuy nhiên, căn cứ việc Ngụy Nguyên (魏源) trong Cổ Vi đường thi tập (古微堂詩集), cuốn 4 tựa Đô trung ngâm (都中吟) lại dẫn chứng Càn Long Đế từng ngự chế thơ đề cập sự tồn tại của Nữ quan, có đoạn:「"Quốc sơ nữ nhạc duyên minh quý, Khang Hi nữ nhạc bất doanh thiên, Ung Chính cận tồn thập chi thất, Càn Long vô nhất nữ nhạc yên"」. Thời Càn Long, Cao Tông còn tự nói rằng:「"Đến nỗi Nữ nhạc, (Trẫm) từ khi đăng vị đã không dùng"」, không chỉ khẳng định triều Càn Long đã không còn chế độ này, mà đồng thời khẳng định đến tận triều Ung Chính vẫn còn hệ thống này, chỉ là phai dần thôi.

### Khang Hi hoàn bị
Qua thời Khang Hi, đại để thời gian đầu vẫn giữ danh xưng triều Thuận Trị. Ngoại trừ vị trí độc tôn là Hoàng hậu, các vị Phi tần còn lại vẫn giữ đãi ngộ làm tiêu chuẩn về thân phận, đa phần dựa vào số lượng lụa, gấm được cấp hàng tháng mà nhìn nhận xem ai trên ai dưới. Họ đều được xem là Thứ phi - tuy là hàng Phi tần trong hậu cung nhưng danh phận của họ đều chưa được định rõ ràng.
Vào năm Khang Hi thứ 10 (1671), xuất hiện ghi chép về "Lục cách cách", sự xuất hiện của họ đã góp phần thay đổi lịch sử Hậu cung. Do tiếng Mãn của "Cách cách" là danh từ xưng hô chỉ chung các cô gái đàng hoàng xuất thân Bát kỳ, cho nên họ cũng được gọi là 「"Lục nữ tử"; 六女子」. Cả 6 vị này, ở Khang Hi năm thứ 10, được Thánh Tổ dùng lễ mà cưới hỏi vào thẳng Nội đình. Cụ thể có:
- Cách cách nhà Át Tất Long của Tương Hoàng kỳ;
- Cách cách nhà Tả Đô Ngự sử Minh Châu của Chính Hoàng kỳ;
- Cách cách nhà Ngõa Nhĩ Đạt thị vệ của Chính Bạch kỳ;
- Cách cách nhà Tham lĩnh Hoa Thiện của Tương Hồng kỳ;
- Cách cách nhà Tổng binh quan Đồng Quốc Tỉ của Tương Hồng kỳ;
- Cách cách nhà Lục phẩm quan Lý Hiện Tông của Chính Lam kỳ;

Trong đó, vị thứ tư - Cách cách nhà Hoa Thiện - về sau chính là Kính tần Hoàn Nhan thị ("cũng phiên thành Vương Giai thị"), mà vị thứ sáu -  Cách cách nhà Lý Hiện Tông - lại chính là An tần. Nhìn nhận theo phương hướng "lịch sử Hậu cung" mà đánh giá, sự kiện Thánh Tổ nghênh thú 6 vị Cách cách này vào cung đã khiến Nội đình Thanh sơ kỳ chuyển biến lớn, ảnh hưởng rất nhiều đến lịch sử Nội đình của triều Thanh về sau. Cụ thể mà nói thì:
- Thứ nhất, đây là sự kiện đầu tiên kể từ khi nhập quan, Thanh cung đình lại ghi chú tỉ mỉ việc tuyển chọn và nghênh thú Hậu cung chủ vị xuất thân Bát kỳ, mà các vị này lại không phải có thân phận đặc thù cần phải ghi như Hoàng hậu. Hơn nữa cũng từ 6 vị này, mà cung đình triều Thanh xuất hiện dần các quy chế về cung phân và lễ nghi có tính tổng quát sơ khai.
- Thứ hai, cả 6 vị Cách cách này vào cung cũng nhận đãi ngộ cực kỳ cao, có thể tương đương "Trắc Phúc tấn" thời Hậu Kim. Đây là nguyên do vì sao, Kính tần cùng An tần dù vào cung rất muộn nếu so với Huệ phi cùng Vinh phi, nhưng khi chính thức làm Lễ sách phong lên tước Tần thì lại xếp trước hai bà trên.
- Thứ ba, cả 6 vị Cách cách ban đầu tiếp nhận chế độ đãi ngộ cũ là "Phúc tấn - Tiểu Phúc tấn - Cách cách", nhưng cũng từ 6 vị này mà Khang Hi đã khai sinh ra chế độ mới "Phi - Tần - Quý nhân", cũng tức là tiền đề của Bát đẳng Hậu phi. Ý nghĩa cực kỳ trọng đại.

Nhưng cả 6 vị Cách cách này, về sau cũng không có gì nổi bật dù có xuất phát điểm có thể nói là cao nhất kể từ khi nhà Thanh nhập quan. Trừ hai vị Kính tần cùng An tần, thì cả 4 vị kia đều được trả về nhà. Trong đó có con gái của Át Tất Long, đây là vị Tiểu chủ nhân được đưa vào cung nhưng còn quá nhỏ đến nỗi phải có Nhũ mẫu kèm theo. Trải qua 2 giai đoạn mấy chục năm thích ứng cùng điều chỉnh, từ triều Khang Hi bắt đầu chính thức xác lập chế độ Bát đẳng Hậu phi (八等后妃) mà đời sau hay nhắc đến, hơn nữa lấy các loại tiền lệ làm căn cứ, hình thành chế độ cố định.
Tuy nhiều Hậu phi thời Khang Hi không có danh vị, nhưng đã có chế độ thiện đãi nhất định tương ứng với các danh vị chính thức. Sau khi lập nên chế độ "Bát đẳng Hậu phi", trong Hậu cung đều dùng mức đãi ngộ được quy định để đãi các Thứ phi, có hiện tượng tạm lấy mức đãi ngộ để gọi thân phận của họ. Ví dụ có Thứ phi Vương thị (庶妃王氏), tuy rằng đãi ngộ hàng Tần nhưng lại không có Lễ sách phong ban phong hiệu, cho nên trong tấu chỉ gọi 「Vương tần; 王嬪」. Và cũng vì chỉ có đãi ngộ, một khi có Lễ sách phong chính thức hoặc Lễ truy phong sau khi qua đời, thì vị hiệu ấy cùng đãi ngộ có chênh lệch lớn, ví dụ như trường hợp của Bình phi Hách Xá Lý thị, bà tuy có đãi ngộ Quý phi nên xưng gọi 「Quý phi; 貴妃」, nhưng khi qua đời bà chỉ được truy phong làm Phi. Một ít Thứ phi khác cũng có đãi ngộ của Tần vị và Phi vị dù không có hoạch phong, ví dụ Tuyên phi cùng Khác Huệ Hoàng quý phi đồng dạng là hưởng đãi ngộ hàng Phi trong một thời gian dài.
Bên cạnh đó, lại có một hiện tượng khó hiểu là một mức đãi ngộ lại được chia ra cách gọi khác nhau. Như trong hồ sơ triều Khang Hi thấy có một trường hợp gọi đãi ngộ hàng Tần chia ra 「"Tần cấp Quý nhân"; 嬪級貴人」, 「"Tần cấp"; 嬪級」 cùng 「"Vô hiệu Tần"; 無號嬪」. Cả ba hạng này đều dùng đãi ngộ tước Tần, quần áo lẫn chu cấp, trong đó "Tần cấp Quý nhân" thấy ở trường hợp Tuyên phi, "Tần cấp" cùng "Vô hiệu Tần" phân biệt ở người vừa vào cung đã đãi ngộ hàng Tần và người từ hạng dưới lại được tăng lên đãi ngộ hàng Tần. Ngoài ra, thời kỳ này thường xuyên có trường hợp đãi ngộ và danh xưng không đồng nhất, khi còn dùng chế độ cũ thì đã có trường hợp có một Thứ phi vào cung với danh xưng “Tiểu Phúc tấn” thế nhưng lại được Hoàng đế định quy cách cung cấp ẩm thực theo bậc “Phúc tấn”, không lâu sau vị Thứ phi ấy được thăng cách ăn mặc cũng y như "Phúc tấn", nhưng lại bảo tồn danh xưng "Tiểu Phúc tấn" như cũ. Có lẽ "Tần cấp Quý nhân" trong trường hợp của Tuyên phi cũng là dạng này.
Năm Khang Hi thứ 57 (1718), Thánh Tổ dụ bộ Lễ, chọn lựa làm Lễ sách phong cho 6 vị hậu cung tuy đã sinh dục Hoàng tự nhưng chưa được tấn phong chính thức. Từ đấy về sau, Hậu cung triều Thanh mới nhất nhất quy định Hậu phi đều nên có danh phận.

## Hậu cung phân vị
Hoàng đế Đại Thanh cũng như mọi người đàn ông trong xã hội Mãn Thanh, đều theo thể chế thê thiếp và đưa thê thiếp vào trong khu nhà riêng, gọi là Hậu trạch. Sau khi Thanh Thánh Tổ Khang Hi Đế chế định Bát đẳng Hậu phi (八等后妃), các vị trí chính thê hay thứ thiếp trong hậu cung nhà Thanh về căn bản được chia làm các cấp bậc chính:
- Hoàng hậu (皇后): chính thất của Hoàng đế.
- Phi tần (妃嬪): gồm 7 bậc, hàng thị thiếp của Hoàng đế[6].

Tất cả bọn họ, bao gồm cả nhóm Tiền triều, trong Hồ sơ đời Thanh thường gọi chung là Nội đình chủ vị (內廷主位) hay Hậu cung chủ vị (後宮主位), đều được các Thái giám và Cung nữ phụ trách hầu hạ. Một khi nhập cung và nhận gia phong của Hoàng đế, họ sẽ sống cả đời trong hậu cung. Theo quy định thời gian đầu của nhà Thanh, ngoài Càn Thanh cung dành cho Hoàng đế, Khôn Ninh cung dành cho Hoàng hậu, thì các nhóm phi tần đều ở 12 cung hai bên sườn của Càn Thanh cung, gồm Đông lục cung và Tây lục cung, gọi gộp lại là [Đông Tây lục cung; 東西六宮]. Tuy rằng về chính thức thì Hậu phi sẽ dàn trải ở Đông Tây lục cung, nhưng từ thời Khang Hi, một số Hậu phi lại ở khu vực Càn Tây ngũ sở, cho thấy việc cấp cho chỗ ở thế nào cũng tùy vào sắp xếp.

### Hoàng hậu

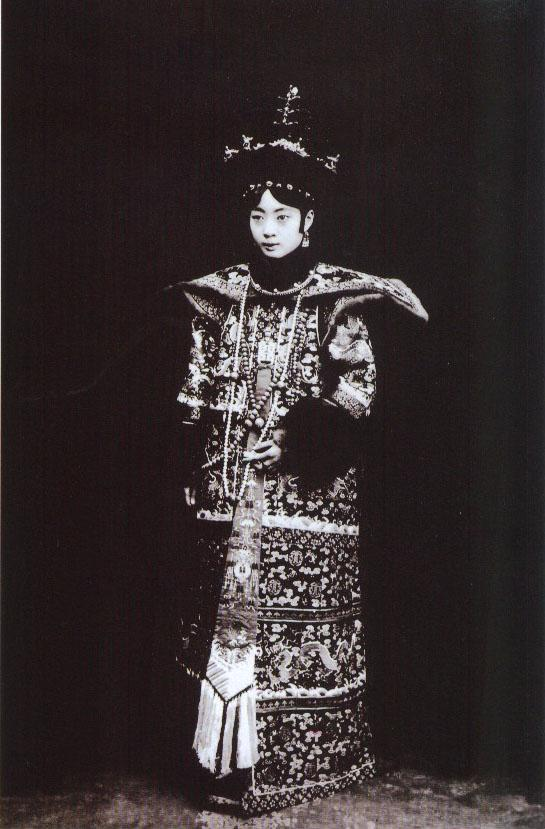
Ảnh chụp Hoàng hậu Uyển Dung - Hoàng hậu của Tuyên Thống Đế Phổ Nghi.

Hoàng hậu là chính thê của Hoàng đế, vì vậy luôn luôn chỉ có một Hoàng hậu tại vị. Trong lịch sử, Hoàng hậu nhà Thanh được lập trong các trường hợp sau:
- Khi Hoàng đế đến tuổi lập Chính thất, tuyển con gái nhà môn đăng hộ đối theo lễ đại hôn[Chú 4].
- Khi một Hoàng tử lên ngôi Hoàng đế, Đích Phúc tấn sẽ được lập làm Hoàng hậu[Chú 5].
- Khi một Hoàng hậu qua đời (hoặc bị phế), Phi tần có khả năng sẽ được Hoàng đế lập làm Hoàng hậu kế vị[Chú 6].

Trong hậu cung thì Hoàng hậu là độc nhất, thân phận 「"Chủ nội trị"; 主内治」, là người trên danh nghĩa chủ trì tất cả mọi việc. Theo quan niệm đa thê, Hoàng hậu là chính thê, cho nên được coi là 「Hoàng đích mẫu; 皇嫡母」 hay 「Hoàng hậu ngạch niết; 皇后額捏」 của tất cả các Hoàng tử và Hoàng nữ trong hậu cung, bất luận đó là con của phi tần nào đi nữa. Đầu nhà Thanh, Hoàng hậu sống ở Khôn Ninh cung, từ thời Ung Chính thì dọn sang một trong mười hai cung ở hậu cung. Theo quy định của triều Thanh thì một phi tần cũng được truy phong thụy hiệu Hoàng hậu nếu là 「Đế mẫu; 帝母」. Trường hợp này xuất hiện rất nhiều vào thời nhà Thanh, điển hình là Hiếu Trang Văn Hoàng hậu hay cả Từ Hi Hoàng thái hậu (thụy hiệu của bà là Hiếu Khâm Hiển Hoàng hậu). Cũng có hai trường hợp độc nhất vô nhị, khi không phải Hoàng hậu của Tiên Đế cũng không phải Đế mẫu của Tân Hoàng đế mà vẫn được truy phong làm Hoàng hậu, ấy là trường hợp của Đổng Ngạc phi - sủng phi của Thanh Thế Tổ và Hiếu Tĩnh Thành Hoàng hậu - dưỡng mẫu của Thanh Văn Tông.
Trong việc thờ cúng Hoàng đế cùng Hoàng hậu, thứ tự về xuất thân, ai đầu ai sau cũng rất quan trọng. Vị đầu tiên thường là nguyên phối thê tử của Hoàng đế, tức là "Người đầu tiên được cưới hỏi đàng hoàng", họ đa phần là Nguyên thú Đích Phúc tấn khi còn ở Tiềm để hay được trực tiếp cưới vào, khi ấy họ được gọi là 「Nguyên hậu; 元后」, có địa vị tôn quý trong hoàng thất, còn được gọi là Đích hậu (嫡后). Còn người được lập tiếp theo sau khi nguyên phối qua đời được gọi là 「Kế hậu; 繼后」, thứ cận là các Hoàng hậu được truy phong, tức gọi Đế mẫu.
Trong vị thứ hoàng gia, Nguyên hậu là tôn quý nhất trên thứ tự bài vị lẫn quy cách ghi chép. Khi an táng vào Địa cung cùng Hoàng đế trong Hoàng lăng, Nguyên hậu và Kế hậu tuy có thể cùng dùng ["Phụng an"; 奉安] hoặc ["An táng"; 安葬], nhưng chỉ có Nguyên hậu là có tư cách dùng chữ ["Hợp táng"; 合葬], còn nếu Kế hậu và Đế mẫu lẫn Phi tần nếu được đưa vào Địa cung trong Hoàng lăng cùng Hoàng đế thì đều dùng những từ như ["Tòng táng"; 从葬] hay ["Phụ táng"; 附葬] mà thôi, như vậy có nghĩa chỉ có Nguyên hậu là "chủ nhân", cùng Hoàng đế sánh vai, còn những người khác chỉ có ý nghĩa hầu cận. Từ thời Gia Khánh trở về sau, gia đình của Nguyên hậu có thể trực tiếp được hưởng tước hiệu ngoại thích là "Thừa Ân công" (承恩公), mà Kế hậu cùng Đế mẫu thường chỉ phong "Thừa Ân hầu" (承恩侯), chỉ truy phong tước Công khi qua đời. Địa vị bài tự trong Thái Miếu cũng cho thấy thứ tự là Nguyên hậu, rồi tới Kế hậu và Đế mẫu theo hàng phụ thờ cùng Hoàng đế. Từ thời Ung Chính, dường như để tôn vinh mẹ đẻ Hiếu Cung Nhân Hoàng hậu, Thanh Thế Tông chỉ cho Hiếu Thành Nhân Hoàng hậu cùng Hiếu Cung Nhân Hoàng hậu được bày chân dung cùng với Khang Hi Hoàng đế thờ phụng trong Thọ Hoàng điện (壽皇殿) vào các dịp kị. Từ đó về sau, Thọ Hoàng điện chỉ bày vị cho Nguyên hậu cùng Đế mẫu.
Theo dòng lịch sử, triều đại nhà Thanh có 13 Hoàng đế và tổng cộng 25 Hoàng hậu.

### Phi tần

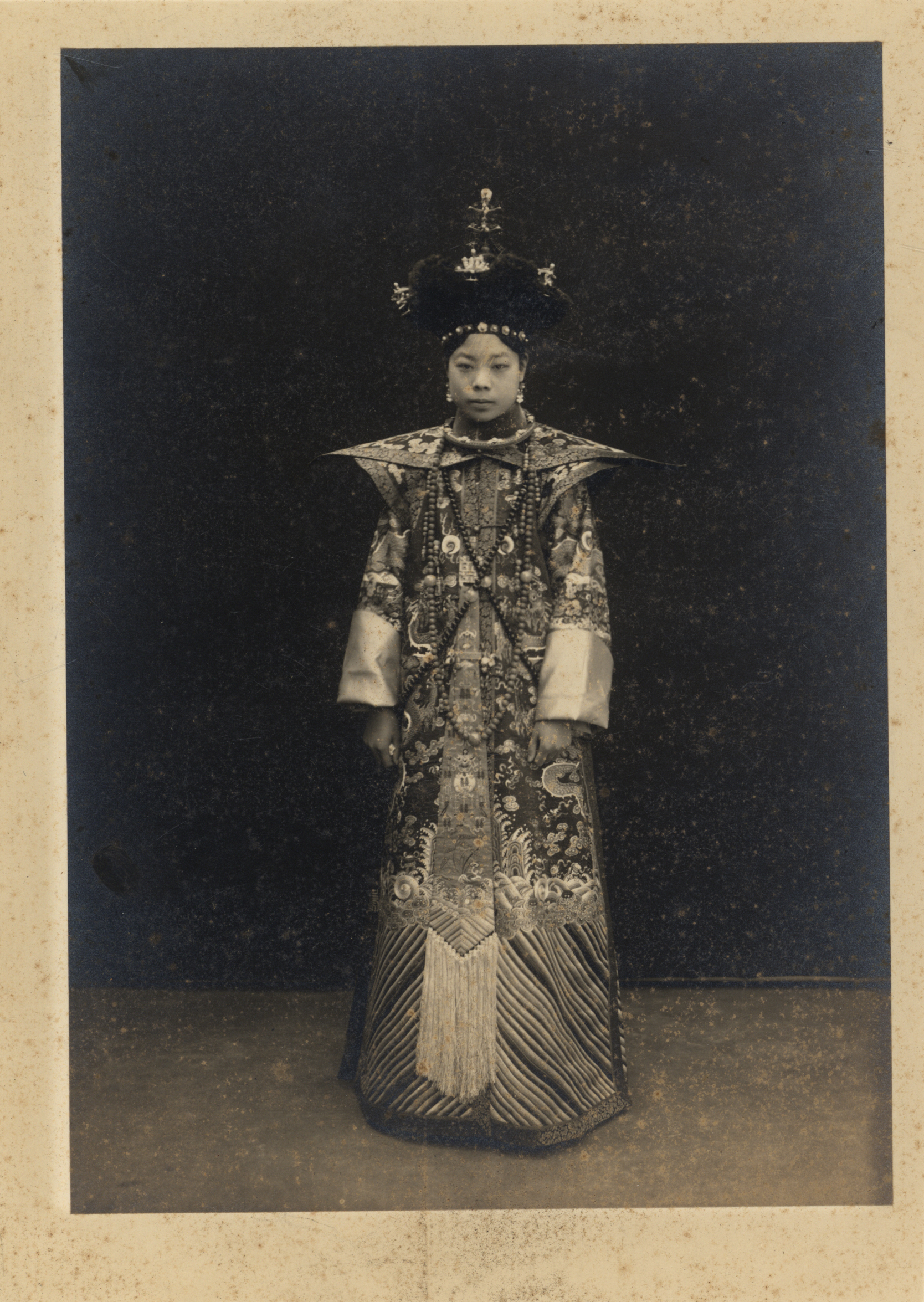
Thục phi Văn Tú - Hoàng phi của Tuyên Thống Đế Phổ Nghi.

Phi tần là thiếp của Hoàng đế, cấp bậc đều dưới Hoàng hậu.
Các phi tần là những thị thiếp chính thức của Hoàng đế, không giống như các bậc tì thiếp không có danh phận rõ ràng, việc sắc phong của phi tần cấp cao được tổ chức long trọng dưới sự sắp xếp của Nội vụ phủ. Theo cuốn Quốc triều cung sử (国朝宫史) do Đại học sĩ Ngạc Nhĩ Thái và Trương Đình Ngọc soạn thảo, phi tần được chia làm các cấp và có hạn định như sau:
- Hoàng quý phi (皇貴妃): tối đa một người tại vị.
- Quý phi (貴妃): tối đa hai người tại vị[Chú 9].
- Phi (妃): tối đa bốn người được tại vị. Có phong hiệu do Nội vụ phủ cung chọn.
- Tần (嬪): tối đa sáu người được tại vị. Có phong hiệu do Nội vụ phủ cung chọn.
- Quý nhân (貴人): Không giới hạn số lượng.
- Thường tại (常在): Không giới hạn số lượng.
- Đáp ứng (答應): Không giới hạn số lượng.

Từ vị trí "Hoàng quý phi" đến "Tần" đều được hoàng gia nhà Thanh xem là Hậu phi chính thức, mà từ "Quý nhân" trở xuống tuy có hạng ngạch riêng nhưng lại đều bị xem là những "Ngự thiếp" có địa vị thấp. Điều này biểu thị ở việc từ tước Tần trở lên đã có Lễ sách phong để cấp "Phong hiệu", có được ban áo mũ theo cấp bậc để tham dự các nghi thức đại lễ. Còn từ "Quý nhân" trở xuống không có Lễ sách phong, không có áo mũ quy định nên cũng không thể tham dự các đại lễ.
Theo quy định cũng ghi trong Quốc triều cung sử, Hoàng quý phi đến Tần vị thứ cao, giúp Hoàng hậu 「"Tá nội trị"; 佐内治」, có nghĩa là có thể đứng ra làm một số việc "phụ giúp" Hoàng hậu, còn từ vị trí Quý nhân trở xuống, họ chỉ có thể 「"Cần tu nội chức"; 勤修内职」, tuân thủ nghiêm ngặt cung quy. Bên cạnh đó, từ Tần trở lên ngoài áo mũ thì có thể dùng một loại tùy tùng khi ra ngoài được gọi là Thải trượng (采仗), riêng bậc Quý phi và Hoàng quý phi là Nghi trượng (儀仗). Còn Hoàng hậu cùng Hoàng thái hậu có địa vị tôn quý, đoàn tùy tùng của họ cũng như Hoàng đế, được gọi là Nghi giá (儀駕). Từ Quý nhân trở xuống không được phép sử dụng.
Dù đã có định số từng tước, nhưng triều Khang Hi và Càn Long vẫn thường phá lệ phong vượt số lượng đã định, cụ thể như:
- Khang Hi năm thứ 39 đến năm thứ 50, có Ngũ phi: Huệ phi, Nghi phi, Đức phi, Vinh phi, Lương phi.
- Khang Hi năm thứ 57 trở đi, có Thất phi: Huệ phi, Nghi phi, Đức phi, Vinh phi, Hòa phi, Tuyên phi, Thành phi.
- Càn Long năm thứ 28, có Lục phi: Du phi, Khánh phi, Thư phi, Dĩnh phi, Hãn phi, Dự phi.
- Càn Long năm thứ 29 đến năm thứ 32, có Ngũ phi: Du phi, Khánh phi, Thư phi, Dĩnh phi, Dự phi.
- Càn Long năm thứ 33 đến năm thứ 38, có Ngũ phi: Du phi, Dung phi, Thư phi, Dĩnh phi, Dự phi.
- Càn Long năm thứ 41 đến năm thứ 42, có Lục phi: Du phi, Dung phi, Thư phi, Dĩnh phi, Đôn phi, Thuận phi.
- Càn Long năm thứ 43 đến năm thứ 50, có Ngũ phi: Du phi, Dung phi, Dĩnh phi, Đôn phi, Thuận phi.

Từ thời Khang Hi, phi tần chính thức đã có thể có tên gọi riêng, gọi là 「Phong hiệu; 封號」. Các phong hiệu này đều do quan viên Nội các hoặc bộ Lễ soạn, mỗi phong hiệu sẽ được chọn từ 3 chữ Hán và 3 nghĩa chữ Mãn do Hoàng đế tự quyết định, đây đều là các chữ mang ý cát tường, đem đến may mắn cho hậu cung nên đều có ý nghĩa thiên về mỹ đức. Có một vấn đề về phong hiệu, chính là âm Mãn đôi khi có trùng nhau. Ví dụ Hoa phi Hầu Giai thị của Thanh Nhân Tông, sau khi qua đời, các Nha môn khi làm bài vị phát hiện phong hiệu "Hoa" của bà ban đầu Mãn văn là 「Yangsangga」, ý là "Tiếu lệ", cùng phong hiệu của Tề phi Lý thị cũng có Mãn văn tương tự, nên dâng Tấu lên hỏi Nhân Tông có cần xem xét để thay đổi không. Tuy rằng Nhân Tông phê rằng "Không cần để ý", nhưng cuối cùng vẫn cho đổi thành 「Gincihiyan」, ý rằng "Tú mỹ". Tuy nhiên, đời Thanh về sau vẫn xem chuyện này không có gì to tát mà tránh né, vì như Trân phi có phong hiệu âm Mãn là 「Ujengge」, lặp lại Mãn văn với Trang phi Vương Giai thị của Nhân Tông mà cũng không thay đổi. Sau khi qua đời, trừ Hoàng quý phi, còn Quý phi trở xuống đều lấy phong hiệu xem như thụy hiệu (xem Nghi tần và Tuân tần).
Khác với tước Tần trở lên, từ Quý nhân trở xuống được gọi bằng 「Xưng hiệu; 稱號」. Khái niệm này khác với phong hiệu, bởi vì một khi chọn phong hiệu là do Hoàng đế tự chọn, do bộ Lễ xem ý nghĩa mà soạn ra, có chữ Hán lẫn âm Mãn, trong khi đó "Xưng hiệu" chỉ tồn tại dạng phiên âm tiếng Mãn, mà chữ phiên âm ấy phần nhiều là tên chữ đầu của người cha, âm khác của dòng dõi hay bản thân tên riêng của vị Hậu phi ấy. Từ Quý nhân trở xuống, Hậu phi về cơ bản không đủ tư cách làm Lễ sách phong, không có áo mũ, nên cũng không có phong hiệu. Có trường hợp phong hiệu lại lấy từ xưng hiệu, ví dụ có Hiếu Toàn Thành Hoàng hậu với xưng hiệu cũng là "Toàn", sau giải nghĩa Mãn và dùng làm phong hiệu. Hoặc còn có Ân tần Ô Nhã thị, phong hiệu "Ân" của bà là lấy từ xưng hiệu [En] trước đó, về sau giải nghĩa Mãn và dùng làm phong hiệu luôn.
Ngoài ra, khi hậu cung chủ vị qua đời, do thân phận cùng bối cảnh đặc biệt mà từ ngữ Hán văn để mô tả cũng không bình thường, mà phải biểu thị rõ thân phận thuộc hoàng cung của mình, cũng như trong văn bản không thể xuất hiện các loại chữ ý nghĩa xấu. Trong khi Hoàng hậu với Hoàng đế đồng dạng, đều được dùng 「Băng thệ; 崩逝」, thì phi tần đều chỉ dùng 「Hoăng; 薨」, ngoài ra còn một số từ khác nữa như 「Mộng du; 夢遊」 hay 「Thoát thệ; 脫逝」.

### Các thân phận khác
Dù thời Khang Hi đã lập ra "Bát đẳng Hậu phi", nhưng trong hồ sơ hậu cung triều Thanh vẫn thường xuyên xuất hiện những danh xưng khác hẳn vượt ra khỏi quy chế hậu cung. Những danh xưng này thường ám chỉ đến các hạng Thị thiếp không chính thức trong hậu cung, còn được gọi chung chung là Thứ phi hoặc Cung nhân. Những danh vị này gồm:「Đại Đáp ứng; 大答應」, 「Tiểu Đáp ứng; 小答應」, 「Cách cách; 格格」 và 「Học sinh; 學生」.
Những "Đại Đáp ứng" cùng "Tiểu Đáp ứng" đều thuộc dạng cung nữ đặc biệt, từng cùng thuộc bậc Đáp ứng hàng thấp nhất. Trong khi Đại Đáp ứng có tư cách xuất hiện trong hồ sơ phân vị, thậm chí có thể được an táng vào Phi viên tẩm, thì Tiểu Đáp ứng không được đãi ngộ này. Còn hạng "Cách cách" cùng "Học sinh", địa vị của họ tạm thời không tra rõ được, chỉ biết đến tận thời Càn Long vẫn có những vị Cách cách cùng Học sinh, như Hoắc Cách cách (霍格格), Phượng Học sinh (鳳學生) cùng Học sinh Kim Quan (金官), họ đều trú tại Ninh Thọ cung. Sau triều Càn Long, cung đình triều Thanh không còn những danh vị này nữa, những ai chưa được sủng hạnh cũng được thả ra khỏi cung.
Ngoài ra, từ thời Ung Chính, có xưng hô 「Quan nữ tử; 官女子」, cũng gọi 「Cung nữ tử; 宫女子」, đây thực chất là cách gọi các cung nữ trong cung đình nói chung, bởi vì các cung nữ được Hoàng đế sủng hạnh cũng dùng danh xưng này nên hay bị nhầm thành một thứ bậc hậu cung. Do ảnh hưởng của Chân Hoàn truyện, "Quan nữ tử" từng bị nhầm là một vị hiệu chính thức của hàng phi tần. Thế nhưng căn cứ vào hồ sơ ghi lại, trừ bỏ các cung nữ được Hoàng đế thụ sủng, thì cũng chỉ có phi tần bị biếm xuống làm "Quan nữ tử", chưa từng thấy việc Hậu phi hoặc cung nữ được sủng hạnh lại được thụ phong danh vị này, có thể thấy đây là dạng danh xưng chứ không phải vị hiệu trong hậu cung. Các vị Hoàng tử khi chưa phân phủ còn ở trong cung, ngẫu nhiên cũng được ban thưởng Thị tỳ xuất thân từ cung nữ để hầu hạ, làm nhiệm vụ "Thông phòng" giúp Hoàng tử giải quyết nhu cầu sinh lý trước khi cưới vợ, và những người này cũng được gọi là Quan nữ tử. Nếu vị Hoàng tử tương lai làm Hoàng đế, vị "Quan nữ tử" ấy cũng có tư cách được vào hàng Phi tần chính thức trong hậu cung. Ví dụ cho chuyện này có Tề phi Lý thị của Thanh Thế Tông; Tuệ Hiền Hoàng quý phi Cao thị, Triết Mẫn Hoàng quý phi Phú Sát thị và Nghi tần Hoàng thị của Thanh Cao Tông; cùng Hòa phi Na Lạp thị của Thanh Tuyên Tông.

## Nhóm Tiền triều
Từ thời nhà Hán, Hoàng hậu của Tiên Đế sẽ trụ lại hoàng cung, phi tần sẽ tùy theo hoàn cảnh mà lên lăng của Tiên đế sống, hoặc cho về nhà, một số cá biệt lại bắt tuẫn táng, tức là ép chết theo Tiên đế với ý niệm hầu hạ theo sang bên kia thế giới. Đến thời kì nhà Thanh, chế độ triều đình Mãn Thanh đã khác so với các triều đại trước. Trong khi nhà Minh thời đầu tiếp tục giữ tục tuẫn táng, bắt ép các phi tần chôn theo Tiên đế, thì đến thời nhà Thanh các phi tần được ưu đãi hơn, có phẩm vị và nơi ở riêng.
Pháp độ nhà Thanh, Hoàng tổ mẫu tôn Thái hoàng thái hậu, Hoàng mẫu tôn Hoàng thái hậu, sau khi Tiên đế ngự băng, từ Hoàng thái hậu cùng phi tần của Tiên đế đều phải dọn đến bên ngoài Long Tông môn (隆宗門), nơi có một dãy kiến trúc được gọi nôm na là Quả phụ viện (寡妇院) của Tử Cấm Thành. Dãy kiến trúc này lấy Từ Ninh cung (慈寧宮) làm đầu, bên cạnh đó còn có Thọ Khang cung (壽康宮), Ninh Thọ cung (寧壽宮) và Thọ An cung (壽安宮). Tuy nói các Thái hậu phải đến Từ Ninh cung hay Thọ Khang cung, nhưng không nhất thiết phải như vậy, sinh thời Từ Hi Hoàng thái hậu thường đều ở xen kẽ các cung thuộc Tây lục cung, và bà hay ở Trữ Tú cung.

### Các vị Thái hậu

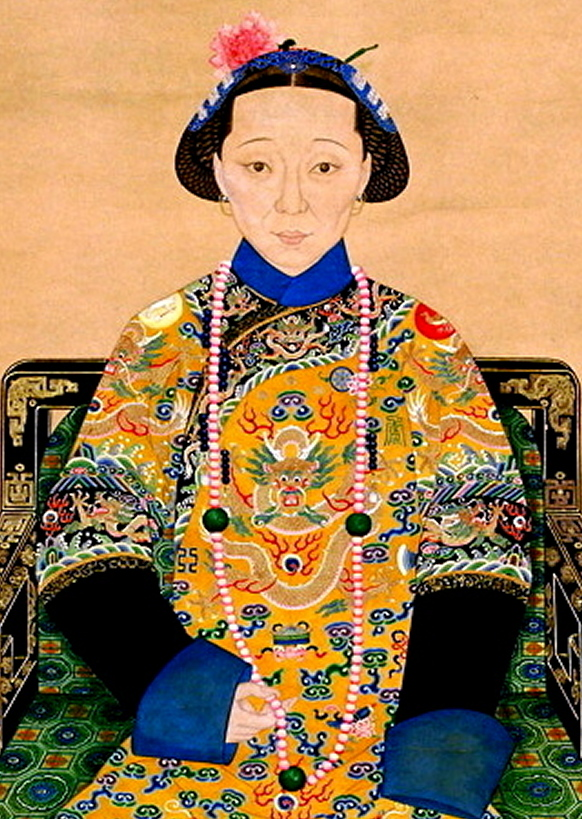
Từ An Thái hậu
Tước vị Mẫu hậu Hoàng thái hậu, còn gọi là Đông Thái hậu.

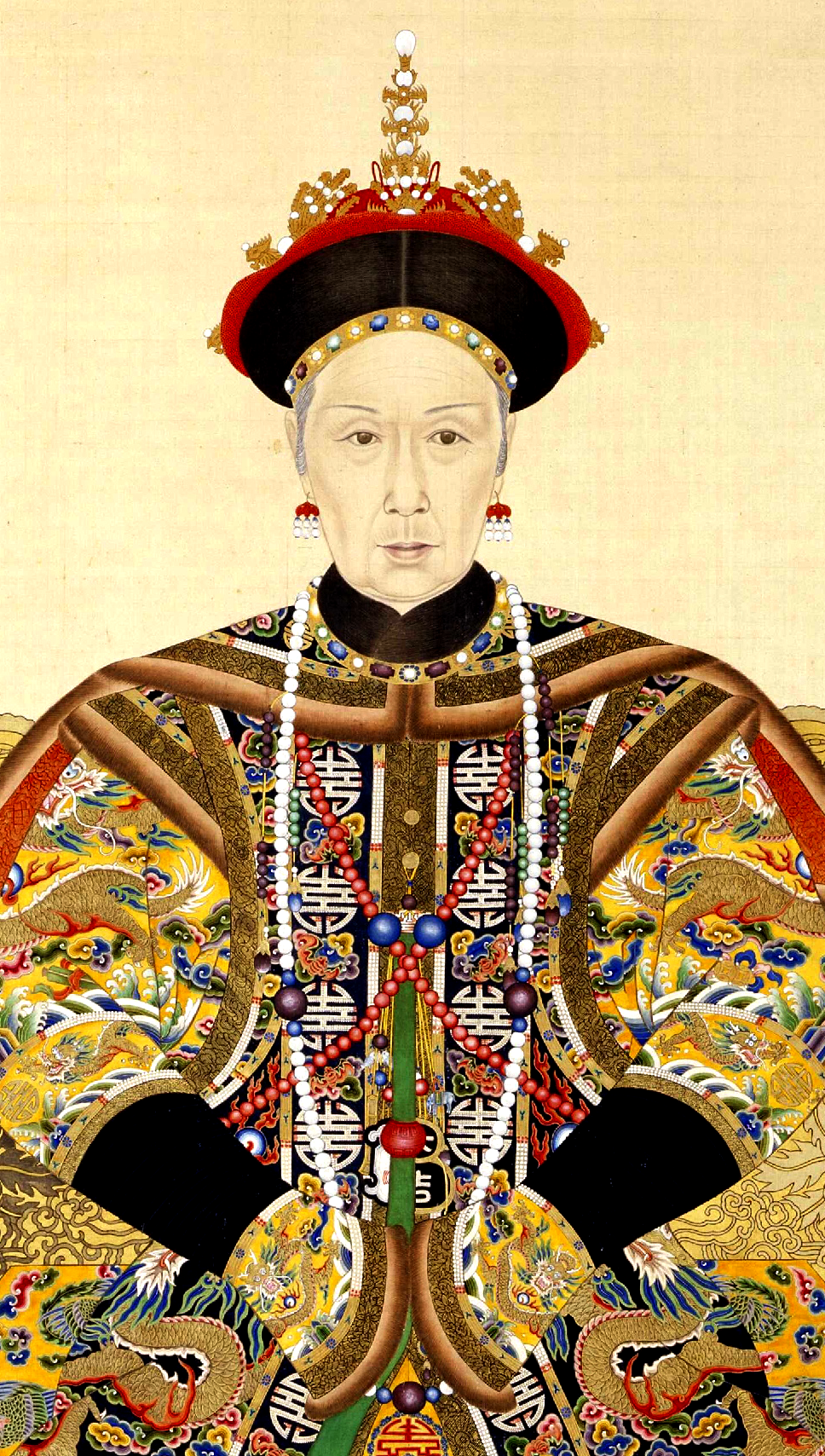
Từ Hi Thái hậu
Tước vị Thánh mẫu Hoàng thái hậu, còn gọi là Tây Thái hậu.

Thái hoàng thái hậu (太皇太后) là tôn hiệu dành cho bà nội, còn Hoàng thái hậu (皇太后) là tôn hiệu dành cho mẹ của Hoàng đế triều Thanh. Lịch sử Thanh cung chỉ có 2 vị Thái hoàng thái hậu, là Hiếu Trang Văn Hoàng hậu cùng Hiếu Khâm Hiển Hoàng hậu (tức Từ Hi Hoàng thái hậu).
Trong hậu cung, với vai trò là trưởng bối và là bà nội của Hoàng đế, Thái hoàng thái hậu có bối phận cao nhất đương thời, khi Hiếu Trang Văn Hoàng hậu là Thái hoàng thái hậu thì ý chỉ của bà được xem là tối cao nhất, nếu không có Thái hoàng thái hậu thì chỉ dụ của Hoàng thái hậu mới được xem là cao nhất. Đương thời, Hiếu Trang Văn Hoàng hậu trú tại Từ Ninh cung, còn Hoàng thái hậu là Hiếu Huệ Chương Hoàng hậu trú tại Ninh Thọ cung. Từ đó về sau, nơi mà Hoàng thái hậu có thể ở được luôn không cố định, đa phần là Thọ Khang cung, đôi khi là Từ Ninh cung hoặc Ninh Thọ cung. Dù ở đâu đi nữa, thì tước vị cao hơn luôn ở cung điện có địa vị lớn nhất.
Không giống như Hoàng hậu, có thể có nhiều hơn một Hoàng thái hậu tại vị một lúc. Đó là khi Hoàng đế là con thứ xuất, thì lúc đó theo Chế pháp đích-thứ sẽ cùng tồn tại cả hai người mẹ của đương kim Hoàng đế. Một người là Hoàng hậu của Tiên đế, tức 「Hoàng đích mẫu; 皇嫡母」; còn người kia là sinh mẫu của Hoàng đế nhưng vốn chỉ là phi tần của Tiên đế, tức 「Hoàng sinh mẫu; 皇生母」.
Vào thời nhà Minh, triều đại đầu tiên công nhận có thể tôn cùng lúc hai vị Hoàng thái hậu, quy định khá đơn giản rằng Hoàng đích mẫu sẽ có tôn hiệu, còn Hoàng sinh mẫu chỉ được gọi là Hoàng thái hậu, mà không có tôn hiệu. Sang đến đời nhà Thanh, triều đại này quy định dùng tôn hiệu cho cả hai vị Hoàng thái hậu, nhưng có sự khác biệt về ý nghĩa danh hiệu để phân chia.
Lần đầu tiên nhà Thanh xảy ra trường hợp có cả hai Hoàng thái hậu là thời Khang Hi, nếu bỏ qua sự mập mờ không rõ ràng thời Thuận Trị (có thể xem rõ mục "Con trai được lập" trong bài về Hiếu Trang Hoàng thái hậu). Khi ấy, Hiếu Huệ Chương Hoàng hậu là Đích mẫu của Khang Hi Đế, huy hiệu 「Nhân Hiến Hoàng thái hậu」, còn mẹ sinh của Khang Hi Đế là Hiếu Khang Chương Hoàng hậu vốn chỉ là tần phi, được Khang Hi Đế tôn huy hiệu là 「Từ Hòa Hoàng thái hậu」.
Sau đó suốt thời nhà Thanh, các vị Hoàng thái hậu thường chỉ có một người. Đến thời Đồng Trị, Hoàng đế vừa có Đích mẫu Hoàng hậu Nữu Hỗ Lộc thị, vừa có sinh mẫu Ý Quý phi Diệp Hách Na Lạp thị. Việc tôn phong Hoàng đích mẫu và Hoàng sinh mẫu được quy định như sau:
1. Hoàng hậu Nữu Hỗ Lộc thị được tôn là Mẫu hậu Hoàng thái hậu (母后皇太后).
2. Quý phi Diệp Hách Na Lạp thị được tôn là Thánh mẫu Hoàng thái hậu (聖母皇太后).

Sang năm sau, Đồng Trị Đế mới dâng tôn hiệu cho Mẫu hậu Hoàng thái hậu làm 「Từ An Hoàng thái hậu」, còn Thánh mẫu Hoàng thái hậu là 「Từ Hi Hoàng thái hậu」. Nhưng đích-thứ phân biệt, người đời thường gọi quen Từ An là Đông Thái hậu (東太后) do phía Đông là quý, còn Từ Hi được gọi là Tây Thái hậu (西太后) do phía Tây là vị trí phụ.
Việc tôn phong của hai vị Thái hậu là Từ An cùng Từ Hi đã thành một đặc trưng khi người khác nói về "Lưỡng cung Thái hậu" của triều Thanh, khiến nhiều quan điểm ngộ nhận cho rằng ngay triều Thanh từ thời kỳ đầu thì đã có quy định 「"Lưỡng cung tại vị, Đích mẫu tôn Mẫu hậu Hoàng thái hậu, Sinh mẫu tôn Thánh mẫu Hoàng thái hậu"」, rồi nảy sinh đánh giá tôn xưng "Mẫu hậu cao quý, Thánh mẫu kém hơn" đại loại như vậy. Thực tế, việc gọi "Mẫu hậu" hay "Thánh mẫu" trong tôn hiệu Hoàng thái hậu không quy định ở việc là Đích mẫu hay Sinh mẫu, như Sùng Khánh Hoàng thái hậu trong bài Sách văn tôn huy hiệu được gọi là "Mẫu hậu"; còn Cung Từ Hoàng thái hậu lại là "Thánh mẫu" trong Sách văn. Có thể thấy rất rõ ràng quy định ["Mẫu hậu Hoàng thái hậu"] và ["Thánh mẫu Hoàng thái hậu"], ai cao quý hơn ai, chỉ tồn tại từ thời Đồng Trị và là một liệu pháp phân biệt nhất thời.

### Các vị Di phi
Phi tần của Hoàng đế đời trước, thường được gọi là Di phi (遺妃), đều sẽ được gom lại ở một nhóm cung điện và cùng nhau sinh hoạt. Khi có đại yến tổ chức ở Từ Ninh cung, họ mới tập hợp lại mà vui vẻ, ngày thường thì họ đến các Phật đường được xây cất trong Từ Ninh cung để dâng hương, yên ổn mà sống qua kiếp người. Có trường hợp nếu Di phi có con trai được phong tước và mở phủ đệ, thì họ đều sẽ được đi theo con đến phủ và an hưởng đến già, như Ninh Khác phi, Huệ phi, Nghi phi cùng Định phi. Từ thời Ung Chính trở đi, Di phi bất luận có con hay không, cũng đều trú tại nhóm Quả phụ viện cùng các Thái hậu.
Trong văn bản chữ Hán, Hoàng đế sẽ gọi chung các phi tần này là 「Thái phi; 太妃」, nhưng đó chỉ là cách gọi chung chứ không phải tước vị chính thức. Theo cách chính xác nhất, Hoàng đế sẽ gọi phi tần của Hoàng phụ theo yếu tố 「Hoàng khảo; 皇考」 để phân biệt với Hậu phi của đương kim Hoàng đế, tương tự với những phi tần của Hoàng tổ phụ, thì Hoàng đế sẽ tôn với huy hiệu 「Hoàng tổ; 皇祖」. Ngoài ra, Hoàng đế vì lý do gì đó cũng có thể tấn phong họ lên một cấp bậc cao hơn, có đãi ngộ tốt hơn, và những đãi ngộ ấy đều theo mức tước vị quy định trong hệ thống phi tần.
Ví dụ như:
- Hai vị phi tần của Thanh Thánh Tổ, là Khác Huệ Hoàng quý phi Đông Giai thị vốn là Quý phi, Đôn Di Hoàng quý phi Qua Nhĩ Giai thị vốn là Hòa phi. Thế Tông lên ngôi tấn tôn lần lượt là Hoàng khảo Hoàng quý phi (皇考皇貴妃) và Hoàng khảo Quý phi (皇考貴妃).
- Thuần Ý Hoàng quý phi Cảnh thị, khi Thế Tông giá băng chỉ là Dụ phi, Cao Tông lên ngôi thì tấn phong Hoàng khảo Dụ Quý phi (皇考裕貴妃).
- Tấn phi Phú Sát thị của Cao Tông, vốn là Quý nhân, sang thời Tuyên Tông thì tôn làm Hoàng tổ Tấn phi (皇祖晉妃).

Nếu khi đó không có Hoàng thái hậu, thì vị Di phi có địa vị cao nhất sẽ được tôn làm "Thái phi" bởi Sách văn chính thức, chứ không phải kính gọi thông thường. Lệ này có từ thời Khang Hi, khi Thánh Tổ tôn Thọ Khang Thái phi làm Hoàng tổ Thọ Khang Thái phi (皇祖壽康太妃). Từ đây có lệ bất thành văn, Hoàng đế đương triều sẽ tấn tôn vị Di phi có địa vị tôn quý nhất trong hàng Góa phụ danh hiệu "Thái phi", như sau đó Cao Tông tôn Đôn Di Hoàng quý phi làm Ôn Huệ Hoàng quý thái phi (温惠皇貴太妃). Khi Cao Tông thoái vị làm Thái thượng hoàng, Nhân Tông vẫn gọi các Uyển Quý phi cùng Dĩnh Quý phi là "Thái phi" để tôn trọng, dù huy hiệu chính thức của bà là 「Hoàng khảo Quý phi」.
Nếu trường hợp có các Di phi của Hoàng tổ còn sống, thì các Hoàng tổ Di phi đó sẽ có thể trở thành Thái phi cao hơn là các Hoàng khảo Di phi. Sau thời Càn Long, có Trang Thuận Hoàng quý phi thời Đồng Trị hay Đoan Khác Hoàng quý phi thời Tuyên Thống đều trở thành các Thái phi. Cũng có trường hợp thiện đãi, nên dù có Thái hậu thì vẫn có thể trở thành "Thái phi", như Trang Tĩnh Hoàng quý phi Tha Tha Lạp thị, trở thành Hoàng quý thái phi theo chỉ dụ của Từ An Thái hậu và Từ Hi Thái hậu.

## Thân phận của Hậu phi

### Khái quát
Xã hội triều Thanh được phân ra hai loại thân phận chính, và hai loại thân phận này có ảnh hưởng trực tiếp đến xuất thân của Hậu phi triều Thanh:
- Kỳ nhân (旗人): tức người Bát kỳ, đây là những người có hộ tịch thuộc Bát kỳ, cũng gọi ["Kỳ tịch"; 旗籍]. Thân phận của Kỳ nhân, trước hết chỉ đến Kỳ phân Tá lĩnh, những người có cơ cấu Tá lĩnh thuộc Mãn Châu Bát kỳ, Mông Cổ Bát kỳ hoặc Hán Quân Bát kỳ. Ngoài ra chính là Bao y - những người có thân phận đặc thù phục vụ trực tiếp cho thành viên của Hoàng thất.
- Hán nhân (汉人): cũng gọi Dân nhân (民人), đây là những người có hộ tịch thuộc bộ Hộ, được gọi là ["Dân tịch"; 民籍], bởi vì người Hán đại đa số đều ở dạng này nên mới có cách gọi Hán nhân. Bên trong dạng hộ tịch này cũng còn có người Duy Ngô Nhĩ, người Hồi, người Mông Cổ hoặc dân tộc thiểu số linh tinh.

Thời Thanh cũng như các triều trước đó không phân biệt nặng về dân tộc tính, mà phân biệt về quy chế Hộ tịch. Cho dù là người Hán, thì có phân vào Kỳ phân Tá lĩnh hay Bao y cũng đều được xem là "Kỳ nhân", cũng chính là 「Người Mãn」 theo cách nói chính thức. Những người theo quy chế Mông Cổ Minh kỳ tuy có thể xem là dạng riêng biệt, nhưng khi chiếu theo đãi ngộ thì cũng đều được xem như là Kỳ nhân bình thường. Bên cạnh đó, dù đều là Mông Cổ, thế nhưng "Mông Cổ Minh kỳ" vào triều Thanh đều là những người Mông Cổ có gốc du mục, phần lớn là Vương công bộ tộc, khác với "Mông Cổ Bát kỳ" đã sớm thành thục theo cách ăn nói của người Mãn.
Trong các loại thân phận này, dễ nhầm lẫn nhất chính là 「"Hán Quân"」 cùng 「"Hán nhân"」. Như đã nói, dù là người Hán hay người Mãn, chỉ cần được phân vào Kỳ tịch thì tức là "Kỳ nhân", đều được đối đãi như nhau. Phim truyện về triều Thanh đặc biệt rất hay nhầm lẫn giữa hai khái niệm này. Đời Thanh có quy tắc「Mãn-Hán không thể liên hôn」 , trong đó "Hán" chính là nói đến Hán nhân, không phải người Hán Quân Bát kỳ. Ngoài ra, những người có thể có gốc Hán mà được phân vào Bao y, cũng đều là "Kỳ nhân", không còn là "Hán nhân" nữa. Giữa Kỳ phân và Bao y đôi khi cũng dễ bị nhầm lẫn, điểm dễ nhận biết nhất giữa Kỳ phân và Bao y là:
- Đối với Kỳ phân Tá lĩnh, ngoại trừ màu sắc của Kỳ tịch, thì phải kèm theo ba loại Kỳ phân, tức Mãn Châu, Mông Cổ hay Hán Quân. Ví dụ, nếu được giới thiệu là ["Mãn Châu Chính Hoàng kỳ Tá lĩnh"], thì đây là người thuộc Kỳ phân Tá lĩnh.
- Đối với người Bao y, ngoại trừ không có Kỳ phân và có thêm chữ "Bao y", thì đều như Kỳ phân Tá lĩnh. Ví dụ, nếu được giới thiệu là ["Chính Hoàng kỳ Bao y Tá lĩnh (hoặc Quản lĩnh)"], đây là người thuộc tầng lớp Bao y.

### Tuyển tú nữ

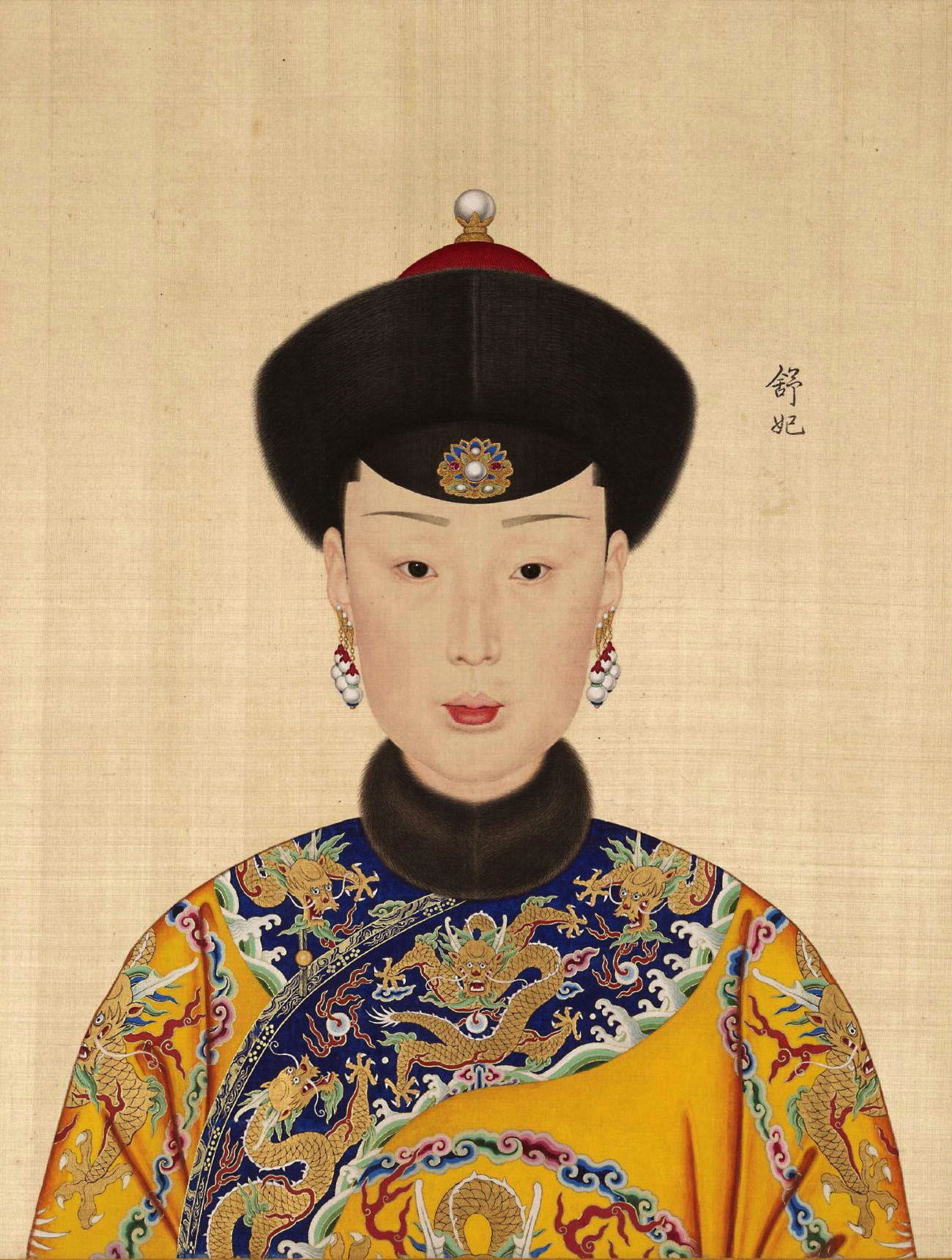
Thư phi Diệp Hách Na Lạp thị - một ví dụ cho Hậu phi thông qua Tuyển tú.

Sau khi nhập quan, Hậu phi nhà Thanh chủ yếu là từ tầng lớp Bát kỳ của Mãn Châu Bát kỳ, Mông Cổ Bát kỳ và Hán Quân Bát kỳ, tức Kỳ phân Tá lĩnh. Các nàng sẽ thông qua cái gọi là [Bát kỳ tuyển tú; 八旗选秀], đường đường chính chính nhập cung dưới sự chỉ định của Hoàng đế hoặc Hoàng thái hậu. Những cô gái dự tuyển trong Bát kỳ tuyển tú được gọi là Tú nữ (秀女), đầu tiên cần thiết là huyết thống thuần khiết con gái nhà quan viên, bảo trì tôn nghiêm cùng đặc quyền của giai cấp quý tộc Mãn Thanh. Sau khi bảo đảm huyết thống cùng địa vị xã hội, thì mới tới dung mạo của nữ tử. Chế độ [Bát kỳ tuyển tú] không chỉ để chọn tần phi, mà còn để chọn con cái mà chỉ hôn cho Hoàng tử tông thân, nên xét về gia thế cơ bản của bất cứ quý tộc Mãn Thanh nào, cũng đều sẽ có con gái dự tuyển trúng.
Cứ mỗi 3 năm, quan viên bộ Hộ phối hợp Nội vụ phủ sẽ tiến hành tuyển chọn con gái nhà đàng hoàng trong Bát kỳ, độ từ 14 tuổi đến 16 tuổi và không tàn tật để tham gia đợt tuyển lựa Tú nữ. Khi chọn lựa Tú nữ, thì em gái của Hoàng hậu và tước Tần trở lên đều được miễn. Về tiêu chuẩn thân phận, phàm là quan viên Bát kỳ đến Lính lệ, trong nhà nếu có con gái hợp tuyển thì đều bị đưa tên vào thi tuyển. Từ năm Gia Khánh năm thứ 11, cho mệnh Hán Quân Bát kỳ từ "Bút thiếp thức" trở lên có con gái đến tuổi, đều dự tuyển. Năm thứ 18, mệnh Mãn Châu, Mông Cổ từ Hộ quân trở lên đều bị tuyển. Theo thông lệ, mỗi ngày tuyển hai kỳ, lấy nhân số nhiều ít đều xứng, không tự ý phân. Trước một ngày, Cai kỳ Tham lĩnh, Lĩnh thôi tập bày xe. Như chọn [Tương Hoàng kỳ] và [Chính Hoàng kỳ], xét mỗi kỳ Mãn - Mông - Hán thì phân ra 3 cỗ, mỗi cỗ ghi tuổi tác, phân ra trước sau thứ tự, [Tương Hoàng kỳ] trước rồi [Chính Hoàng kỳ] theo sau, các xe cứ thế đi theo hình đuôi cá, xa thụ song đăng. Buổi chiều tối bắt đầu, nửa đêm nhập cửa sau đến bên ngoài Thần Vũ môn (神武門), theo thứ tự xuống xe mà vào. Các xe ấy sau khi để người xuống thì đi từ Thần Vũ môn ra đến Đông Hoa môn (東華門), qua đến Sùng Văn môn (崇文門) rồi ra đến Bắc phố xá, sau lại vòng cửa sau chạy ngược lại đến Thần Vũ môn, lúc này đã tầm giờ Tị giờ Ngọ hôm sau, đã qua quá trình Tuyển tú, các Tú nữ lần lượt ra xe mà về.
Các Tú nữ đi từ Thần Vũ môn đến Thuận Trinh môn (順貞門) thì xin đợi, có Hộ bộ Tư quan quản lý. Đến khi, Thái giám Ấn ban dẫn vào, mỗi ban 5 người, lạy mà không quỳ. Khi đến trước mặt Hoàng đế và Hoàng thái hậu, Tú nữ được đọc tên sẽ đứng lên trước, mắt cúi xuống, không nhìn trực diện Lưỡng Cung, hoàn toàn không được nói gì cả, cho đến khi người Tú nữ kế tiếp được đọc tên thì lui về hàng sau. Khi được chọn, nàng đó sẽ là [Lưu bài tử; 留牌子], sau đó lại tham gia "Phục tuyển", nếu không gọi lưu lại thì là bị rớt, còn lưu lại thì tiếp tục. Khi phục tuyển lần thứ hai, các Tú nữ sẽ có hai vận mệnh, một là chỉ hôn cho Hoàng thân, hai là lưu lại dự trù làm cung phi. Tuy nhiên, Lưu bài tử để vào cung cũng trải qua nhiều quá trình khác, nhiều lần "Phục khán", "Ký danh", lại được Hoàng đế đích thân lựa chọn thì "Thượng ký danh", bắt đầu quá trình "Lưu cung trụ túc" để tỉ mỉ khảo sát, ai hoàn thiện được sẽ là Hậu phi, còn không sẽ bị loại, gọi là [Lược bài tử; 撂牌子].
Sau khi vào cung, Tú nữ như nhau sơ phong Đáp ứng, Thường tại hay Quý nhân tùy vào ý định của Hoàng đế. Tước vị "Quý nhân" đa số xuất thân từ cao môn tử đệ qua nhiều thế hệ, còn "Thường tại" cùng "Đáp ứng" chỉ cần là con gái chức "Bái đường a" là có thể được phong, thân phận tương đối không hiển hách mới bị liệt vào hàng này. Đặc biệt rằng trong quá trình lịch sử cùng hồ sơ ghi nhận, hầu như không Tú nữ nào tham gia Bát kỳ tuyển tú bị chỉ định làm "Đáp ứng", mà tước này thường là từ Cung nữ tử tiến phong mới phải qua mà thôi. Vào thời kì cuối như Hàm Phong, Đồng Trị, Quang Tự; cung đình nhà Thanh lại có nhiều phá lệ, phong Tú nữ làm Tần ngay khi tuyển tú (như Hiếu Trinh Hiển Hoàng hậu, Cẩn phi cùng Trân phi).

### Tuyển chọn cung nữ

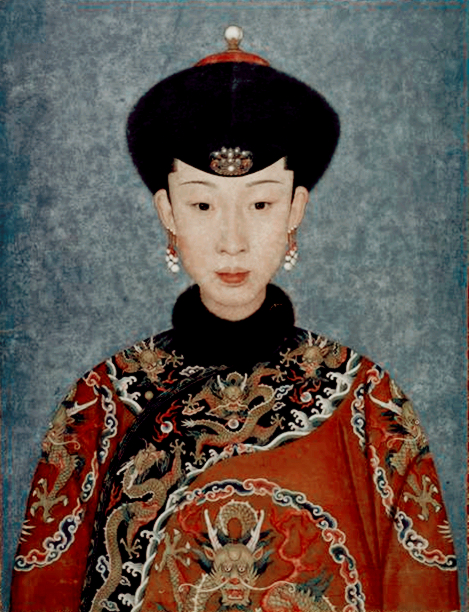
Lệnh Ý Hoàng quý phi Ngụy Giai thị - một ví dụ cho Hậu phi là Cung nữ.

Cung nữ nhà Thanh, được gọi bằng những danh xưng như Cung nữ tử (宮女子), Quan nữ tử (官女子), Hạ quan nữ tử (下官女子), Sử lệnh nữ tử (使令女子), Hạ nữ tử (下女子) hay Sử nữ (使女), thậm chí là Đáp ứng (答应). Họ chủ yếu đến từ đợt xét tuyển của Nội vụ phủ mà vào cung, chế độ này được gọi là Nội vụ phủ tuyển tú (內務府選秀).
Căn cứ Thanh cung trung dĩ Cung nữ vi Chủ đích nữ phó giai tằng (清宫中以宫女为主的女仆阶层), tuyển chọn cung nữ thời Thanh đã sớm ở năm Thuận Trị thứ 8 (1661), ghi lại:「"Phàm nữ tử từ Nội phủ Tá lĩnh (tức Bao y Tá lĩnh), Nội phủ Quản lĩnh (tức Tân giả khố), khi được 13 tuổi, thì Tá lĩnh cùng Quản lĩnh tạo danh sách để kê trình, giao Tổng quản Thái giám duyệt xem”」. Nói cách khác, khi tuyển chọn cung nữ, các nàng cần phải đủ tuổi và có kỳ tịch thuộc Nội vụ phủ Tá lĩnh và Quản lĩnh của 「Thượng Tam kỳ Bao y」, gồm Tương Hoàng kỳ, Chính Hoàng kỳ và Chính Bạch kỳ. Người Bao y cơ bản chia ra làm hai dạng, thuộc Tá lĩnh hoặc "Nội Quản lĩnh" - cũng gọi là Tân giả khố.
Rất nhiều người hiện đại cho rằng giai cấp "Bao y" đều là nô lệ, thế nhưng trên thực tế thì không phải như vậy. Trong giai cấp Bao y cũng có cũng có quan lại mức "Thế gia", chia ra nhà làm quan viên hoặc là người bình dân. Đặc biệt ở Trung kỳ và Vãn kỳ triều Thanh, giai cấp Bao y có rất nhiều nhà đều thuộc hàng Nhất đẳng Thế gia trong xã hội Bát kỳ, về chức quyền hay tài lực cũng không hề thua kém các thế gia Kỳ phân Tá lĩnh, điển hình là gia tộc Nội vụ phủ Tương Hoàng kỳ Hoàn Nhan thị, hậu duệ nhà Kim khi xưa, vị Cách cách Vương Mẫn Đồng nổi tiếng thời Thanh mạt cũng xuất thân từ gia tộc này. Theo lệ triều Thanh, tất cả con gái nhà Bao y, cho dù là quan lại hay bình dân, tất cả đều phải qua tuyển chọn của Nội vụ phủ và nếu trúng tuyển thì vào cung làm Cung nữ phục vụ Hậu phi. Chỉ là từ triều Càn Long trở đi, giới quan lại Bao y ngày càng cường đại nên dần dần cũng có quy tắc ngầm, con gái nhà quan viên hạng cao chỉ cần nộp tên lên dự tuyển, quá trình còn lại sẽ được "âm thầm" gạch tên đi, từ đó trở đi đại đa số cung nữ triều Thanh vào cung chỉ còn là con nhà bình thường trong tầng lớp Bao y, không còn tình trạng con gái nhà Bao y cao cấp phải vào cung nữa.
Tất cả nữ tử Bao y đều phỏng vấn ở Ngự hoa viên trong Tử Cấm Thành, mỗi lượt chọn 5-6 người, sau đó trở thành cung nữ, ngay lập tức được phân phối đến các cung điện phục vụ cho Hậu phi, những ai không được chọn thì có thể về nhà kết hôn. Sau đó họ phải trải qua quá trình kiểm tra kỹ năng, trong đó "Thêu" (繡) là loại kĩ nghệ hàng đầu của cung nữ, và cũng là công việc chủ yếu của họ sau khi vào cung. Bên cạnh đó, triều đình còn quan sát thân thể và dáng vẻ, người nào không hợp tắc sẽ trả về, ai được chọn sẽ được học lễ nghi, đọc sách và viết chữ, ai ưu tú thì được hầu hạ Thái hậu hoặc Hoàng hậu, không thì Phi tần và Quý nhân trở xuống. Quy trình tuyển Tú nữ của Nội vụ phủ giống như Kỳ phân Tá lĩnh, chỉ là địa điểm đỗ xe là ở Địa An môn (地安門).
Như đã đề cập ở trên, bởi vì là "Nội vụ phủ tuyển tú" là tuyển chọn cả con gái quan viên lẫn nhà bình dân trong tầng lớp Bao y, cho nên cũng có trường hợp tiểu thư nhà quan phải vào hầu cận, mà chủ tử lại có thân phận còn kém hơn cung nữ, hoặc cung nữ có thân phận quá kém không xứng hầu hạ những vị cao quý như Thái hậu cùng Hoàng hậu. Từ thời kỳ Ung Chính thì triều đình đã nhận thấy vấn đề này nên đã ra ghi định, căn cứ theo Quốc triều cung sử (国朝宫史) ghi lại, các cung nữ hầu hạ cho tước Tần trở lên tắc phải được tuyển từ con nhà Thế gia trong tầng lớp Bao y, còn những Hậu phi chỉ là dạng Ngự thiếp như Quý nhân và Thường tại thì mới tuyển các con gái Bái đường a, Giáo úy, Hộ quân hay Phi giáp có thân phận nhàn tản vào hầu hạ. Tới triều Càn Long, con gái nhà quan chính thức sẽ không được chọn. Khác với các triều đại trước, thì các Hoàng đế triều Thanh không có cung nữ hầu mà chỉ có Thái giám, như bản thân Thanh Thánh Tổ trong Đình huấn cách ngôn (庭训格言) có nói:「"Vào thời Minh, cung nữ trong cung có mấy nghìn người, tiền son phấn phải đến trăm vạn. Nay Trẫm định, Sử nữ trong cung dừng mức 300 người, những người chưa hầu cận Trẫm, tuổi khi 30, xuất cung và cho hôn phối"」. Cho nên, việc tuyển chọn cung nữ thời Thanh vào chỉ là để hầu cận Hậu phi hoặc Thái hậu và Thái phi, hoặc cùng lắm là các Hoàng tử còn ở trong cung, vì thế số lượng cung nữ triều Thanh thông thường rất ít, cao lắm là hơn 300 người một chút trong tổng thời gian, do vậy mỗi lần tuyển chọn cung nữ đều không quá 100 người. Căn cứ hồ sơ tuyển cung nữ thời Đồng Trị và Quang Tự có ghi lại, mỗi lần tuyển cung nữ thì nhân số đại khái 80 người.
Phân phối cung nữ triều Thanh không cố định, gần như mỗi triều lại có mức khác nhau. Đây là mức thường thấy nhất:
- Hoàng thái hậu, 12 người;
- Hoàng hậu, 10 người;
- Hoàng quý phi, 8 người;
- Quý phi, 8 người;
- Phi, 6 người;
- Tần, 6 người;
- Quý nhân, 4 người;
- Thường tại, 3 người;
- Đáp ứng, 2 người;
- Ngoài ra các cung nữ cũng được phái hầu hạ làm "Thông phòng nha đầu"[Chú 13] cho các Hoàng tử chưa xuất cung, hoặc là làm Thị tỳ đi theo các Phúc tấn cùng Thị thiếp của các Hoàng tử chưa xuất cung.

Đời sống của cung nữ thời Thanh tương đối hạn chế, bởi vì số lượng rất ít, thời điểm cao nhất thì toàn bộ Tử Cấm Thành chỉ có khoảng 300 người, mà công việc của họ chỉ phục vụ Hậu phi, cho nên quy tắc kiềm chế cho họ cũng gắt gao. Sách Cung nữ đàm vãn lục (宫女谈往录) thời Dân Quốc, tuy thông tin phần nhiều bị nghi ngờ về độ khả tín, thế nhưng đại khái cũng có ý đúng về cuộc sống nghiêm ngặt của cung nữ triều Thanh. Trong sách có một quy tắc chuẩn xác được ghi lại, cung nữ không được tùy tiện rời khỏi cung điện mà mình phục vụ, khi rời khỏi thì nhất thiết phải có ít nhất 2 người cùng đi.
Khác với các chủ nhân ở hậu cung, cung nữ đời nhà Thanh chỉ phải ở trong cung đến 25 tuổi là có thể xuất cung, được ban hôn cho quan viên Bao y và sống như những người phụ nữ bình thường khác, lấy chồng sinh con... Cũng có những trường hợp cung nữ không có chỗ để đi, triều đình cũng sẽ sắp xếp cho họ ở trong một dãy phòng riêng trong Tử Cấm Thành. Khi ấy, họ trở thành những cung nữ lớn tuổi với kính xưng "Cô cô" (姑姑), không cần làm việc gì mà chỉ nhận mức chu cấp theo quy định, thỉnh thoảng họ còn sẽ được giao hướng dẫn nghiệp vụ cho các cung nữ trẻ tuổi. Cá biệt có một số cung nữ sẽ được lâm hạnh mà trở thành Hậu phi, ví dụ như Lệnh Ý Hoàng quý phi Ngụy thị vốn là một cung nữ của Hiếu Hiền Thuần Hoàng hậu, được Hiếu Hiền hậu "tiến cử" mà trở thành Hậu phi; hoặc là được phái hầu hạ phòng the cho Hoàng tử và khi Hoàng tử ấy đăng cơ thì cũng trở thành Hậu phi, giống như Hòa phi Na Lạp thị triều Đạo Quang. Còn có những trường hợp như được ban làm nha hoàn hồi môn cho Công chúa, hoặc ban làm thiếp cho quan thần Kỳ phân Tá lĩnh, ví dụ Kỷ Hiểu Lam từng được ban hai cung nữ làm thiếp. Sau khi ra khỏi cung, người cung nữ đó không được phục tiến, không được đến cửa cung thỉnh an, nhưng cũng có lệ cung nữ được sủng ái, sau khi ra khỏi cung cũng được triệu về trở lại trong một thời gian. Lời đồn rằng, cung nữ Song Hỉ (雙喜) của Từ An Thái hậu từng được gọi vào trở lại. Hay cung nữ Vinh Tử (荣子) của Từ Hi Thái hậu, từng chỉ hôn cho một viên Thái giám, sau được triệu hồi trở lại.
Tuy thân phận hầu hạ, nhưng người Bao y trong xã hội đời Thanh đều là "Lương dân", cho nên không thể tự tiện lăng nhục. Theo quy định trong cung đình nhà Thanh, các cung nữ nếu bị tội thì sẽ bị phạt quỳ, phạt trượng đánh, nếu phạm đại tội bất nghịch thì cao lắm là đuổi khỏi cung, không thể tự ý giết chết. Dù cho bị phạt, thì có một quy tắc chính là không thể phạt đánh vào mặt cung nữ, còn ngoài ra thì dùng trượng đánh, hay bị kim chích làm đau cũng thường xuyên xảy ra. Hành hạ cung nữ quá mức sẽ khiến Hậu phi bị luận tội, như Đôn phi Uông thị của Cao Tông từng đánh chết cung nữ mà bị trách phạt và giáng xuống làm Tần. Ngoài ra, tuy các vị Hậu phi có quyền xử phạt cung nữ của mình, nhưng đối với cung nữ của người khác thì chỉ có 「"Quyền hạch tội"」, tất cả những chuyện đưa ra phán quyết đều phải chờ Hoàng đế quyết định, đến cả Thái hậu cũng không thể tùy tiện thay Hoàng đế quyết định. Nếu cung nữ bị tội danh xác đáng, tất cả phải thông qua lấy khẩu cung từ Thận hình ty, sau đó quan viên cấp cao của Nội vụ phủ dâng lên và Hoàng đế mới ra quyết định sau cùng. Bởi vì cung nữ đều là "Lương dân", hầu như rất ít hình phạt giết chết. Trong cung đình triều Thanh đặc biệt có một việc, khi Đổng Ngạc phi chết, Thế Tổ từng đem 30 cung nữ tuẫn tang, về sau thời Khang Hi thì triệt để bỏ đi quy tắc này.

### Hán phi

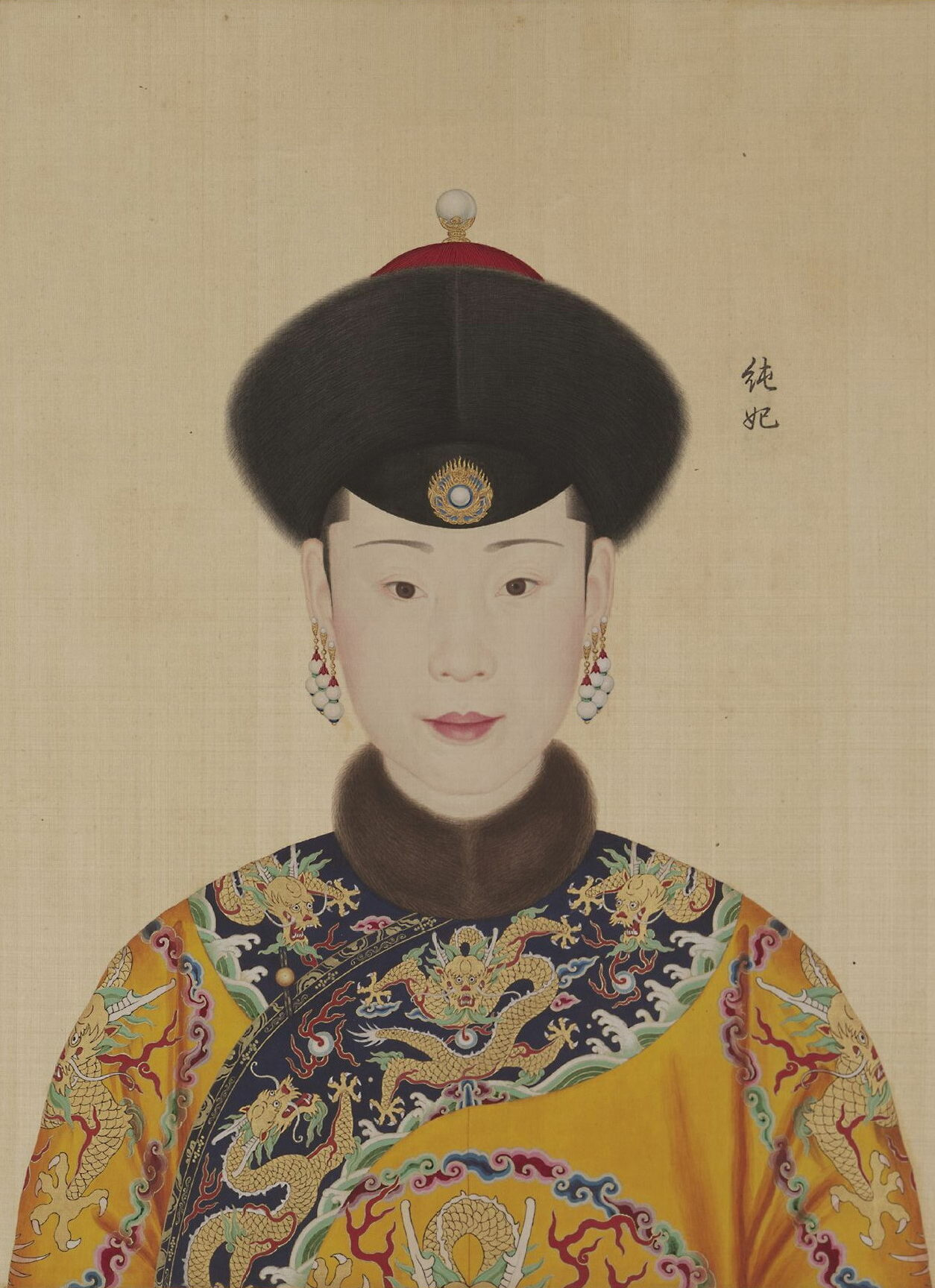
Thuần Huệ Hoàng quý phi Tô thị - một ví dụ cho Hán phi.

Trong hậu cung triều Thuận Trị, Khang Hi và Càn Long, bên cạnh các Tú nữ và các Cung nữ tử, hậu cung triều Thanh còn có xuất hiện một dạng Hậu phi xuất thân không phải người Bát kỳ, tức không thuộc Bao y hay Kỳ phân Tá lĩnh. Với xuất thân này, họ không vào cung qua các đợt tuyển chính thức như Bát kỳ tuyển tú hay Nội vụ phủ tuyển tú, mà đều được dâng vào cung làm Cung nữ tử, sau mới được sủng hạnh làm Hậu phi, rồi mới được nâng thân phận gia tộc thành Bao y. Khi thảo luận về Hậu phi triều Thanh, các thành viên mạng xã hội Trung Quốc hiện đại gọi họ là các Hán phi (汉妃). Cần lưu ý rằng đây không phải thuật ngữ chính thức xuất hiện trong thư tịch cổ, mà nó được người hiện đại dùng để chỉ đến những Hậu phi có xuất thân kể trên.
Khái niệm 「"Hán phi"」 này có khác với cái khái niệm 「“Hậu phi vốn là người Hán”」. Như ở phần "Khái quát" bên trên đã đề cập qua, vào đời Thanh cho dù là Hán Quân Bát kỳ, Mông Cổ Bát kỳ hay Mãn Châu Bát kỳ, thì trên phương diện gốc tích họ đều được xem là "Người Bát kỳ" hoặc 「Kỳ nhân」. Theo ý tứ này, không cần xét dân tộc tính là người Mãn, người Hán hay người Mông Cổ đi nữa, người đời Thanh khi đã có Kỳ tịch thuộc Bát kỳ thì đều đã là người Bát kỳ, đều hưởng quyền lợi bình đẳng như nhau. Còn những người khác đều không có Kỳ tịch, mà hộ khẩu của họ là "Dân tịch" do bộ Hộ quản lý, do đó họ còn gọi là "Dân nhân", và cũng vì đại đa số trường hợp có Dân tịch đều là người Hán nên họ còn được gọi là「Hán nhân」, dù thực tế trong tầng lớp "Dân nhân" còn có các dân tộc khác, như người Hồi Hột, người Tây Tạng hay thậm chí là người dân tộc thiểu số. Cho nên, Hậu phi xuất thân Hán Quân Bát kỳ, ví dụ Đôn Túc Hoàng quý phi Niên thị cùng Ninh phi Võ thị của Ung Chính, hoặc có xuất thân là dân tộc Hán thuộc Kỳ tịch Bao y như Lệnh Ý Hoàng quý phi Ngụy thị của Càn Long, đều không thể xem là “Hán phi” được.
Trên mạng xã hội Trung Quốc đầy truyền thuyết về Hán phi trong cung đình triều Thanh, có hai thuyết chính hay được nói nhiều nhất là ["Không thể lập Hán phi làm Hậu"] và ["Đời Thanh không tồn tại Hán phi bởi vì khi nhập quan Hiếu Trang Thái hậu đã ra chỉ dụ cấm Hán nữ nhập cung"]. Tuy nhiên trong hồ sơ Mãn văn được tìm thấy, chỉ dụ này không thấy tồn tại, thứ hai thì “Hán phi” thực sự được ghi nhận trong cung đình triều Thanh. Đời Thanh, cả ba vị Hoàng đế là Thuận Trị, Khang Hi và Càn Long đều nổi tiếng có nạp Hán phi. Với Thuận Trị, là nói đến Khác phi Thạch thị, năm Thuận Trị thứ 5, Thuận Trị Đế hạ hai đạo ý chỉ về Mãn-Hán liên hôn, có nói:「“Quan Mãn Châu cưới con gái người Hán làm vợ đều báo lại. Còn người thường không cần báo”」, đặc biệt sau đó Thuận Trị Đế còn tự “thử nghiệm” mà tuyển Hán nữ nhập cung phong làm phi tần. Khi ấy, Thạch thị từ Loan Châu xứ Hà Bắc, Trung Quốc mà được chọn, vào cung phong Phi, cư ngụ tại Vĩnh Thọ cung, còn cho phép dùng quần áo người Hán.
Từ thời Khang Hi, vì quan niệm 「"Môn đăng hộ đối"」, việc hai loại "Kỳ nhân" và "Hán nhân" không liên hôn dần thành lệ bất thành văn, cho nên tình huống quang minh chính đại nghênh thú các Hán phi triều Thanh cũng dần thu hẹp. Một ít hồ sơ trong cung cho thấy, Khang Hi Đế cùng Càn Long Đế, đã thông qua các quan viên địa phương ở Giang Nam mà mua về một số cô gái trẻ, đều xuất thân là con nhà nghèo hèn, vào cung dạy dỗ mà làm Cung nữ tử. Những cô gái ấy lớn lên, liền được mệnh cho Hoàng đế lâm hạnh mà trở thành Hậu cung chủ vị hay ban cho Hoàng tử làm Tỳ thiếp. Nhưng do vấn đề về tính chất bảo quản hồ sơ thời Thanh sơ kỳ, nhiều xuất thân của các Hậu cung chủ vị triều Khang Hi rất không rõ ràng. Căn cứ theo suy đoán mà đại đa số nghi ngờ, thì “Hán phi” triều Khang Hi có Hy tần Trần thị hoặc Tương tần Cao thị, đều có thể là Cung nữ tử người Hán được lâm hạnh. Trái lại, việc Càn Long Đế nạp các vị "Hán phi" lại có khá nhiều hồ sơ ghi lại rõ ràng, ai cũng đều có thể tra ra và biết đến, cụ thể phải kể đến Thuần Huệ Hoàng quý phi, Khánh Cung Hoàng quý phi, Phương phi, Di tần, Cung tần và Lộc Quý nhân. Các vị trên sau đó đều được Càn Long Đế tạo hồ sơ giả, cả nhà đều được đưa vào thân phận Nội vụ phủ Bao y và trở thành người Bát kỳ có kỳ tịch chính thức. Ngoài ra, cũng có một số xuất thân từ Bộ tộc gốc Duy Ngô Nhĩ hoặc Mông Cổ đến quy phụ, bọn họ đều trải qua vị trí Cung nữ tử trước rồi sau đó mới được sách phong, nếu xét theo ý nghĩa đều có thể xem là một dạng của "Hán phi". Ví dụ có Dung phi Hòa Trác thị, Dự phi Bát Nhĩ Tế Cát Đặc thị, Thận tần Bái Nhĩ Cát Tư thị và Tuân tần Quách thị triều Càn Long.
Phương thức mua Hán nữ từ Giang Nam đến triều Gia Khánh thì bãi bỏ. Với cách làm này của các vị Hoàng đế nhà Thanh cũng đã thấy rõ, Hán nữ xuất thân bình dân có thể mắt nhắm mắt mở đưa vào, còn ghi vào hồ sơ và thậm chí là cải hồ sơ thành người Bát kỳ chính gốc. Thế nhưng cuối cùng họ đều phải đưa về hệ thống Kỳ tịch, hơn nữa phương thức có phần không hề quang minh chính đại như Bát kỳ tuyển tú, cái khái niệm “Hán phi” đời Thanh cũng không tồn tại chính thức nhưng lại là một loại “Ngầm đồng ý” vậy.

## Sinh hoạt

### Vai trò Hậu phi

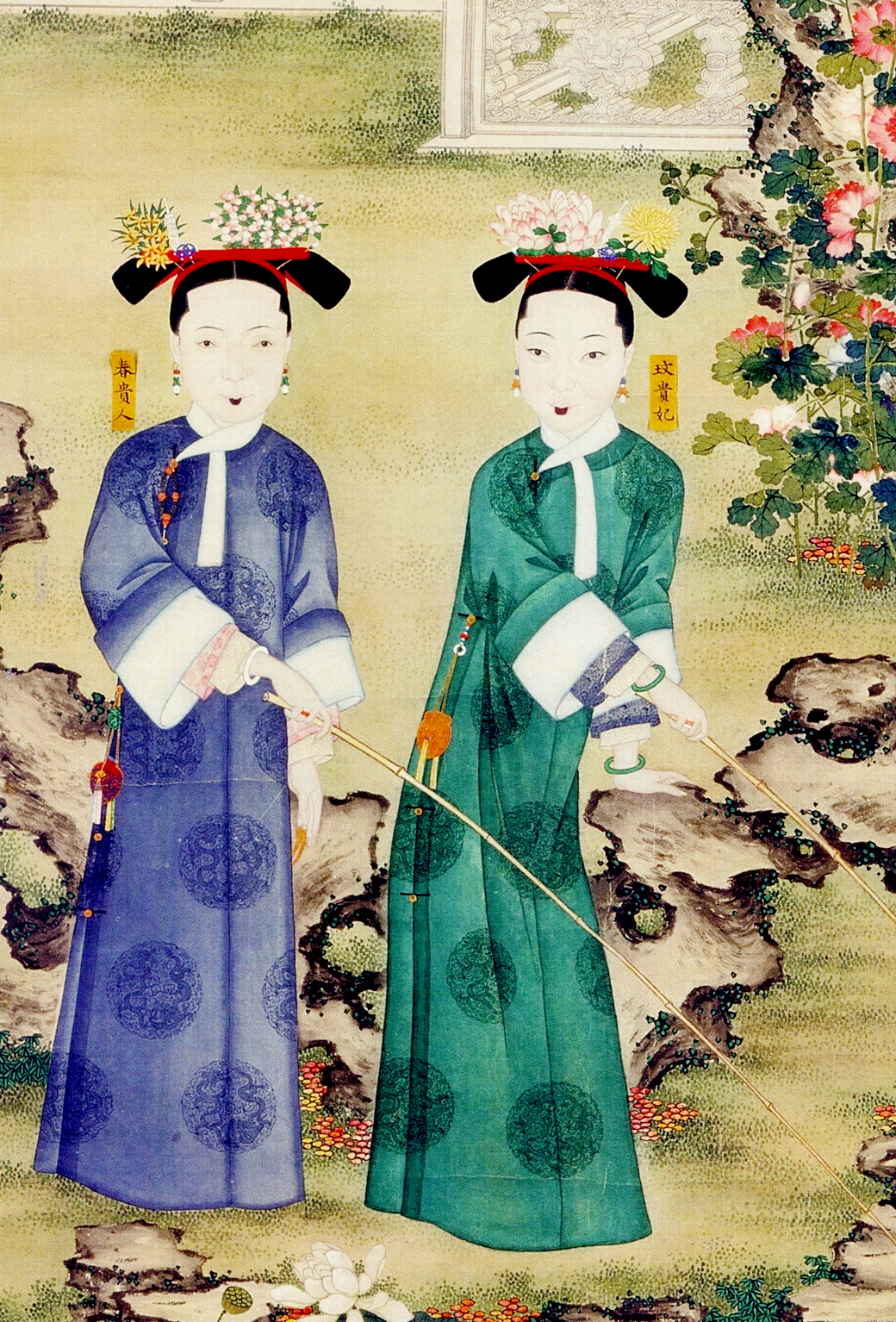
Tranh vẽ thời Hàm Phong về Xuân Quý nhân (trái) cùng Mân Quý phi (phải) trong Ngự hoa viên.

Trong phim ảnh và tiểu thuyết, lối sống của Hậu phi nhìn chung bị lý tưởng hóa quá mức. Do ảnh hưởng từ cách đối đãi từ hậu cung nhà Minh, triều Thanh cũng khắt khe với Hậu phi. Tuy rằng họ căn bản là ăn uống không lo, nhưng họ căn bản không có quyền hành, cũng không có ảnh hưởng chính trị nếu không có địa vị như Từ Hi Thái hậu, cuộc sống của họ phụ thuộc vào quyết định từ Hoàng đế.
Sách Thanh triều xuyên việt chỉ nam (清朝穿越指南) của học giả Quất Huyền Nhã (橘玄雅) có chỉ ra rằng, sau khi vào cung thì Hậu phi không thể liên lạc với nhà mẹ. Việc người nhà thăm Hậu phi là gần như không thể, mà chỉ tùy theo "Đặc chỉ" trong một dịp nào đó, Hậu phi mới có thể cùng nhà mẹ gặp một chút. Khi Hậu phi có thai, ngoài việc được triều đình chu cấp bà đỡ (Lão lão) và các Thái y, Hoàng đế sẽ thường ân chuẩn cho người nhà của Hậu phi vào thăm, đây được xem là một đặc ân vì có công lao sinh hạ Hoàng tự cho hoàng thất. Còn ngoài ra, dẫu gia đình có chuyện đến tan cửa nát nhà, Hậu phi chỉ có thể được cho phép phái một thái giám hay một cung nữ thân cận đến nhà mẹ đẻ mà an ủi. Đến khi Từ Hi Thái hậu nắm quyền, những quy tắc này tuy cũng giảm bớt nhưng không thể hoàn toàn bị bãi bỏ, cho thấy đến cả Thái hậu cũng không có tư cách bỏ là bỏ.
Về vấn đề tài sản và lương bổng, sau khi vào cung thì Hậu phi không thể mang bất cứ vật gì hoặc người hầu riêng từ nhà mẹ vào cung, và Hậu phi mỗi tháng nhận lương thường chỉ có thể dùng ban cho thái giám hay cung nữ, không thể mang ra ngoài đưa cho nhà mẹ. Cao Tông từng có một chỉ huấn về việc này:
- 「"Các ngươi nghiêm dụ đến các Thủ lĩnh Thái giám, phàm mọi việc trong cung không được truyền ra ngoài, ngược lại cũng không được phép đem chuyện bên ngoài vào trong cung. Đến như các vật mà chư vị Thái phi hưởng, đều do Thánh Tổ Nhân Hoàng đế ban tặng, các vật chư vị Mẫu phi sở hữu, đều do Thế Tông Hiến Hoàng đế ban tặng, đến nay Hoàng hậu sở hữu, cũng là Trẫm ban tặng. Những thứ chi phí hay tư vật của Hậu phi, không thể đem đi cho nhà mẹ, mà đồ vật từ nhà mẹ cũng không được phép mang vào trong cung. Về sau nhà mẹ của Hậu phi trừ việc đến vấn an theo lệ, thì không được quá phận"」[18][19]

Chỉ dụ trên rõ ràng cho thấy, Hậu phi triều Thanh chỉ có quyền sử dụng mà không có quyền sở hữu với bất kỳ vật dụng nào trong cung. Đây cũng là một đặc điểm cực kỳ gắt gao trong lối sống của cung đình triều Thanh. Đến mỗi khi hậu cung chủ vị có sinh nhật, Hoàng đế đều chỉ đặc biệt gia ân ban thưởng.
Về phương diện sự vụ Nội đình, tuy rằng Hoàng hậu là 「"Chủ nội trị"」 và Phi tần là 「"Tá nội trị"」, thế nhưng các Hậu phi triều Thanh hoàn toàn không có quyền can thiệp như nhiều sự ngộ nhận cùng lầm tưởng qua tiểu thuyết hay phim ảnh. Thực tế, mọi việc vận hành trong Nội đình đều do Nội vụ phủ quản lý cùng phân phối, từ vấn đề lương thực, sinh hoạt, nhu phẩm và nhân sự như cung nữ đều rơi vào sự xử lý của Nội vụ phủ. Ví dụ như thông lệ cung nữ phục vụ đến 25 tuổi thì có thể xuất cung, cả quá trình đều sẽ do Nội vụ phủ đến trực tiếp từng cung điện mà lên danh sách những ai đạt tiêu chuẩn, tiến hành đối chiếu cùng xác thực, sau đó mới dâng lên cho Hoàng đế ra quyết định sau cùng. Quy trình hoàn toàn không dính dáng một chút gì đến Hoàng hậu có tiếng "Chủ nội trị" hay một Phi tần có quyền "Tá nội trị" nào cả. Những điều này có thể thấy được vai trò Hậu phi trong triều Thanh không liên hệ gì đến 「"Xử lý nội sự"」 một cách thực tế, mà chủ yếu ở phương diện lễ tế (như Thân tàm lễ), hầu hạ Hoàng thái hậu và Hoàng đế, duy trì nếp sống tiết kiệm trong hậu cung, và còn vai trò thiên về hình thức là "làm gương" cho phụ nữ trong thiên hạ. Bỏ qua những khía cạnh gò bó và nặng giáo điều sáo rỗng này, thì cuộc sống của Hậu phi triều Thanh tương đối sung sướng khi ăn mặc cơ bản không cần lo, họ có thể tiếp cận nhiều loại hình giải trí như thăm Ngự hoa viên, đánh đàn, trò chuyện, hay nếu trong cung có tổ chức Kinh kịch thì đều có thể cùng với Hoàng đế thưởng thức.
Về phương diện gia đình, khi con gái một nhà nào đó vào cung làm Hậu cung chủ vị, đặc biệt là Hoàng hậu, thì rất có cơ hội cho gia tộc được đề cao dòng dõi. Đây chính là việc được nâng Kỳ tịch, được ban đất đai cùng các loại tước vị, từ đây cũng trở thành tiền đề cho nhiều nhà tiến vào hàng Thế gia và có con đường hôn nhân “Vòng luân Thế gia” trở nên rộng mở. Có thể thấy, thiện đãi nhà ngoại của Hậu phi là thiên về phú quý mà không có thực quyền như ngoại thích đời Hán, họ nhìn nhận đây là bàn đạp để một nhà bình thường cũng có thể trở thành Thế gia, từ đó có thể duy trì sung túc qua liên hôn với các nhà Thế gia chính gốc của Bát kỳ, hoặc tiếp tục thông hôn với Vương phủ hoàng tộc. Cho nên ở đời Thanh, cũng không phải không có nhà muốn đưa nữ nhân của mình hầu trong cung, nhưng đó đều là các Thế gia hết thời xuống dốc, hay các nhà không có căn cơ muốn đổi đời, muốn làm 「“Tân quý”」 mà thôi. Còn đại đa số gia đình người Bát kỳ không hy vọng con gái mình vào cung làm chủ vị làm gì, bởi vì tuy vào cung là hưởng phú quý, song là cả đời vĩnh viễn mất cha mẹ cùng nhà cửa, chưa kể nhà Thanh luôn đề phòng ngoại thích, gia tộc đang hưng thịnh còn bị hạn chế đường thăng tiến nếu có con gái làm Hậu phi, họ chỉ thắng về "quý" chứ không có "quyền" như ngoại thích triều Hán.
Ngoài ban tước hiệu và nhà cửa cùng đất đai, nhà ngoại thích của Hậu phi đều phải dựa vào thực lực để có thực quyền, chẳng hạn như Sa Tế Phú Sát thị của Hiếu Hiền Thuần Hoàng hậu có thể có nhiều người đạt chức quan cao do tự bản thân người trong tộc có chiến công, nhất là Phó Hằng. Dân gian có câu nói về các vị Tú nữ như sau:「“Khứ thất gia, từ phụ mẫu, dĩ nhập cung cấm. Quả đương tuyển, tức chung thân u bế, bất phục kiến kỳ thân, sinh ly tử biệt”; 去室家，辞父母，以入宫禁。果当选，即终身幽闭，不复见其亲，生离死别」. Cho nên mới nói, người Bát kỳ có rất nhiều thơ mừng em gái, con gái nhà mình được "may mắn" cho lược thẻ bài.

### Xưng hô

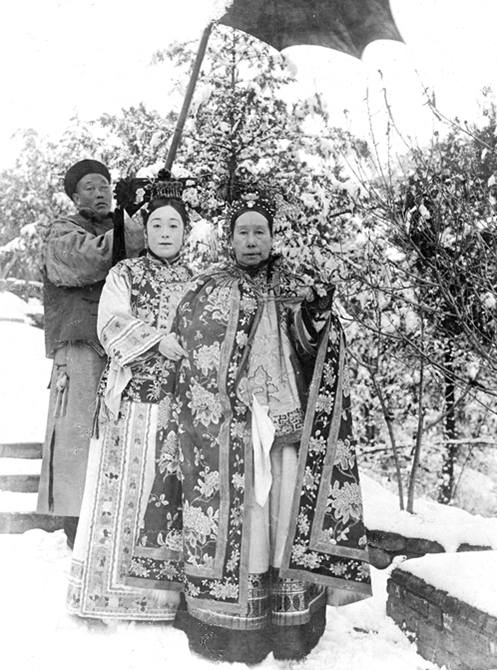
Từ Hi Hoàng thái hậu đương thời được xưng tụng "Lão phật gia" - một xưng hô cho thấy địa vị lớn của bà.

Vấn đề xưng hô, Thanh triều xuyên việt chỉ nam chỉ ra, các Thái giám cung nữ đều gọi Hậu phi với hậu tố 「Chủ tử; 主子」, như Hoàng hậu thì là "Hoàng hậu chủ tử", nếu là Phi tần thì là danh vị hoặc phong hiệu kèm theo, như Hoàng quý phi thì là "Hoàng quý phi chủ tử", Huệ phi thì là "Huệ phi chủ tử" hoặc "Huệ chủ tử". Một số ghi chép khác còn cho thấy 「Tiểu chủ; 小主」 (từ "Cung nữ đàm vãng lục"), 「Tiểu chủ nhi; 小主兒」 (từ "Trân phi mệnh án") hoặc 「Chủ phi; 主妃」 (từ "Hai vị cô mẫu Cẩn phi, Trân phi của tôi"), dù những danh xưng này không thông dụng lắm và có ý kiến tranh cãi, có thể chỉ dành riêng cho Thái giám, cung nữ thuộc về cá nhân Hậu phi ấy gọi như vậy.
Căn cứ theo một số hồ sơ về việc dùng than và Để đương ghi chép về phân vị trong cung, thì từ Hoàng hậu lẫn Phi tần ngẫu nhiên được các nô tài gọi chung là 「Nương nương; 娘娘」, không phân biệt dù cho là Thường tại hay Hoàng hậu. Các Hoàng tử, Công chúa hay ngoại thần đối với các vị Hậu phi có Hoàng tử đều sẽ gọi là 「Ngạch niết; 额捏」 kèm vị hiệu của Hậu phi ấy, và điều này duy trì tận khi các vị Hậu phi đã là góa phụ. Ví dụ như Lệnh Ý Hoàng quý phi Ngụy thị trong thời gian còn là Hoàng quý phi, đã được gọi là "Hoàng quý phi ngạch niết" vì bà là sinh mẫu của các Hoàng tử, Lương phi Giác Thiền thị từng được Ung Chính Đế gọi là "Lương phi ngạch niết" trong văn bản chữ Mãn. Trong văn bản chữ Hán, cách gọi "Ngạch niết" thường được dịch thành 「Mẫu phi; 母妃」 hoặc 「Phi mẫu; 妃母」, bởi vì "Ngạch niết" có nghĩa là mẹ. Nếu Hậu phi không có con hoặc chỉ có con gái, họ đều sẽ được gọi là "Nương nương", ví dụ có Dĩnh Quý phi Ba Lâm thị từng được Nhân Tông gọi là "Dĩnh phi nương nương" trong bức thư hỏi về may mặc cho Thái thượng hoàng Càn Long. Bên cạnh đó, Hoàng hậu dù có con hay không, thì vẫn là 「"Hoàng hậu ngạch niết"」 đối với tất cả Hoàng tử Công chúa.
Về phương diện tự xưng, các vị Hậu phi khi trước mặt Hoàng đế và Thái hậu, hoặc Phi tần đứng trước Hoàng hậu, cũng nhất loạt tự xưng 「Nô tài; 奴才」 - một dạng xưng hô của người dưới với "chủ nhân" vào đời Thanh, điều này xuất phát từ ảnh hưởng của chế độ Bát kỳ. Riêng trong sinh hoạt hằng ngày, các Hậu phi đều tự xưng theo Đại từ nhân xưng ở ngôi thứ nhất, phiên ra Hán ngữ tương ứng là 「Dư; 予」 hoặc 「Ngô; 吾」, hoặc thân thiết hơn thì gọi nhau là chị em, còn những từ tự xưng rất thông dụng trên phim ảnh hoặc tiểu thuyết là 「"Bổn cung"」 cùng 「"Thần thiếp"」 lại hoàn toàn không có cứ liệu ghi lại.
Đến với hai người cao nhất trong cung là Hoàng đế và Hoàng thái hậu, thì Hoàng đế được nhóm Hậu phi gọi 「Hoàng thượng; 皇上」, trong khi các nhóm hầu hạ là Thái giám cung nữ lại gọi bằng các xưng hô 「Chủ tử; 主子」, 「Thánh chủ; 圣主」 hoặc 「Vạn tuế gia; 万岁爷」. Bản thân Hoàng đế liền tự xưng là 「Ngã; 我」 tức xưng hô ngôi thứ nhất "Ta", bởi vì trong sinh hoạt thì đời Thanh đều nói âm Mãn, mà âm Mãn tự xưng ngôi thứ nhất đều là "Pi", kiểu xưng 「Trẫm; 朕」 chỉ là hình thức trên văn viết. Đối với Thái hậu, hai từ ["Ngô"] và ["Dư"] cũng được ghi nhận được Thái hậu triều Thanh dùng để tự xưng. Từ Hi Thái hậu được ghi nhận hay tự dùng từ 「Cha gia; 咱家」 để tự xưng, và được phiên thành ["zá jiā"] hoặc ["zǎ jiā"] theo bính âm. Riêng từ 「Ai gia; 哀家」 phổ biến trên phim ảnh và tiểu thuyết lại không hề được ghi chép, từ này được cho là xuất phát từ nghệ thuật sân khấu Hí khúc vào cuối đời Thanh.
Hậu cung đối với Hoàng thái hậu đều gọi 「Thái hậu ngạch niết; 太后额捏」 hoặc "Ngạch niết" bình thường, sang cuối thời Thanh thì lại thịnh hành dùng một danh từ trộn lẫn Hán-Mãn là Hoàng ngạch nương (皇额娘). Riêng những người hầu như Thái giám và Cung nữ tử, họ đều gọi là 「Thái hậu chủ tử; 太后主子」 cùng 「Lão tổ tông; 老祖宗」. Sang thời kỳ cuối của nhà Thanh, Từ Hi Thái hậu được các quan viên và nô tài trong cung gọi bằng một danh từ gây tranh cãi là 「Lão Phật gia; 老佛爷」. Xuất xứ của danh xưng này có nhiều tranh cãi, trước mắt theo nhận định của nhóm học giả Thanh sử thì có lẽ là một dạng xưng hô biến hóa của danh xưng ["Chủ tử"] và ["Phật gia"], những danh xưng đặc thù của người Mãn Châu gọi riêng Hoàng đế, như vậy "Lão Phật gia" biểu thị địa vị của Từ Hi Thái hậu ngang bằng hoặc vượt trội hơn Hoàng đế. Trong khi đó, Đức Tông lại đặc biệt gọi bà là 「Thân ba ba; 亲爸爸」, đây được cho là do ảnh hưởng kiểu 「"Nữ dĩ nam luận"」, tức hiện tượng đem vai vế phụ nữ cao hơn hoặc bằng đàn ông đối với người gọi, một hiện tượng khá phổ biến trong các gia đình Bát kỳ, nhất là từ Trung kỳ về sau.

### Các hạ nhân
Trong hậu cung triều Thanh, ngoài Thái giám và Cung nữ, thì còn vô số các hạng người khác. Trong khi các Cung nữ tử có nhiệm vụ hầu hạ gần gũi với Hậu phi, công việc chủ yếu là thêu thùa và sắp xếp đồ vật, thì Thái giám có thân phận rất thấp nên phải xử lý các vấn đề tạp dịch linh tinh, như quét tước dọn dẹp trong sân đình. Bên cạnh đó, Hậu phi triều Thanh không chỉ có mỗi Thái giám và Cung nữ trực thuộc mình, với một nơi lớn như Tử Cấm Thành thì không thể chỉ dựa vào Thái giám mà vận hành những công việc nặng hoặc quá mức phức tạp như làm đồ thủ công, cho nên mọi vấn đề đều có các thân phận chuyên môn.
Chu cấp cho sinh hoạt của Hậu phi là nhóm Nội Quản lĩnh (內管領), hay còn gọi là nhóm Tân giả khố. Khái niệm "Tân giả khố" ý chỉ đến "Một nửa Tá lĩnh", là nói đến những người Bao y được phân vào hộ tịch Quản lĩnh. Nguyên nghĩa của Tân giả khố ý là “hộ khẩu ăn lương bằng đấu gạo”, thiên về phụ trách mảng lương thực trong hoàng thất. Bên trong giai cấp Bao y, có "Tá lĩnh" cùng "Quản lĩnh" là hai dạng hộ tịch, đều có thể làm quan và làm việc chân chính. Thế nhưng trong khi Tá lĩnh thiên về thân phận “Tư binh”, thân phận sánh được với nhóm Kỳ phân Tá lĩnh, thì Quản lĩnh lại là “Gia thần” đối với hoàng thất. Cho nên, những công việc “Tiện vụ” hoặc “Khổ sai” trong Hoàng cung hay Vương công phủ đệ đều do những người Quản lĩnh này đảm nhiệm. Đây cũng chính là lý do vì sao, thời Sơ kỳ nhà Thanh thường cho rằng những người Tân giả khố là tương đối đê tiện, dù thực chất họ còn cao hơn Tiện dân gia nô bên ngoài xã hội. Trong cung, nhóm Quản lĩnh được gọi là "Nội Quản lĩnh", phụ trách không chỉ vấn đề vận chuyển lương thực mà còn là gánh củi, gánh nước, nhân sự chuẩn bị các đồ Lỗ bộ như Nghi giá cùng Nghi trượng, thời gian đảm nhiệm là luân phiên theo ca trực. Ngoài ra trong cung còn có một nhóm đàn ông làm tạp dịch được gọi là Tô lạp (苏拉; sula), có nghĩa là "Những người nhàn nhã", chỉ đến hạng người thất nghiệp trong Bát kỳ. Trong hệ thống Nội vụ phủ, ngoài hơn 3.000 Thái giám, thì các Tô lạp chính là nòng cốt làm những việc nặng nhọc trong ngoài cung. Khác với Thái giám đã bị hoạn và phục vụ trực tiếp trong Nội cung, các Tô lạp đều là đàn ông có gia đình bình thường, xuất thân từ Nội vụ phủ Bao y. Vì lý do này, khi trong cung có các việc cần đến Tô lạp, hồ sơ trong cung đều phải ghi rõ chỗ nào dùng Tô lạp bao nhiêu người, tốn bao nhiêu tiền ăn, sau đó đều phải báo lên Hoàng đế. Ví dụ hồ sơ năm Càn Long thứ 26, tháng 10, việc dùng Tô lạp được ghi lại hơn 40 lần, chẳng hạn:「“Thu thập đồ vật ở Mậu Cần điện dùng Tô lạp 4 tên... Đưa tế phẩm đến Khôn Ninh cung vãng đường dùng Tô lạp 12 tên”」.
Căn cứ cuốn sách Khâm định Đại Thanh hội điển tắc lệ (欽定大清會典則例) quy định, cung thất của Hậu phi đều có số Nội Quản lĩnh và Tô lạp cố định, cụ thể thì:
- Cung của Hoàng thái hậu và Hoàng hậu, mỗi cung có 33 nội quản lĩnh, riêng cung của Thái hậu có 20 viên Tô lạp (tính cả tổng là 53 người), còn của Hoàng hậu thì khoảng 15 viên Tô lạp (tính cả tổng là 48 người). Nơi ở của hai vị đều có 4 người giữ chức Nội Quản lĩnh, cùng 2 người giữ chức Phó quản lĩnh chuyên tâm thường trực.
- Cung của Hoàng quý phi, có 2 đội nội quản lĩnh và 18 viên Tô lạp (tổng 20 người), của Quý phi, của Phi cùng Tần đều có 1 Nội Quản lĩnh, số Tô lạp lần lượt giảm xuống theo thứ tự là 10 người, 7 người và 5 người. Nơi ở của họ đều có 1 người giữ chức quản lĩnh và 1 người giữ chức Phó quản lĩnh thường trực.
- Quý nhân trở xuống không có Nội Quản lĩnh mà chỉ có Tô lạp. Theo quy định thì Quý nhân có 3 người, Thường tại có 2 người, riêng Đáp ứng không có.

Ngoài ra là các nhóm Phụ nhân (婦人) cùng Tố công nữ tử (做工女子). Đây là hai khái niệm do nhà nghiên cứu Quất Huyền Nhã tạm thời đưa ra, bởi vì văn bản triều Thanh hoàn toàn không gọi chung như vậy mà là rất nhiều khái niệm riêng, có những khái niệm bị trộn với nhóm cung nữ. 
- Các vị "Phụ nhân", ý nói đàn bà đã có chồng, là nói đến Nhũ mẫu, Bảo mẫu và Bà đỡ đẻ trong cung. Chi tiết hơn thì:
  - Nhóm Ma ma (媽媽): là nói đến hai thân phận Nhũ mẫu cùng Bảo mẫu. Bảo mẫu cùng các loại như “Tinh kỳ ma ma” đều là phụ trách dỗ em bé và công việc lớn nhỏ xung quanh chủ tử. Còn các Nhũ mẫu chỉ có nhiệm vụ cho bú sữa mẹ. Không chỉ đời Thanh, nhiều triều đại khi viết trên văn bản, thậm chí quan điểm hiện đại ngày nay, cũng không thường đem hai khái niệm “Bảo mẫu” cùng “Nhũ mẫu” phân biệt rõ ràng, đôi khi là Nhũ mẫu cũng lại viết thành Bảo mẫu.
Hai dạng người này đều là dạng “Trưởng bối” bán chính thức do Hoàng gia xem trọng, đãi ngộ của họ là hàng cao nhất trong các phụ nữ phục dịch hoàng thất. Trong đó Nhũ mẫu được Hoàng tử, Công chúa xem như là "Bán sinh mẫu" bởi vì họ được các vị Nhũ mẫu này nuôi nấng từ nhỏ. Khi Hoàng tử lớn lên xuất cung lập phủ, hoặc lên ngôi Hoàng đế, đều sẽ có truyền thống thiện đãi Nhũ mẫu như nâng Kỳ tịch cho toàn bộ người nhà, chồng hoặc con trai của Nhũ mẫu đều sẽ có tập tước thế chức, thậm chí là tâm phúc cho Hoàng đế hoặc Hoàng tử do Nhũ mẫu nuôi nấng. Con gái của Nhũ mẫu đều được miễn Tuyển tú, bởi vì Nhũ mẫu thường được xem ngang với mẹ đẻ, nên con gái Nhũ mẫu giống như "Tỷ muội" với Hoàng đế. Hai dạng người này đều là Nội vụ phủ Tam kỳ, riêng Nhũ mẫu là phải mới vừa sinh xong con cái, không có kỳ hạn công tác cố định. Khi về già, Hoàng đế và Hoàng tử đều sẽ tự mình thiện đãi họ. Trường hợp các Nhũ mẫu và Bảo mẫu không có nơi nương tựa, thì trong cung cũng sẽ cấp riêng một khu dành cho họ an dưỡng tuổi già, căn bản không ai bạc đãi được họ.
Về lương bổng, căn cứ triều Đạo Quang quy định:「"Nhũ mẫu, mỗi năm cấp cho Vân lụa, Y tố lụa, Phưởng ti, Sa, Lăng, Miên trừu cùng Vải đay mỗi thứ một xấp, vải Bố màu Lam sậm cấp 4 xấp, Bông 3 cân, mỗi tháng 2 lượng bạc, 2 hộc gạo, mỗi ngày cho 1 cân thịt heo, gạo 7 hợp 5 chước, rau cỏ tùy mùa 12 lượng, muối đen 3 tiền. Bảo mẫu, mỗi tháng cho 2 lượng bạc, 2 hộc gạo, mỗi ngày cho 1 cân thịt heo, gạo 7 hợp 5 chước, rau cỏ tùy mùa 12 lượng, muối đen 3 tiền"」.
  - Nhóm Lão lão (姥姥): nhóm đàn bà sai vặt rất đặc trưng của triều Thanh, công việc chủ yếu là giúp sinh đẻ và tiến hành lễ "Tẩy tam" (洗三), một loại nghi lễ cổ, vào ngày thứ 3 sau khi sinh đứa bé thì sẽ tiến hành tắm rửa. Nhân số Lão lão trong cung rất ít, bình thường chỉ cùng lúc có 5 người, mỗi khi có thời điểm sinh nở thì sẽ được phái đến, phụ trách chuyên môn đỡ đẻ. Mỗi lần làm việc, họ đều có thu nhập riêng. Năm Ung Chính thứ 8, ngày 4 tháng 5, Trưởng nữ của Nhị thập nhị a ca Dận Hỗ tiến hành Tẩy tam, Lão lão Quách thị cùng Vương thị, mỗi người thưởng 5 lượng bạc. Có thể thấy được mỗi lần như vậy thu nhập, là tương đối cao. Có người thống kê qua, từ năm Ung Chính thứ 8 đến năm thứ 13, Lão lão Quách thị tiến hành Tẩy tam 11 lần, cộng 55 lượng bạc; còn Vương thị 13 lần, là 65 lượng bạc.
- Các vị "Tố công nữ tử" đều là nhóm đàn bà đã có gia đình xuất thân từ Tân giả khố, nhiệm vụ của họ là vào cung làm tạp dịch theo nghĩa vụ. Trên văn bản chữ Hán của triều Thanh, họ được gọi bằng rất nhiều danh xưng và rất hay bị lẫn với nhóm cung nữ như Nữ tử (女子), Sử hoán nữ tử (使唤女子), Sử nữ (使女), Gia hạ nữ tử (家下女子), Bao y nữ tử (包衣女子), Ma ma lý (媽媽里), Tân giả khố phụ nhân (辛者庫婦人) hoặc Phụ nhân (婦人).
  - Công việc của họ là tạp vụ, những công việc may vá cần chuyên môn hoặc số lượng lớn trong Nội cung, không tiện cho nhóm đàn ông tạp dịch "Tô lạp" phụ trách thì họ đều sẽ đảm nhiệm. Đây là nhóm phụ nữ có số lượng đông đảo nhất trong cung đình nhà Thanh, nhưng lại chỉ có tính chất lâm thời. Bởi vì bọn họ sinh ra đã là "Bao y Quản lĩnh", những công việc này thuộc về bổn phận cơ bản, cứ đến thời điểm đều sẽ triệu tập làm việc, cho nên hạn định thời gian làm việc đều chỉ là có vài năm. Bọn họ không thuộc chính thức về Hoàng cung, cho nên hẳn là làm việc theo ca, sau khi xong việc thì chia nhau ra về.
  - Căn cứ vào ghi chép, số lượng của họ gấp mấy lần con số 3.000 Thái giám thường trực trong cung:「"Ung Chính nguyên niên tháng 10 ghi lại: Kim chỉ phụ nhân 386 người, Thực phẩm gia công phụ nhân 3740 người, những Phụ nhân chuyên giặt rửa, bưng bê nước và xem xét đèn dầu có 1067 người, tổng lại Tân giả khố phụ nhân là 5193 người. Năm Càn Long thứ 15, tháng 10, Kim chỉ phụ nhân 4614 người, dự bị xem xét đèn dầu và làm sạch nước có 826 người, cộng lại 5440 người"」. Hai ví dụ này cũng chỉ ra, nhân khẩu Tố công nữ tử luôn là rất cao, là hạng người đông nhất trong cung đình.
  - Về lương bổng, theo triều Đạo Quang quy định:「"Gia hạ nữ tử (ý chỉ Tân giả khố phụ nhân), mỗi năm 5 lượng bạc, các vải Xuân trừu, Miên trừu, Bố màu Lam sậm cùng vải Đay mỗi thứ một xấp, vải Bố lông xanh lục 2 xấp, Bông 2 cân. Mỗi ngày thịt heo nửa cân, gạo Bạch lão 7 hợp 5 chước, rau cỏ theo mùa 12 lượng, muối đen 3 tiền"」.

Tuy rằng Thái giám có chuyên chức hầu hạ và sai dịch lặt vặt, phần nhiều không là những việc không đụng đến kỹ thuật, những chuyện cần kỹ thuật căn bản không thể sử dụng Thái giám. Số lượng Thái giám trong cung nhà Thanh, tuy có hơn 3.000 người nhưng lại là con số rất bé nhỏ nếu so với nhà Minh, cũng là bởi vì nhà Thanh có một lượng lớn "Nội vụ phủ Bao y hạ nhân" chuyên việc tạp vụ như vậy, đây cũng là điểm đặc biệt của cung đình triều Thanh.

## Quy trình lễ sách

### Sách lập Hoàng hậu
Lễ sách lập của Hoàng hậu triều Thanh, theo Quốc triều cung sử do Đại học sĩ Ngạc Nhĩ Thái và Trương Đình Ngọc soạn thảo.
| “                                            | 冊立皇后之禮：製下，禮部諏吉以聞，遍布諸司供備。豫期，禮部、工部官會製冊寶，恭送內閣鐫冊文、寶文。屆期，禮部奏請命大學士一人充冊立使，尚書一人充副使。前期一日，遣官告祭天地、太廟後殿、奉先殿如常儀。至日昧爽，所司詣太和殿中設案一，東西肆。左右各設案一，均南北肆。設龍亭二於內閣門外。鑾儀衛陳法駕鹵簿，樂部陳樂懸各如常次。王公、文武百官、記注、糾儀、執事各官朝服，陪位如常儀。工部官以節送內閣。內閣、禮部官自內閣奉金冊、金寶及宣讀冊文、寶文各陳於亭內。禮部侍郎奉節，鑾儀校舁亭，禮部官十人前引，導以傘仗，至太和殿階下。內閣、禮部官奉金冊、金寶由中階進至殿內，陳節中案，冊左案，寶右案，退。冊使、副使祗俟於丹墀東。大學士一人立殿東簷下西面宣製。鴻臚寺官一人立大學士後，舉冊、寶案。內閣、禮部官分立簷下，東西面，均朝服。禮部尚書、侍郎詣乾清門奏時，遂前導駕。皇帝禮服，乘輿出宮。前引、後扈如常儀。午門鳴鍾鼓。至太和殿後階降輿，入，中和韶樂作，奏「隆平之章」（樂辭與常朝同，後仿此。）皇帝升座，樂止。鑾儀衛官讚「鳴鞭」，丹墀內三鳴鞭，戲竹交，丹陛大樂作，奏「慶平之章」。鴻臚寺鳴讚官讚「齊班、序班」，引正副使就丹墀東拜位立，北面西上，讚「行三跪九叩禮」，興，樂止。序班引正、副使進東階，至丹陛北面立。鳴讚官讚「有制正、副使跪」，宣製官進至殿中門之左，宣製曰： 「某年月日，欽奉皇太后懿旨，冊立某妃某氏為皇后，命卿等持節行禮」。宣畢，大學士進殿左門，詣中案，奉節由中門闑左出，至丹陛，以節授正使。正使受節，偕副使興。內閣、禮部官進殿左右門，舉冊、寶案，出中門，正使持節前行，副使從，以次降中階。內閣、禮部官奉冊、寶設龍亭內，鑾儀校舁行，導引如初，由太和門出。皇帝賜王公、大臣茶如常儀。畢，鳴鞭如初。中和韶樂作，奏「顯平之章」。皇帝起座，還宮，樂止。王公百官俱退。是日，內鑾儀衛陳皇后儀駕於皇后宮階下及宮門外，內監設丹陛樂於宮門內，如三大節之儀。設節案一於宮內正中，南為香案，設冊、寶案於東西各一，設皇后拜位於香案前，北向。女官四人，立拜位左右，東西面。宣讀女官二人，立東案之南，西面。宮殿監率內鑾儀校豫候於景運門。冊使既承命出，由協和中門至景運門外西面立。正使奉節授內監。內監奉節，內鑾儀校接舁冊、寶亭至皇后宮門外，亭止，內監奉冊、寶詣皇后宮。皇后禮服出內宮。丹陛樂作，讚引女官二人引皇后迎於宮門內道右，隨行入宮。內監奉節陳於中案，奉金冊、冊文、金寶、寶文陳於東案，退。讚引女官引皇后就拜位，北向立，樂止。讚「跪」，皇后跪。讚「宣冊」，宣冊女官就案，奉宣讀冊文，西向立，宣畢，授侍右女官，女官跪接。讚「受冊」，女官以冊奉皇后。皇后受冊，授侍左女官。女官跪接，奉以興，陳於西案。次宣寶、受寶亦如之。樂作，皇后行六肅三跪三拜禮。畢，少退，東向立，樂止。內監進至中案，奉節出。讚引女官引皇后送於宮門內道右，還內宮。內監奉節至景運門授冊使。正使持節，副使從，詣後左門復命，冊立禮成，還節。有司各退。翌日昧爽，皇太后儀駕、樂懸全設，鴻臚寺官設進表黃案一於慈寧門外，禮部官捧王以下文武各官慶賀皇太后表文送內閣。內閣捧皇帝慶賀皇太后表文恭進於皇太后宮。武備院卿豫設皇帝拜褥於慈寧門檻外正中。鴻臚寺官引王公於慈寧門，文武大臣二品以上俱於長信門外，三品以下於午門外，各依常次祗候。禮部尚書奏請皇帝詣皇太后宮行禮，王公、文武大臣官員俱隨行。禮畢，皇帝還宮，王等俱出。是日，鑾儀衛陳皇帝法駕鹵簿。樂部陳樂懸，皇帝御太和殿，諸王、文武各官上表行慶賀禮，頒詔宣示天下。是時，皇后詣皇太后宮行禮。禮畢，俟駕還宮，詣皇帝前行禮。皇貴妃率貴妃、妃、嬪、公主、王妃、命婦於皇后前行禮，均如三大節儀。（貴人及皇子、皇孫等於皇后宮行禮，及宮殿監率闔屬首領太監隨從行禮，俱由宮殿監先期具奏請旨。） . Lễ sách lập Hoàng hậu: Khi Chế lệnh hạ xuống, Lễ bộ liền tiến hành chọn ngày lành, lại thông báo cho các Ti đồng thời chuẩn bị lễ. Trước kì hạn, Lễ bộ cùng Công bộ hợp lại chế tác sách, bảo và đem đến Nội các, quan viên Nội các sẽ viết sách văn và bảo văn. Đến kì hạn, Lễ bộ tấu thỉnh cử một Đại học sĩ làm Sách lập (Chính) sứ, một Thượng thư làm Phó sứ. Trước một ngày sách lập, khiển quan đến tế cáo Thiên, Địa, Thái Miếu và Phụng Tiên điện như lệ thường. Buối sáng ngày làm lễ, Sở ti tại bên trong, ngay chính giữa Thái Hòa điện mà đặt một cái Án, theo chiều Đông sang Tây. Bên trái, phải của điện mỗi chỗ bày một cái Án, đều chiều từ Nam sang Bắc. Sau đó, thiết đặt hai cái Long đình bên ngoài cửa Nội các, Loan Nghi vệ sẽ bày Pháp giá cùng Lỗ bộ, Nhạc bộ bày biện Nhạc huyền đều như thường lệ. Vương công đại thần, cùng các quan Kí chú, Củ nghi và Chấp sự đều mặc Triều phục, bồi vị như nghi chế thường. Quan viên Công bộ đem Tiết đến Nội các. Từ bên trong Nội các, quan viên Nội các và Lễ bộ đem Kim sách, Kim bảo cùng Tuyên đọc Sách văn, Bảo văn vào bên trong Đình. Lễ bộ Thị lang phụng Tiết, Loan Nghi giáo khiêng Đình, 10 quan thuộc Lễ bộ dẫn đầu, mang dẫn là Tán và Trượng, đến bậc thềm Thái Hòa điện. Quan viên Nội các và Lễ bộ cùng phụng Sách, Bảo theo bậc thềm đi lên, tiến vào bên trong điện, bày Tiết ở Án giữa, Sách ở Án bên trái và Bảo ở Án bên phải, sau đều lui ra. Chính sứ và Phó sứ tuyên sách phong, đều có mặt ở mặt Đông sân trì. Đại học sĩ một người, đứng ở phía mái đông của điện, xoay mặt về hướng Tây, bắt đầu tuyên chế. Một quan Hồng Lư tự đứng sau Đại học sĩ, lấy Sách, Bảo án. Quan Nội các và Lễ bộ đến dưới mái điện, phân biệt mặt hướng Đông và Tây, đều mặc Triều phục. Lễ bộ Thượng thư, Thị lang đến Càn Thanh môn báo giờ, sau đi trước dẫn đường Thánh giá. Hoàng đế mặc Lễ phục, ngồi Kiệu xuất cung, Tiền dẫn Hậu hỗ, đều như lệ thường. Ngọ Môn bắt đầu gõ trống. Đến bậc thềm sau của Thái Hòa điện, Hoàng đế xuống Kiệu, nhập điện. Trung Hòa Thiếu nhạc bắt đầu nổi lên, tấu「Long bình chi cương」(lời nhạc đều như nhạc Thường triều), Hoàng đế thăng tọa, nhạc ngừng. Loan Nghi vệ quan hô 「Minh tiên」, trong sân trì quất 3 lần roi, Hí trúc giao, Đan bệ đại nhạc đều nổi lên, tấu「Khánh bình chi cương」. Hồng Lư tự quan hô「 Tề ban, Tự ban」, dẫn Chính, Phó sứ tựu về bên Đông của sân trì bái lạy, hướng mặt về hướng Bắc, hô「 Hành tam quỵ cửu khấu lễ」, đứng dậy, nhạc ngừng. Tự ban dẫn Chính, Phó sứ đến bậc thềm Đông, đến Đan bệ hướng mặt về phía Bắc mà đứng. Minh tán quan hô「 Hữu chế Chánh, Phó sứ quỵ」, Tuyên Chế quan đến bên trái của cửa chính chính điện, tuyên đọc chế văn: 「 Mỗ niên nguyệt nhật， khâm phụng Hoàng thái hậu ý chỉ, sách lập Mỗ phi Mỗ thị vi Hoàng hậu， mệnh Khanh đẳng trì tiết hành lễ」. Sau khi tuyên xong, Đại học sĩ lên cửa trái của điện, nghệ Án, phụng Tiết, theo cửa giữa mà ra, đến Đan bệ, lấy Tiết đưa cho Chính sứ, Chính sứ nhận Tiết, cùng Phó sứ lần lượt đứng lên. Quan Nội các và Lễ bộ lần lượt đến hai bên cửa trái và phải của điện, khiêng Sách, Bảo án theo cửa giữa ra khỏi. Chính sứ cầm Tiết đi trước, Phó sứ đi theo sau. Quan Nội các và Lễ bộ đem Sách, Bảo đặt vào trong Long đình, Loan Nghi giáo đi tùy theo, cách dẫn đều như cũ, theo Thái Hòa môn đi ra. Hoàng đế ban cho Vương công, Đại thần trà như lệ thường, sau đó quất roi Minh tiên, đều như cũ. Nhạc nổi lên, tấu 「Hiền bình chi cương」. Hoàng đế rời bảo tọa, về cung, nhạc ngừng. Vương công, Đại thần đều lần lượt thối lui. Ngày hôm ấy, Nội Loan Nghi vệ bày biện Nghi giá của Hoàng hậu trong sân cung và ngoài cửa cung, Nội giám thiết Đan bệ nhạc bên trong cửa cung, đều như nghi thức Tam đại tiết. Thiết lập một Chính án chính giữa trong sân cung, phía Nam thiết Hương án, lần lượt hướng Đông và Tây thiết Sách án và Bảo án, lại thiết một Bái vị cho Hoàng hậu trước Hương án, hướng mặt Bắc. Nữ quan 4 người, đứng bên trái phải của Bái vị, lần lượt quay mặt về hướng Đông và Tây. Nữ quan 2 người phụ trách tuyên đọc, đứng ở phía Nam của Đông án, mặt hướng Tây. Cung điệm giám suất Nội Loan Nghi giáo đến Cảnh Vận môn. Sách phong sứ đến ngoài Cảnh Vận môn theo Hiệp Hòa Trung môn, quay mặt về hướng Tây, Chính sứ trao Tiết cho Nội giám. Nội giám nhận Tiết, Nội Loan Nghi giáo tiếp lĩnh Sách, Bảo đình đem đến ngoài cửa cung của Hoàng hậu. Đình đến, Nội giám phụng Sách, Bảo đem vào cung Hoàng hậu. Hoàng hậu mặc Lễ phục từ trong cung ra, Đan bệ nhạc tấu khúc, hai vị Nữ quan phụ trách tán dẫn sẽ nghênh dẫn Hoàng hậu đi theo Nội đạo bên phải vào trước cung. Nội giám đem Tiết đặt lên Trung án, đem Kim sách, kim bảo và Bảo văn đều đặt ở Đông án, lui. Tán dẫn Nữ quan dẫn Hoàng hậu đến Bái vị, hướng mặt Bắc đứng, nhạc ngừng. Hô 「 Quỵ」, Hoàng hậu quỳ xuống, hô 「 Tuyên sách」, Nữ quan phụ trách tuyên đọc tựu án, tuyên đọc sách văn, đứng ở phía Tây. Đọc xong, đưa cho Nữ quan hầu bên phải, Nữ quan quỳ xuống tiếp nhận. Hô 「 Thụ sách」, Nữ quan phụng Sách đưa cho Hoàng hậu. Hoàng hậu thụ Sách, đưa cho Nữ quan hầu bên trái, Nữ quan quỳ xuống tiếp Sách, nhận xong đứng dậy, đem Sách đặt ở Tây án. Tiếp đến Tuyên bảo, Thụ bảo đều như vậy. Nhạc nổi lên, Hoàng hậu hành Lục túc tam quỵ tam bái lễ. Xong, thối lui, đứng ở phía Đông, nhạc ngừng. Nội giám tiến đến Trung án, nhận Tiết và ra khỏi cung. Tán dẫn Nữ quan đưa Hoàng hậu theo Nội đạo bên phải mà về lại trong cung. Nội giám đem Tiết đến Cảnh Vận môn trao cho Chính sứ. Chính sứ nhận Tiết, Phó sứ đi theo, đều hướng lối sau Tả môn về phục mệnh. Sách lập lễ hoàn thành. Trao lại Tiết. Hữu ti lần lượt thối lui. Sáng ngày hôm sau, Nghi giá của Hoàng thái hậu và Nhạc huyền thiết lập, Hồng Lư tự quan viên thiết lập một Tiến biểu Hoàng án bên ngoài Từ Ninh môn, quan Lễ bộ đem các Biểu chúc mừng từ Vương công, Đại thần, đều đem đặt vào Nội các. Quan viên Nội các đem Biểu đều tiến vào cung của Hoàng thái hậu. Võ Bị viện khanh tiết đặt Bái nhục của Hoàng đế ngay lối chính giữa Từ Ninh môn. Hồng Lư tự quan dẫn Vương công đến ngoài Từ Ninh môn, quan viên Nhị phẩm trở lên đến ngoài Trường Tín môn, quan viên Tam phẩm trở xuống dẫn đến bên ngoài Ngọ Môn. Lễ bộ Thượng thư tấu mời Hoàng đế đến cung Hoàng thái hậu hành lễ, Vương công và quan viên đều tùy hành. Lễ xong, Hoàng đế về cung, Vương và quan viên đều theo ra khỏi cung. Ngày ấy, Loan Nghi vệ bày biện Pháp giá Lỗ bộ của Hoàng đế. Nhạc bộ bày biện Nhạc huyền. Hoàng đế ngự lên Thái Hòa điện, chư Vương và quan viên đều dâng Biểu, hành lễ Khánh hạ, ban chiếu tuyên kì cho cả thiên hạ biết. Cùng lúc ấy, Hoàng hậu đến cung Hoàng thái hậu hành lễ. Lễ xong, dùng Giá về cung, đến trước Hoàng đế hành lễ. Hoàng quý phi, dẫn Quý phi, Phi, Tần, Công chúa, Vương phi cùng Mệnh phụ đến trước Hoàng hậu hành lễ, đều như Tam đại tiết. (Quý nhân cùng Hoàng tử, Hoàng tôn đến cung Hoàng hậu hành lễ. Cùng lúc đó, Cung điện giám dẫn các hạng Thái giám (trong cung của Hoàng hậu) đến hành lễ. Những việc này phải do Cung điện thái giám tấu trước mới lĩnh chỉ bái.) | ” |
| — Quốc triều cung sử - lễ sách lập Hoàng hậu | |   |

### Sách phong Phi tần
Lễ sách phong của Phi tần triều Thanh, theo Quốc triều cung sử do Đại học sĩ Ngạc Nhĩ Thái và Trương Đình Ngọc soạn thảo. 
| “                                                  | 冊封皇貴妃之禮：命下，禮部諏吉以聞，所司製冊、寶送內閣鐫字。屆期，禮部奏請命大學士、尚書一人充冊封使，侍郎、內閣學士一人充副使。先一日，遣官祗告太廟後殿、奉先殿，俱如常儀。至日質明，禮部鴻臚寺官設節案、冊寶案於太和殿內。鑾儀衛官設采亭於內閣門外。內閣、禮部官奉節、冊、寶出陳亭內，鑾儀校舁行，導以傘仗。禮部官前引至太和殿階下，奉冊、寶隨節以升，設於殿內各案。大學士一人，朝服，立節案之東。正、副使朝服，立丹墀之東，均西面。欽天監官報時。正使由東階升，副使從，至丹陛左北面跪。大學士詣案奉節，由殿中門出授正使。正使受節，偕副使興。所司舉冊、寶案從降中階，仍設亭內，導引如初。是日，內鑾儀衛豫設皇貴妃儀仗於本宮門外，內監設節案、香案於宮內，正中設冊、寶案東西各一。封使既受命，由協和門至景運門外，正使西面，授節內監。內監奉節，內鑾儀校舁冊、寶亭至宮門，奉冊、寶隨節詣皇貴妃宮。皇貴妃禮服出迎於宮門內道右。隨行內監奉節、冊、寶陳於各案，退。皇貴妃就拜位北面跪。女官宣讀冊文、寶文。皇貴妃恭受冊、寶，行六肅三跪三拜禮。畢，送節於宮門內道右，均如皇后受冊之儀。內監持節至景運門，授正使。正使持節，副使從，詣後左門復命，還節。有司各退。翌日，皇貴妃詣皇太后宮，行六肅三跪三拜禮，乃詣皇帝前行禮，皇后前行禮，並如儀。（貴人及皇子、皇孫於皇貴妃宮行禮及宮殿監率闔屬首領太監隨從行禮，俱由宮殿監先期具奏請旨。） . Lễ sách phong cho Hoàng quý phi: Khi Mệnh đã hạ xuống, Lễ bộ tuyển chọn từ ngữ để soạn nội dung sách văn, Sở ti chế tác liền chuẩn bị đúc sách văn và bảo ấn đem đến Nội các để khắc chữ. Sau, Lễ bộ tấu thỉnh (xin Hoàng đế) mệnh một người Đại học sĩ (hoặc Thượng thư) sung làm Sách phong (Chính) sứ. Một Thị lang (hoặc Nội các học sĩ) sung làm Phó sứ. Trước một ngày, (Hoàng đế) khiển quan viên tế cáo Thái Miếu hậu điện cùng Phụng Tiên điện, đều như lệ thường. Sáng sớm ngày sách phong, quan Hồng Lư tự của Lễ bộ thiết tiết án cùng sách bảo án vào trong Thái Hòa điện. Quan viên của Loan Nghi vệ thiết Thải đình bên ngoài cửa Nội các. Quan viên của Nội các cùng Lễ bộ từ trong đình viện đi ra bưng Tiết cùng sách bảo, Loan Nghi giáo đi theo, có sắp đặt người mang tán trượng dẫn đường. Quan viên Lễ bộ dẫn (những quan khác) đến bậc thềm của Thái Hòa điện, rồi cung phụng sách bảo theo Tiết đi lên, để vào từng án bên trong điện. Một Đại học sĩ, mặc Triều phục đứng ở bên Đông của Tiết án. Chính sứ cùng Phó sứ mặc Triều phục, đứng ở phía Đông đan trì, hướng mặt về phía Tây. Quan viên từ Khâm Thiên giám báo giờ lành đã đến. Chính sứ theo hướng Đông đi lên, Phó sứ đi theo, đến bệ thềm bên trái thì hướng mặt Bắc mà quỳ. Đại học sĩ đến án phụng Tiết, theo Điện Trung môn ra mà trao cho Chính sứ. Chính sứ nhận Tiết, cùng Phó sứ đứng dậy. Sở ti án đặt sách bảo theo xuống bậc thềm, thiết Đình nội và dẫn đạo đều như cũ. Cùng ngày, Nội Loan Nghi vệ thiết lập Nghi trượng của Hoàng quý phi bên ngoài cửa cung của Hoàng quý phi, Nội giám thiết đặt Tiết án, Hương án ở trong cung, chính giữa bên trong thì thiết đặt án của sách và bảo theo tứ tự là Đông và Tây. Phong sứ sau khi thụ mệnh, theo Hiệp Hòa môn đến ngoài Cảnh Vận môn. Chính sứ hướng mặt về hướng Tây, giao Tiết cho quan Nội giám. Nội giám phụng Tiết, Nội Loan Nghi giáo dẫn Sách, Bảo đình đến cửa cung, rồi cầm sách, bảo theo người bưng Tiết vào cung của Hoàng quý phi. Hoàng quý phi mặc Lễ phục chờ ở bên Hữu cửa cung. Nội giám phụng Tiết, Sách, Bảo đặt vào các án, sau đó lui. Hoàng quý phi bái hướng Bắc và quỳ. Nữ quan tuyên đọc sách văn, bảo văn. Hoàng quý phi cung kính nhận sách, bảo, thực hiện Lục túc tam quỵ tam bái lễ. Sau khi xong, đưa Tiết đến bên Hữu cửa cung, đều như lễ Hoàng hậu thụ sách. Nội giám cầm Tiết đến Cảnh Vận môn, giao cho Chính sứ. Chính sứ cầm Tiết, Phó sứ đi theo, đến sau tả môn chờ phục mệnh, sau đó trao lại Tiết. Hữu ti từ từ lùi xuống. Ngày hôm sau, Hoàng quý phi đến cung của Hoàng thái hậu, tiến hành Lục túc tam quỵ tam bái lễ, sau đó đến trước Hoàng đế cùng Hoàng hậu hành lễ, đều như vậy (tức là đều hành bái Lục túc tam quỵ tam bái lễ). (Quý nhân cùng Hoàng tử và Hoàng tôn đến cung của Hoàng quý phi để hành lễ. Cùng lúc đó, Cung điện giám dẫn các hạng Thái giám (trong cung của Hoàng quý phi) đến hành lễ. Những việc này phải do Cung điện thái giám tấu trước mới lĩnh chỉ bái.) | ” |
| — Quốc triều cung sử - lễ sách phong Hoàng quý phi | |   |

Trở lên là quy trình chung của [Hoàng quý phi] đến Tần, Quý nhân trở xuống không có lễ sách phong. Những thay đổi của từng phân vị khác nhau:
- [Quý phi] và [Phi]: chế tác ["Sách"; 冊] và ["Bảo"; 寶], riêng Phi chỉ dùng ["Ấn"; 印], quy trình còn lại đều như Hoàng quý phi. Riêng người đến lạy trước cung của Quý phi và Phi, thì chỉ có các Hoàng tử, Hoàng tôn cùng các Thái giám phục vụ trong điện sở của Quý phi và Phi.
- [Tần]: chỉ chế tác ["Sách"; 冊], không hưởng tế cáo Thái Miếu hậu điện và Phụng Tiên điện. Những người đến lạy trước cung của Tần, chỉ có Hoàng tử do chính Tần ấy sinh ra, cùng các Thái giám phục vụ trong điện sở. Quy trình còn lại đều như trên.

Niên hiệu Sùng Đức thời Hoàng Thái Cực, sách lập Hiếu Đoan Văn Hoàng hậu cùng sách phong Tứ phi là Thần phi Hải Lan Châu, Quý phi Na Mộc Chung, Thục phi Ba Đặc Mã Tảo và Trang phi Bố Mộc Bố Thái, Hoàng Thái Cực đã cho làm lễ [Khánh hạ; 慶賀] cho cả triều đình chúc mừng. Trong dịp ấy, Công chúa, Vương phi và Mệnh phụ nhập triều bái lạy Hoàng hậu bằng [Lục túc tam quỵ tam bái lễ; 六肃三跪三拜礼], đồng thời cũng bái lạy Tứ phi bằng [Tứ túc nhị quỵ nhị khấu lễ; 四肃二跪二叩礼]. Sang thời Ung Chính, ông lập Hiếu Kính Hiến Hoàng hậu và cử hành Khánh hạ, do đó Đôn Túc Hoàng quý phi Niên thị cũng được vinh dự nhận lễ từ các mệnh phụ vào triều bái. Đến triều Càn Long, lễ sắc phong của Cao thị được làm ngay lễ sách lập của Hiếu Hiền Thuần Hoàng hậu, do đó Càn Long Đế căn cứ theo tiền lệ của Đôn Túc Hoàng quý phi, cho phép Quý phi Cao thị được hưởng quy lễ nhận bái kiến của Công chúa, Thân vương Phúc tấn và Cáo mệnh phu nhân với lễ bái [Tứ túc nhị quỵ nhị khấu lễ].
Năm Càn Long thứ 14 (1749), sách phong Nhàn Quý phi Na Lạp thị làm "Hoàng quý phi Nhiếp lục cung sự", nghi thức [đều như sách lập Hoàng hậu], do đó có được hưởng Khánh hạ, chúc mừng từ quan viên và hưởng lễ bái lạy [Lục túc tam quỵ tam bái lễ] từ Phi tần, Công chúa, Vương phi và các Mệnh phụ. Đây là lần đầu tiên và duy nhất, một Phi tần triều Thanh có được lễ tuyên sách vị hiệu chính thức lại dùng đại điển như của một Hoàng hậu.

## Phân vị trong cung

### Lương bổng
Cứ theo Cung trung tạp kiện (宫中杂件), Hậu phi nhà Thanh có lương bổng và thiện đãi nhất định, ngoài lượng bạc thì còn có các nhu yếu phẩm, hơn kém tùy vào cấp độ.
| Tước vị        | Lương bổng (theo năm)         | Nhu yếu phẩm (theo năm) | Nhu yếu phẩm (theo ngày) |
| Hoàng thái hậu | Vàng 20 lượng, bạc 2000 lượng | - Các loại vải lụa: Mãng đoạn 2 thất, bổ đoạn 2 thất, chức kim 2 thất, trang đoạn 2 thất, uy đoạn 4 thất, thiểm đoạn 1 thất, kim tự đoạn 2 thất, vân đoạn 7 thất, y tố đoạn 4 thất, lam tố đoạn 2 thất, mạo đoạn 2 thất, dương đoạn 6 thất. - Lụa Tơ tằm 2 thất, lụa Sơn Tây 4 thất, chỉ 8 thất, sợi lót 10 thất, sợi dệt 10 thất, hàng tế 10 thất, lụa miên (một loại lụa dệt) 10 thất, vải cao ly 10 thất, vải ba vạch 5 thất, vải lông xanh 40 thất, vải thô 5 thất, chỉ/sợi vàng 20 lữu, nhung 10 cân, sợi bông 6 cân, mộc miên 40 cân. - Cúc bạc số hai 200, cúc bạc số ba 200 - Da chồn loại hai 10, da chồn loại ba 20, da chồn loại năm 70, da chồn Lý (tên một loại chồn): 12, da rái cá biển 12 | - Lợn một con, dê, gà, vịt các loại 1 chỉ, gạo nếp mới 2 thăng, gạo vàng 1 thăng 5 hợp, gạo sông Cao Ly 3 thăng, bột nếp 3 cân, mì trắng 51 cân, mì kiều mạch, bột mì các loại 1 cân, đậu hạt 3 hợp. - Vừng 1 hợp 5 chước, đường trắng 2 cân 1 lượng 5 tiền, đường bát 8 lượng, mật ong 8 lượng, quả óc chó 4 lượng, hạt thông 2 tiền, cẩu kỷ (kỷ tử) 4 lượng, táo tàu khô 10 lượng, thịt lợn 12 cân, dầu mè 3 cân 10 lượng, trứng gà 20 quả, bột đậu 1 cân 8 lượng, đậu phụ 2 cân, bột oa tra 1 cân, tương ngọt 2 cân 12 lượng, nước tương trong 2 lượng, giấm 5 lượng. - Rau tươi 15 cân, cà tím 20 quả, dưa chuột 20 quả, sáp trắng 7 chi, sáp vàng 2 chi, sáp dầu cừu 20 chi, sáp dầu cừu cô đặc 1 chi. - Than Hồng La: mùa hè 20 cân, mùa đông 40 cân; than đen: mùa hè 40 cân, mùa đông 80 cân                                                                                |
| Hoàng hậu      | Bạc 1000 lượng                | - Các loại vải lụa: Mãng đoạn 2 thất, bổ đoạn 2 thất, chức kim 2 thất, trang đoạn 2 thất, uy đoạn 4 thất, thiểm đoạn 2 thất, kim tự đoạn 2 thất, vân đoạn 7 thất, y tố đoạn 4 thất, lam tố đoạn 2 thất, mạo đoạn 2 thất, dương đoạn 6 thất - Lụa Tơ tằm 2 thất, lụa Sơn Tây 4 thất, chỉ 8 thất, tơ 8 thất, sợi dệt 8 thất, hàng tế 8 thất, lụa miên 8 thất, vải cao ly 10 thất, vải ba vạch 5 thất, vải lông xanh 40 thất, vải thô 5 thất, chỉ/sợi vàng 20 lữu, nhung 10 cân, sợi bông 6 cân, mộc miên 40 cân. - Da chồn Lý 40, da chồn Ô Lạp (tên một loại chồn) 50 | - Thịt lợn 16 cân, thịt dê 1 mâm, gà, vịt các một loại chỉ, gạo nếp mới 1 thăng 8 hợp, gạo vàng 1 thăng 3 hợp 5 chước, gạo sông Cao Ly 1 thăng 5 hợp, bột nếp 1 cân 8 lượng, mì trắng 7 cân 8 lượng, mì kiều mạch 8 lượng, đậu hạt 3 hợp. - Đường trắng 1 cân, đường bát 4 lượng, mật ong 4 lượng, quả óc chó 2 lượng, hạt thông 1 tiền, cẩu kỷ (kỷ tử) 4 lượng, táo tàu khô 5 lượng, mỡ lợn 1 cân, dầu mè 1 cân, trứng gà 10 quả, diện cân 12 lượng, đậu phụ 1 cân 8 lượng, bột oa tra 1 cân, tương ngọt 1 cân 6 lượng 5 tiền, nước tương trong 1 lượng, giấm 2 lượng 5 tiền. - Rau tươi 15 cân, cà tím 20 quả, dưa chuột 20 quả, sáp trắng 5 chi, sáp vàng 4 chi, sáp dầu cừu 10 chi, sáp dầu cừu cô đặc 1 chi. - Than Hồng La: mùa hè 10 cân, mùa đông 20 cân; Than đen: mùa hè 30 cân, mùa đông 60 cân                                                                          |
| Hoàng quý phi  | Bạc 800 lượng                 | - Các loại vải lụa: Mãng đoạn 1 thất, bổ đoạn 1 thất, chức kim 1 thất, trang đoạn 1 thất, uy đoạn 2 thất, thiểm đoạn 1 thất, kim tự đoạn 1 thất, vân đoạn 6 thất, y tố đoạn 3 thất, lam tố đoạn 3 thất, mạo đoạn 1 thất, dương đoạn 4 thất, bành đoạn 4 thất. - Lụa Tơ tằm 2 thất, lụa Sơn Tây 3 thất, chỉ 8 thất, chỉ lót 7 thất, tơ 7 thất, lụa dệt 7 thất, hàng tế 7 thất, lụa miên 6 thất, vải cao ly 8 thất, vải ba vạch 3 thất, vải lông xanh 15 thất, vải xanh đậm 15 thất, vải thô 5 thất, chỉ/sợi vàng 14 lữu, nhung 8 cân, sợi bông 6 cân, mộc miên 30 cân, - Da chồn Lý 30, da chồn Ô Lạp 40                                                                                                   | - Thịt lợn 12 cân, thịt dê 1 mâm, gà 1 chỉ (hoặc vịt 1 chỉ), gạo trần canh 1 thăng 5 hợp, gạo vàng 1 thăng 3 hợp 5 chước, gạo sông Cao Ly 1 thăng 5 hợp, bột nếp 1 cân 8 lượng, mì trắng 5 cân, mì kiều mạch 8 lượng, đậu hạt 3 hợp. - Đường trắng 5 lượng, đường bát 4 lượng, mật ong 4 lượng, quả óc chó 1 lượng, hạt thông 1 tiền, cẩu kỷ (kỷ tử) 4 lượng, táo tàu khô 5 lượng, mỡ lợn 1 cân, dầu mè 1 cân, trứng gà 10 quả, diện cân 12 lượng, đậu phụ 1 cân 8 lượng, bột oa tra 1 cân, tương ngọt 1 cân 6 lượng 5 tiền, nước tương trong 1 lượng, giấm 2 lượng 5 tiền. - Rau tươi 15 cân, cà tím 20 quả, dưa chuột 20 quả, sáp trắng 5 chi, sáp vàng 4 chi, sáp dầu cừu 10 chi, sáp dầu cừu cô đặc 1 chi. - Lá trà Lục An 14 lượng (mỗi tháng), Lá trà Thiên Trì 8 lượng (mỗi tháng) - Than Hồng La: mùa hạ 10 cân, mùa đông 20 cân, Than đen: mùa hạ 30 cân, mùa đông 60 cân, |
| Quý phi        | Bạc 600 lượng                 | - Các loại vải lụa: Mãng đoạn 1 thất, bổ đoạn 1 thất, chức kim 1 thất, trang đoạn 1 thất, uy đoạn 2 thất, thiểm đoạn 1 thất, kim tự đoạn 1 thất, vân đoạn 4 thất, y tố đoạn 3 thất, lam tố đoạn 2 thất, mạo đoạn 1 thất, dương đoạn 2 thất, bành đoạn 1 thất. - Lụa Tơ tằm 2 thất, lụa Sơn Tây 3 thất, chỉ 4 thất, chỉ lót 7 thất, tơ 7 thất, lụa dệt 7 thất, hàng tế 5 thất, lụa miên 5 thất, vải cao ly 6 thất, vải ba vạch 2 thất, vải lông xanh 12 thất, vải xanh đậm 12 thất, vải thô 5 thất, chỉ vàng 12 lữu, nhung 6 cân, sợi bông 4 cân, mộc miên 25 cân. - Da chồn Lý 20, da chồn Ô Lạp 30 | - Thịt lợn 9 cân 8 lượng, thịt dê 15 mâm (mỗi tháng), gà vịt cộng 15 chỉ (mỗi tháng), gạo trần canh 1 thăng 3 hợp 5 chước, mì trắng 3 cân 8 lượng - Đường trắng 3 lượng, quả óc chó 1 lượng, táo tàu khô 1 lượng 6 tiền, dầu mè 6 lượng, trứng gà 4 quả, diện cân 4 lượng, đậu phụ 1 cân 8 lượng, bột oa tra 8 lượng, tương ngọt 6 lượng 5 tiền, nước tương trong 8 tiền, giấm 2 lượng 5 tiền, - Rau tươi 10 cân, cà tím 8 quả, dưa chuột 8 quả, sáp trắng 2 chi, sáp vàng 2 chi, sáp dầu cừu 5 chi, - Lá trà Lục An 14 lượng (mỗi tháng), Lá trà Thiên Trì 8 lượng (mỗi tháng) - Than Hồng La: mùa hạ 10 cân, mùa đông 15 cân; Than đen: mùa hạ 30 cân, đông 60 cân, |
| Phi            | Bạc 300 lượng                 | - Các loại vải lụa: Mãng đoạn 1 thất, chức kim 1 thất, trang đoạn 1 thất, uy đoạn 2 thất, thiểm đoạn 1 thất, kim tự đoạn 1 thất, vân đoạn 4 thất, y tố đoạn 2 thất, lam tố đoạn 1 thất, mạo đoạn 1 thất, bành đoạn 3 thất - Lụa Tơ tằm 1 thất, lụa Sơn Tây 2 thất, chỉ 4 thất, chỉ lót 5 thất, tơ 5 thất, lụa dệt 4 thất, hàng tế 5 thất, lụa miên 5 thất, vải cao ly 5 thất, vải ba vạch 2 thất, vải lông xanh 10 thất, vải xanh đậm 10 thất, vải thô 3 thất, chỉ vàng 10 lữu, nhung 5 cân, sợi bông 3 cân, mộc miên 20 cân. - Da chồn Lý 10, da chồn Ô Lạp 20 | - Thịt lợn 9 cân, thịt dê 15 mâm (mỗi tháng), gà vịt cộng 10 chỉ (mỗi tháng), gạo trần canh 1 thăng 3 hợp 5 chước, mì trắng 3 cân 8 lượng, - Đường trắng 3 lượng, quả óc chó 1 lượng, táo tàu khô 1 lượng, dầu mè 6 lượng, trứng gà 4 quả, diện cân 4 lượng, đậu phụ 1 cân 8 lượng, bột oa tra 8 lượng, tương ngọt 6 lượng 5 tiền, giấm 2 lượng 5 tiền, - Rau tươi 10 cân, cà tím 8 quả, dưa chuột 8 quả, sáp trắng 2 chi, sáp vàng 2 chi, sáp dầu cừu 2 chi. - Lá trà Lục An 14 lượng (mỗi tháng), Lá trà Thiên Trì 8 lượng (mỗi tháng) - Than Hồng La: mùa hạ 5 cân, mùa đông 10 cân; Than đen: mùa hạ 25 cân, mùa đông 40 cân, |
| Tần            | Bạc 200 lượng                 | - Các loại vải lụa: Mãng đoạn 1 thất, chức kim 1 thất, trang đoạn 1 thất, uy đoạn 1 thất, thiểm đoạn 1 thất, kim tự đoạn 1 thất, vân đoạn 2 thất, y tố đoạn 2 thất, mạo đoạn 1 thất, dương đoạn 1 thất, bành đoạn 1 thất - Lụa Tơ tằm 1 thất, lụa Sơn Tây 2 thất, chỉ 1 thất, chỉ lót 2 thất, tơ 3 thất, lụa dệt 3 thất, hàng tế 3 thất, vải cao ly 4 thất, vải lông xanh 8 thất, vải xanh đậm 8 thất, vải thô 4 thất, chỉ vàng 6 lữu, nhung 3 cân, sợi bông 3 cân, mộc miên 15 cân. - Da chồn Lý 4, da chồn Ô Lạp 20 | - Thịt lợn 6 cân 8 lượng, thịt dê 15 mâm (mỗi tháng), gà vịt cộng 10 chỉ (mỗi tháng), gạo trần canh 1 thăng 3 hợp, mì trắng 2 cân, - Đường trắng 2 lượng, dầu mè 5 lượng 5 tiền, đậu phụ 1 cân 8 lượng, bột oa tra 8 lượng, tương ngọt 6 lượng, giấm 2 lượng - Rau tươi 8 cân, cà tím 6 quả, dưa chuột 6 quả, sáp trắng 2 chi, sáp vàng 2 chi, sáp dầu cừu 2 chi - Lá trà Lục An 14 lượng (mỗi tháng), Lá trà Thiên Trì 8 lượng (mỗi tháng) - Than Hồng La: mùa hạ 5 cân, mùa đông 8 cân; Than đen: mùa hạ 20 cân, mùa đông 30 cân, |
| Quý nhân       | Bạc 100 lượng                 | - Các loại vải lụa: Uy đoạn 1 thất, vân đoạn 2 thất, y tố đoạn 2 thất, lam tố đoạn 2 thất, mạo đoạn 1 thất, dương đoạn 1 thất. - Lụa Tơ tằm 1 thất, lụa Sơn Tây 2 thất, chỉ 2 thất, chỉ lót 2 thất, tơ2 thất, lụa dệt 2 thất, vải cao ly 3 thất, vải lông xanh 6 thất, vải xanh đậm 6 thất, vải thô 3 thất, chỉ vàng 3 lữu, nhung 3 cân, sợi bông 2 cân, mộc miên 12 cân. - Da chồn Lý 4, da chồn Ô Lạp 10 | - Thịt lợn 6 cân, thịt dê 15 mâm (mỗi tháng), gà vịt cộng 8 chỉ (mỗi tháng), gạo trần canh 1 thăng 2 hợp, mì trắng 2 cân, - Đường trắng 2 lượng, dầu mè 3 lượng 5 tiền, đậu phụ 1 cân, bột oa tra 8 lượng, tương ngọt 6 lượng, giấm 2 lượng - Rau tươi 6 cân, cà tím 6 quả, dưa chuột 6 quả, sáp trắng 1 chi, sáp vàng 1 chi, sáp dầu cừu 1 chi, - Lá trà Lục An 7 lượng (mỗi tháng), Lá trà Thiên Trì 4 lượng (mỗi tháng) - Than Hồng La mùa đông 5 cân; Than đen: mùa hạ 18 cân, mùa đông 25 cân, |
| Thường tại     | Bạc 50 lượng                  | - Vân đoạn 1 thất, y tố đoạn 1 thất, bành đoạn 1 thất, lụa Tơ tằm 1 thất, lụa Sơn Tây 1 thất, chỉ 1 thất, tơ 1 thất, vải dệt 1 thất, mộc miên 3 cân | - Thịt lợn 5 cân, thịt dê 15 mâm (mỗi tháng), gà vịt cộng 5 chỉ (mỗi tháng), gạo trần canh 1 thăng 2 hợp, mì trắng 2 cân - Đường trắng 2 lượng, dầu mè 3 lượng 5 tiền, đậu phụ 1 cân 8 lượng, bột oa tra 8 lượng, tương ngọt 6 lượng, giấm 2 lượng - Rau tươi 6 cân, cà tím 6 quả, dưa chuột 6 quả, sáp trắng 2 chi, sáp dầu cừu 1 chi, - Than đen: mùa hạ 10 cân, mùa đông 20 cân |
| Đáp ứng        | Bạc 30 lượng                  | - Vân đoạn 1 thất, y tố đoạn 1 thất, bành đoạn 1 thất, lụa Tơ tằm 1 thất, lụa Sơn Tây 1 thất, chỉ 1 thất, tơ 1 thất, vải dệt 1 thất, mộc miên 3 cân | - Thịt lợn 1 cân 8 lượng, thịt dê 15 mâm (mỗi tháng), gà vịt cộng 5 chỉ (mỗi tháng), gạo trần canh 6 hợp, mì trắng 2 cân, - Rau tươi 2 cân, sáp vàng 1 chi, Sáp dầu cừu 1 chi - Than đen: hạ 5 cân, đông 10 cân |
| Quan nữ tử     | Bạc 6 lượng                   | - Vân đoạn 1 thất, lụa Tơ tằm 1 thất, chỉ 1 thất, lụa dệt 1 thất, hàng tế 1 thất, mộc miên 2 cân | - Thịt lợn 1 cân, gạo trắng già 7 hợp 5 chước, - Rau tươi 12 lượng - Than vụn đen: 3 tiền |

Đơn vị đo lường:
- Đơn vị số lượng vật phẩm: "chỉ" chuyên dành cho gia cầm, "chi" dành cho những thứ như bút nến
- 1 thăng = 10 hợp = 100 chước, tương đương 10.354688 ml ngày nay
- 1 cân = 10 lượng = 100 tiền, tương đương 0.5 kg ngày nay
- 1 thất = 10 trượng = 100 xích, tương đương 33m ngày nay

Hồng La than (红罗炭): loại than đá chuyên sử dụng trong cung đình thời nhà Minh và nhà Thanh, làm bởi xưởng Hồng La ngay ngoài cổng Tây An. Than Hồng La được làm từ các cây gỗ cứng của phủ Thuận Thiên, làm theo quy trình nghiêm ngặt được giám sát bởi bộ Lễ. Tính chất của loại than này là cháy lâu, lửa nóng, khi cháy không mùi không khói phù hợp yêu cầu của cung đình.

### Phẩm phục

#### Triều phục

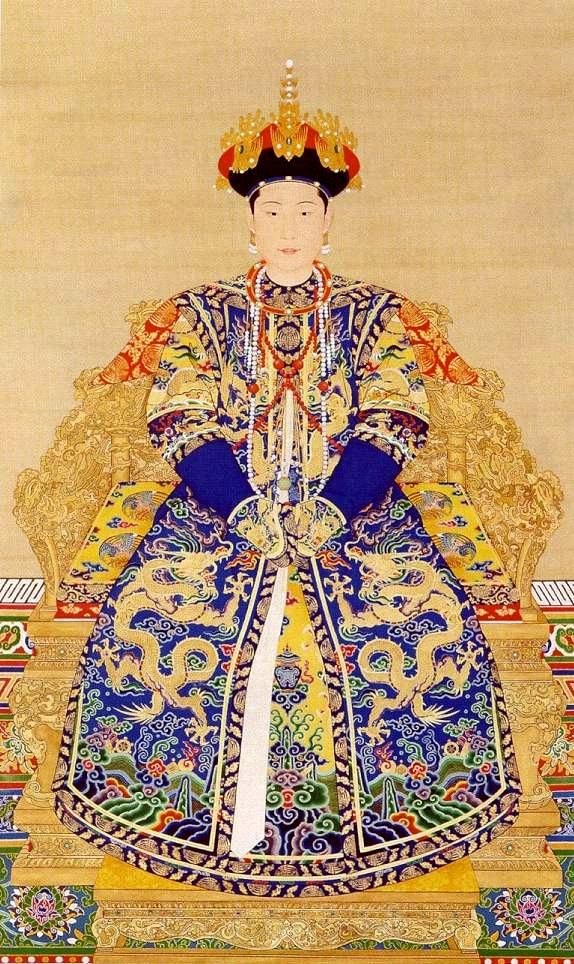
Triều phục thể hiện trên tranh chân dung của Hiếu Kính Hiến Hoàng hậu.

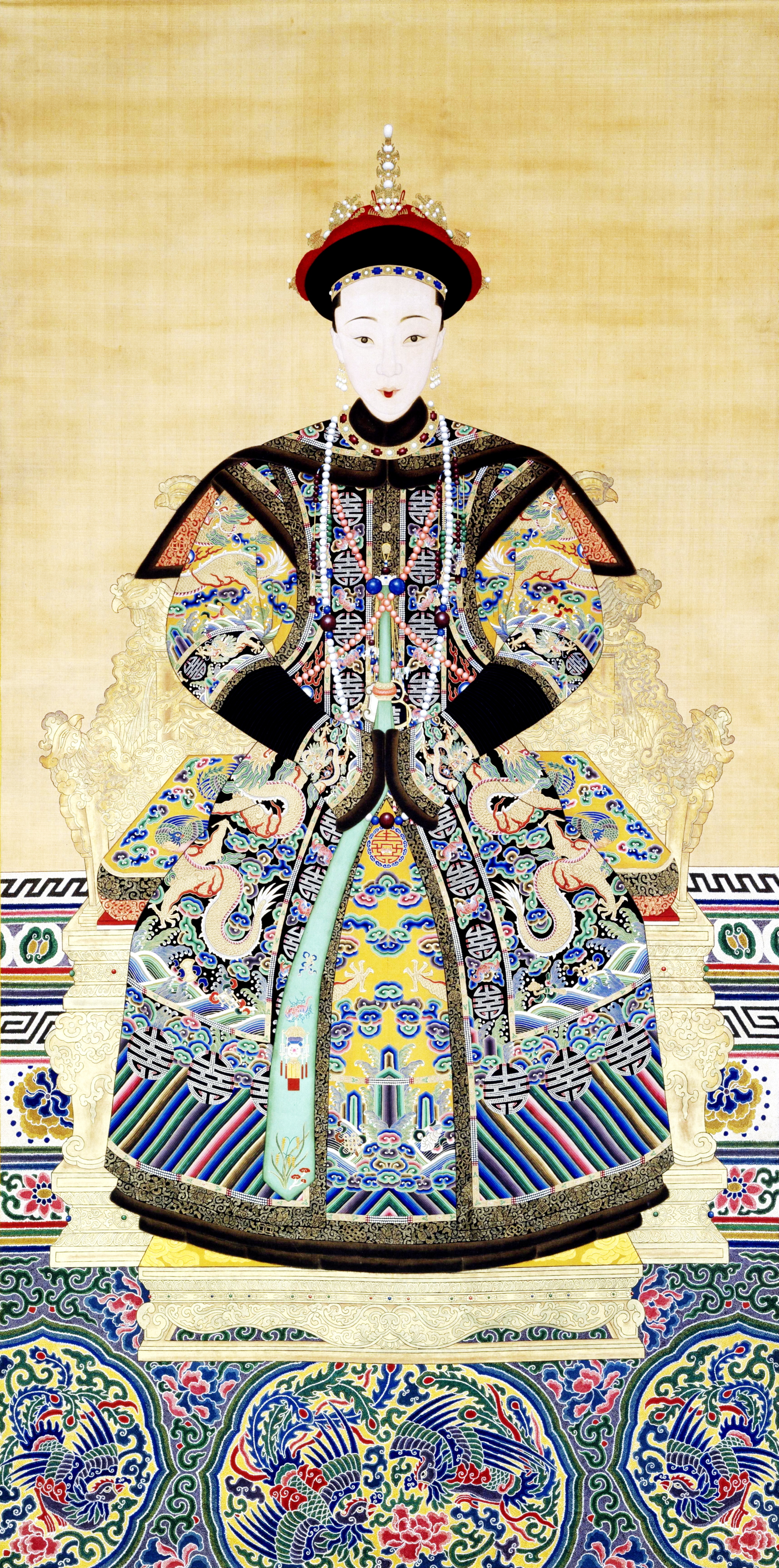
Triều phục thể hiện trong tranh chân dung của Hiếu Đức Hiển Hoàng hậu.

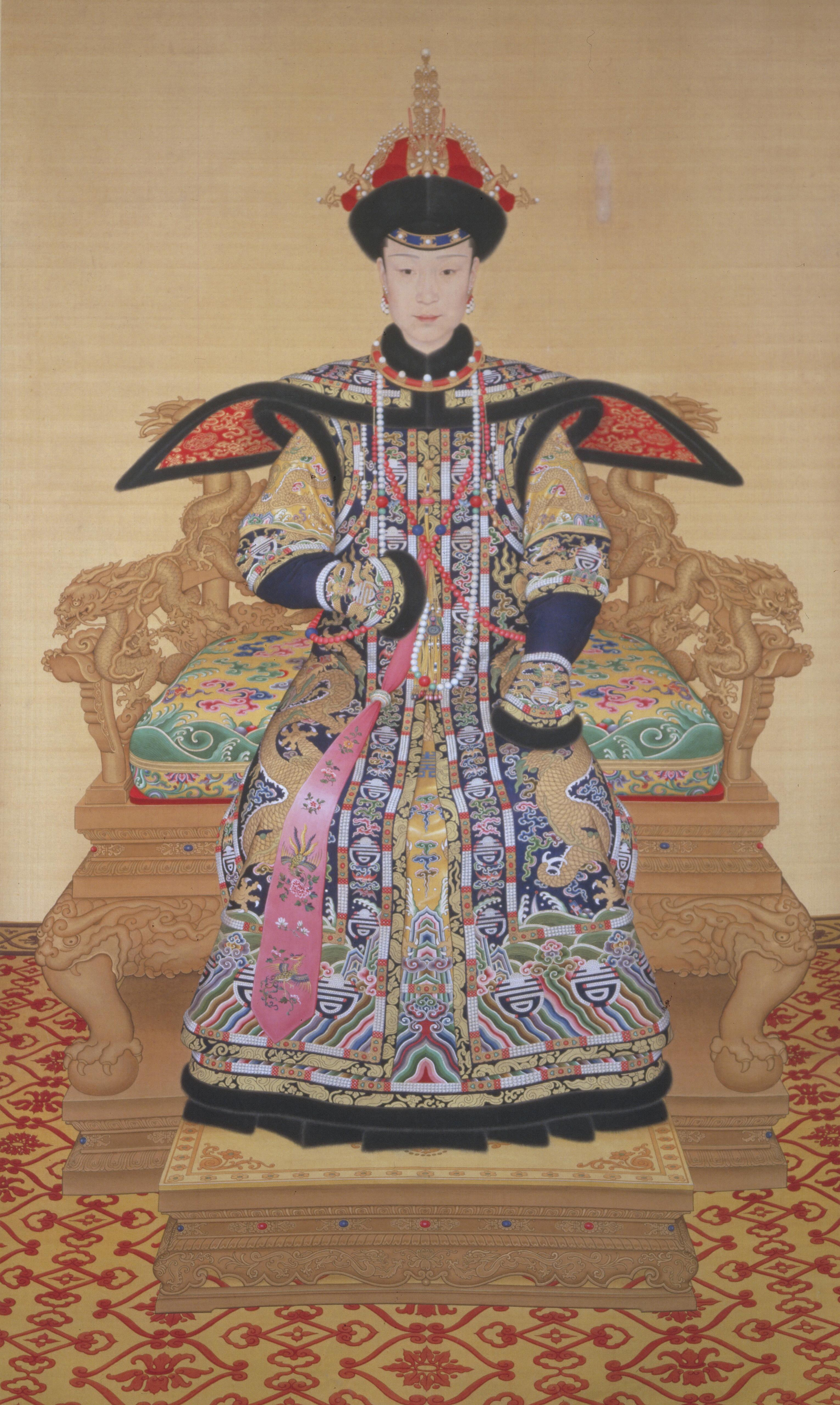
Triều phục Hoàng hậu của Hiếu Hiền Thuần Hoàng hậu.

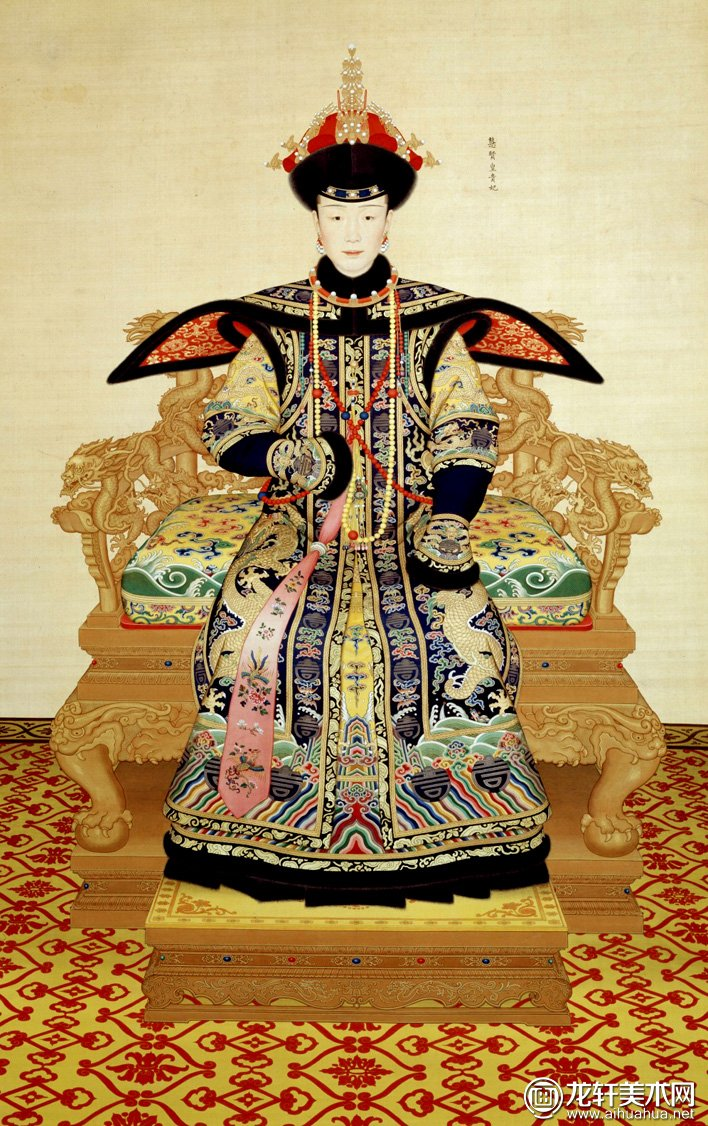
Triều phục Hoàng quý phi của Tuệ Hiền Hoàng quý phi.

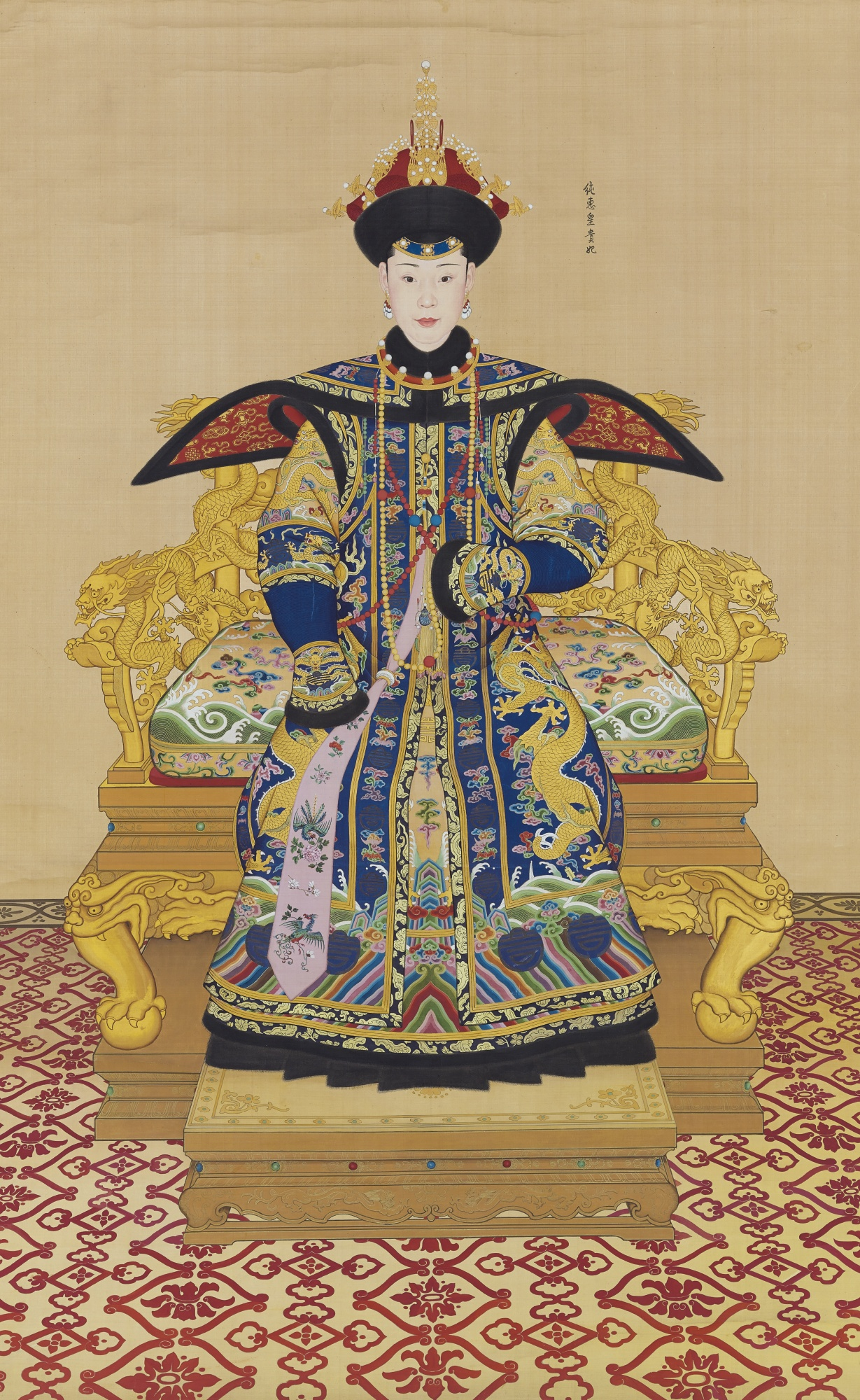
Triều phục Hoàng quý phi của Thuần Huệ Hoàng quý phi.

Đối với một Hậu phi nhà Thanh, trang phục vào dịp sắc phong hoặc đại lễ luôn được yêu cầu, không chỉ thể hiện vinh quang của nhà Thanh, mà còn thể hiện địa vị của vị phi tần đó. Theo quy định nhà Thanh, một lễ phục cơ bản của Hậu phi là: Triều quan (朝冠), Kim ước (金约), Nhị ước (珥约), Lãnh ước (领约), Triều châu (领约), Thải thuế (彩帨), Triều quái (朝褂), Triều bào (朝袍), Triều váy (朝裙) cùng Triều ủng (朝靴) mười loại tạo thành.
Chủ yếu quần áo từ ngoài vào trong, phân biệt là: Triều quái, Triều bào và Triều váy 3 thứ. Thái hoàng thái hậu, Hoàng thái hậu và Hoàng hậu đều giống nhau, đơn giản vì danh xưng Thái hậu ý chỉ “Hoàng hậu của Tiên đế” nên trang phục cùng Hoàng hậu đồng dạng. Xuống dưới tần phi tước Tần trở lên và mệnh phụ cấp cao mới cùng giống, và cũng chỉ có Tần trở lên mới có Triều quái, Triều bào, Triều quan mà thôi.
- [Triều quái; 朝褂]: là một loại áo khoác mặc bên ngoài Triều bào ở dưới Phi lĩnh. Theo Khâm định Đại Thanh hội điển sự lệ ghi lại thì: “Sắc dùng thanh, trường vạt vô mệ, dệt kim long văn, dệt kim lụa hoặc dệt kim lụa nạm biên”.

1. Triều quái không có tay áo, cân vạt và dài. Loại áo này có cơ bản 4 thể, loại đầu tiên có thể thấy trên tranh vẽ Hiếu Kính Hiến Hoàng hậu của Ung Chính Đế và một số tranh Hậu phi đời trước, đều cùng một loại mẫu để vẽ. Thể thức này tay áo màu lam, vạt áo xẻ tà đằng trước, viền áo nạm kim, trước ngực là một hình rồng chính long, vạt áo có 2 hành long, phía dưới vạt áo có thể thức bát bảo bình thủy. Có thể tạm xem đây là thể thức thời Khang-Ung thường dùng, vì bức họa các vị Hoàng hậu trở ra trước đều như vậy.
2. Một số hình vẽ mệnh phụ thời gian này cũng có hình thức Triều quái tương tự như vậy. Loại thức này chính thức sang thời Càn Long trung kỳ bị bãi bỏ. Thời kỳ này, triều đình quy định Triều quái Hoàng hậu dùng màu xanh, trước sau là 2 hình đại lập long. Cứ theo [Khâm định cung trung hiện hành tắc lệ; 钦定宫中现行则例] thời Càn Long ghi lại: “Triều quái, sắc dùng xanh đá, phiến kim duyên, thêu văn trước sau lập long các nhị” (乾隆《钦定宫中现行则例》“朝褂，色用石青，片金缘，绣文前后立龙各二”). Phía dưới, Hoàng tử Phúc tấn đến Huyện chúa đều dùng thức trước 4 sau 3 hình rồng.
3. Một loại Triều quái khác, gọi là “Hữu điệp triều quái” (有褶朝褂; dạng triều quái có tầng khúc). Loại này ở phần ngực trước sau thêu 2 hình lập long, phía dưới chia ra 4 tầng, hàng 1 và 3 thêu hành long, hàng 2 và 4 thêu vạn phúc vạn thọ đồ hình cùng với mây tía giao nhau. Loại này chỉ có tần phi trở lên dùng. Năm Càn Long thứ 36, Thanh Cao Tông vì Sùng Khánh Thái hậu vạn thọ mà ở Từ Ninh cung cử hành vạn thọ tiết, trong dịp này có [Từ Ninh yến hỉ đồ; 慈宁燕喜图], thể hiện tần phi trong điện đều vận dạng này Triều quái.
4. Còn một loại Triều quái, thể hiện từ sau thời Càn Long trở đi. Cơ bản cũng là dạng 2 hình lập long, song hình lập long dời xuống hai vạt, viền áo thể hiện hình hoa văn vạn phúc vạn thọ cùng mây tía giao nhau, ở dưới vạt áo ngoài hoa văn sóng nước thì còn có các dải màu xanh, đỏ, lục, vàng, huyền xen kẽ nhau. Dạng thức này đến hết thời Thanh, có thể thấy các tranh Hoàng hậu đều là dạng này cả, như tranh vẽ Hiếu Đức Hiển Hoàng hậu. Chỉ riêng đến thời Uyển Dung đăng vị Hoàng hậu, lại dùng thể thức Hữu điệp triều quái.

- [Triều bào; 朝袍]: là áo mặc chính trong bộ lễ phục của Hậu phi. Bộ triều phục gồm hai yếu tố quan trọng là: Mã đề tụ (马蹄袖; ống tay hình móng ngựa) cùng Phi lĩnh (披领; loại cổ giả khoác lên vai, còn gọi “Khoát lĩnh”), sau đó còn có cổ áo tròn (viên lĩnh), tay áo hẹp nách rộng có viền, hai sườn mở vạt, có hoa văn rồng, đều lấy hình thức cửu long. Hoàng thái hậu, Hoàng hậu và Hoàng quý phi đều dùng Triều bào màu Minh hoàng sắc (明黄色).
- [Triều váy; 朝裙], có hai loại, một là có áo hai là không dựa theo hiện vật thật. Hậu phi triều phục sử dụng trường hợp rất ít, chỉ ở trọng đại lễ nghi lễ mừng sử dụng, tỷ như đông chí, Nguyên Đán, vạn thọ, sắc phong,... và duy nhất lễ hiến tế tầm đàn của Hoàng hậu chủ trì. Hoàng hậu triều váy, mùa Đông dùng phiến kim thêm hải long duyên, trên dùng hồng dệt kim thọ tự lụa, xuống dùng xanh đá hành long trang lụa, toàn dùng chính phúc, có bích tích. Mùa hè, triều váy dùng phiến kim duyên. Từ Hoàng hậu đến tần đều có quy chế như nhau.
- [Triều quan; 朝冠]: là một dạng mũ dùng cho Triều phục, ở giữa có một vật trang trí có tầng Kim phượng, xung quanh còn gắn một vòng những con Kim phượng và một con Kim địch ở sau gáy mũ. Mặt sau của Triều quan, ở dưới đuôi Kim địch có gắn chuỗi Rũ châu làm trang sức. Phía sau của Triều quan có 1 tấm Hộ Lãnh - nguyên liệu dùng giống vành Triều quan rũ xuống phía dưới. Có hai loại Triều quan, 1 cho mùa hè còn một cho mùa đông.

1. Triều quan của Hoàng thái hậu, Hoàng hậu: mùa đông dùng da huân chồn, mùa hạ dùng Nhung xanh (có tài liệu ghi là Nhung đen) bọc ngoài. Trên đỉnh đính Chu vĩ (chính là phần lông mềm màu đỏ). Đỉnh có 3 tầng, mỗi tầng cách 1 viên Đông châu và một con Kim phượng, trên thân Kim phượng gắn 3 viên Đông châu, 17 viên Trân châu, trên cùng của đỉnh Triều quan gắn một 1 viên Đông châu cỡ lớn. Trên Chu vĩ có đính bảy con Kim phượng, trên thân Kim phượng gắn 9 viên Đông châu, 1 viên đá mắt mèo, 21 viên Trân châu; một con Kim địch, trên thân Kim địch gắn 1 viên đá mắt mèo, 16 viên Trân châu nhỏ. Chim Địch rũ châu, có 302 viên, kết thành 5 hàng dãy rũ. Dây rũ dùng Minh Hoàng sắc.
2. Triều quan của Hoàng quý phi, Quý phi: lệ như của Hoàng hậu, mùa Đông dùng da Huân chồn, mùa hạ dùng Nhung xanh, đại khái như Hoàng hậu. Nhưng đuôi chim Địch sức 192 viên, kết thành 3 hàng dây rũ. Quý phi dây rũ dùng màu Kim hoàng sắc.
3. Triều quan của Phi: trên đỉnh chỉ có 2 tầng, mỗi tầng cách 1 viên Đông châu và một con Kim phượng, trên thân Kim phượng gắn 9 viên Đông châu, 17 viên Trân châu, trên đỉnh dùng đá mắt mèo. Trên Chu vĩ có đính năm con Kim phượng, sức 7 Đông châu, 21 trân châu; sau 1 Kim địch, đều như Quý phi. Chim Địch rũ châu, có 188 viên, kết thành 3 hàng dây rũ, đều như Quý phi.
4. Triều quan của Tần: lệ như Quý phi, có 2 tầng, mặt trên cùng khảm đá Kha. Thân Kim phượng gắn 5 viên Đông châu, 19 viên Trân châu, Kim địch phía sau sức 16 Trân châu, rũ dây tổng 172 viên, còn lại đều như Phi.

- [Thải thuế; 彩帨]: dây rũ bằng vải trước ngực của các bộ Triều quái, được cột bằng dây có màu theo quy định.

1. Thải thuế của Hoàng hậu thường màu xanh biếc, thêu Ngũ cốc được mùa, dây cột màu Minh hoàng.
2. Thải thuế của Hoàng quý phi, cùng Hoàng hậu tương đồng.
3. Thải thuế của Quý phi, dây cột màu Kim hoàng, còn lại như Hoàng quý phi.
4. Thải thuế của Phi, thêu hình Vân chi thụy bảo, còn lại như Quý phi.
5. Thải thuế của Tần không thêu hoa văn, còn lại như của Phi.

- [Triều châu; 领约]: một bộ dây ngọc khoác bên ngoài Triều quái, thành phần gồm 3 bộ, trong đó có 1 chuỗi dây bằng đá và 2 chuỗi san hô (màu đỏ), dây cột có màu. Hoàng hậu và Phi tần dựa theo chất liệu của Triều châu cùng màu của dây cột mà phân định:

1. Hoàng hậu: 1 dây Đông châu (màu trắng), 2 dây San hô, dây thắt màu Minh hoàng.
2. Hoàng quý phi: 1 dây Mật phách (màu vàng mật), 2 dây San hô, dây thắt màu Minh hoàng.
3. Quý phi: quy chế như của Hoàng quý phi, riêng dây thắt màu Kim hoàng.
4. Phi: quy chế như của Quý phi.
5. Tần: 1 dây San hô, 2 dây Mật phách, dây thắt màu Kim hoàng.

- [Lãnh ước; 领约]: là cái kiềng đeo trên cổ Triều quái.

1. Hoàng hậu: có 11 Đông châu, ở giữa lấy San hô, dây rũ ở 2 đầu dùng màu Minh hoàng, ở giữa các dây sức San hô, ở đuôi các dây sức đá Ngọc lam.
2. Hoàng quý phi: có 7 Đông châu, ở giữa lấy San hô, dây rũ ở 2 đầu dùng màu Minh hoàng, ở giữa các dây sức San hô, ở đuôi các dây cũng sức San hô.
3. Quý phi: màu dây là Kim hoàng, còn lại như Hoàng quý phi.
4. Phi và Tần: đều như Quý phi.

- [Kim ước; 金约]: dây đeo trên trán, để giữ Triều quan.

1. Hoàng hậu: khắc 13 hình Kim vân, mỗi hình sức 1 viên Đông châu, ở giữa dùng Thanh Kim thạch, Hồng Phiến kim. Ở sau rũ 1 dẫy ngọc, đều là trân châu, sức 324 viên, phân làm 5 hàng rũ, ở đuôi mỗi hàng rũ là sức 1 viên Đại trân châu. Giữa 5 hàng rũ có nối khoảng 2 viên Thanh Kim thạch, sức 8 viên Đông châu và 8 viên Trân châu xen kẽ.
2. Hoàng quý phi và Quý phi: khắc 12 hình Kim vân, mỗi hình sức 1 viên Đông châu, ở giữa dùng Thanh Kim thạch, Hồng Phiến kim. Ở sau rũ 1 dẫy ngọc, đều là trân châu, sức 204 viên, phân làm 3 hàng rũ, ở đuôi mỗi hàng rũ là sức 1 viên Đại trân châu. Giữa 3 hàng rũ có nối khoảng 2 viên Thanh Kim thạch, sức 6 viên Đông châu và 6 viên Trân châu xen kẽ.
3. Phi: khắc 11 hình Kim vân, mỗi hình sức 1 viên Đông châu, ở giữa dùng Thanh Kim thạch, Hồng Phiến kim. Ở sau rũ 1 dẫy ngọc, đều là trân châu, sức 194 viên, phân làm 3 hàng rũ, ở đuôi mỗi hàng rũ là sức 1 viên Đại trân châu. Giữa 3 hàng rũ có nối khoảng 2 viên Thanh Kim thạch, sức 6 viên Đông châu và 6 viên Trân châu xen kẽ.
4. Tần: khắc 8 hình Kim vân, mỗi hình sức 1 viên Đông châu, ở giữa dùng Thanh Kim thạch, Hồng Phiến kim. Ở sau rũ 1 dẫy ngọc, đều là trân châu, sức 177 viên, phân làm 3 hàng rũ, ở đuôi mỗi hàng rũ là sức 1 viên Đại trân châu. Giữa 3 hàng rũ có nối khoảng 2 viên Thanh Kim thạch, sức 4 viên Đông châu và 4 viên Trân châu xen kẽ.

- [Nhị; 珥]: tức là trang sức đeo ở lỗ tai, theo truyền thống người Mãn, Hậu phi đều xỏ 3 lỗ ở tai và đeo 3 viên trang sức hoa tai vào khi mặc Triều phục. Theo quy chế, hình hoa tai của tần phi đều có hình rồng làm bằng vàng, ngoài ra còn sức trân châu mỗi bông 2 viên, tuy nhiên chất lượng trân châu tùy cấp bậc mà khác biệt:

1. Hoàng hậu: hoa tai dùng Nhất đẳng Trân châu;
2. Hoàng quý phi và Quý phi: dùng Nhị đẳng Trân châu;
3. Phi: dùng Tam đẳng Trân châu;
4. Tần: dùng Tứ đẳng Trân châu;

#### Cát phục
Khác với Triều phục phải dịp trọng đại vinh hiển mới được mặc, còn thì những việc hỉ hay cần trang trọng một chút, các Hậu phi đều mặc một thứ phục sức gọi là Cát phục (吉服). Trong các triều đại Trung Quốc, chỉ có nhà Thanh là chính thức quy định loại phục sức này, dù trước đó nhà Minh đã hình thành khái niệm rồi. Loại phục sức này cơ bản giống loại tiếp theo gọi Thường phục, nhưng hoa văn trang sức mỹ lệ, nên còn gọi là Thải phục (彩服) hay Hoa y (花衣). Một bộ Cát phục bao gồm: Long quái (龙褂) mặc ngoài và Long bào (龙袍) mặc bên trong.

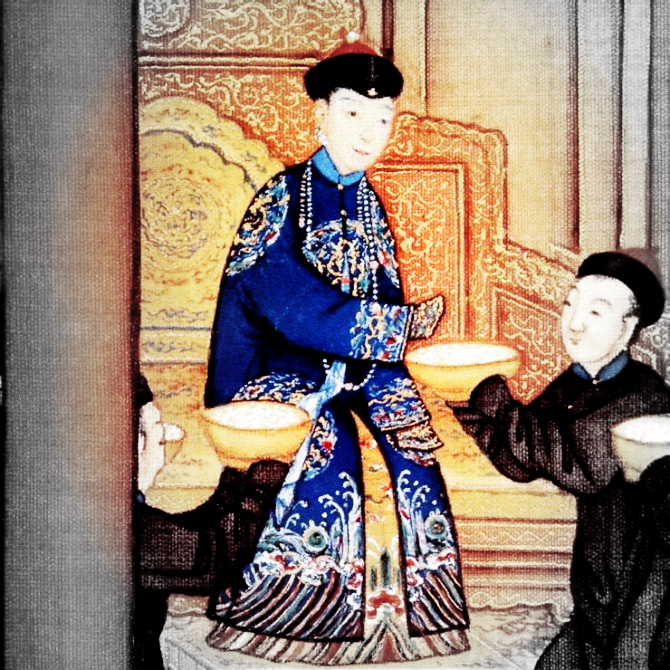
Hiếu Hiền Thuần Hoàng hậu của Càn Long Đế mặc Long quái bên ngoài Long bào.

- [Long quái; 龙褂], gọi như vậy loại áo “Quái” là dạng áo có xẻ vạt, thân áo dài, ống tay tương đối dài, nhưng không có thức Mã đề tụ, đều có màu xanh đen (tức là Thạch Lam sắc). Theo khai quật được, thì Quái của Đế vương là áo xẻ trước sau, trái phải thành 4 vạt, còn Hậu phi chỉ xẻ đằng sau. Nhưng cứ theo nhiều hình họa thời Thanh sơ kỳ, cho thấy áo nữ cũng xẻ trước sau trái phải 4 vạt như nam giới. Này cũng tương đối dễ hiểu vì đa phần quần áo thời kỳ trước nam nữ khá là giống nhau một cái hình thức.

1. Hoa văn Long quái, thuở ban đầu là dạng Mãn trang (满装), một thân áo toàn hình Mãn thêu mây. Dạng hoa văn này từ thời Minh hậu kỳ đã hình thành. Năm Khang Hi thứ 25, cứ 《Tô Châu dệt cục chí》 có ghi nhận những thứ như “Mãn trang quái”, “Phong vân địa long thủy quái”...chính là thể Long quái này. Thể thức này, trước sau ngực thường là trước 2 sau 1 hình chính long, bả vai mỗi vai 1 chính long, ở hai vạt áo có hình phúc hành long trước sau 2 hình, cộng lại đủ 9 hình long. Bên dưới vạt có thể hoa văn “hải thủy giang nhai” (海水江崖). Ngoài ra còn có “Tứ long thức”; là trước sau hai hình đại lập long, hai vai mỗi vai hình 1 long. Loại áo Mãn trang quái này thời Khang-Ung khai quật hiện vật chiếm tỉ lệ rất cao.
2. Thuở từ thời Càn Long trở đi, cho đến vãn kỳ, đều là dạng Đoàn long trang (团龙装). Đoàn long, tức là hình rồng ổ cuộn tròn, ngoài đoàn long phân bố ở hai vai, trước sau vùng ngực và trước sau phía dưới vạt áo, thì còn lại để trống và áo thường màu xanh đậm. Một số loại áo thêm hình sóng nước ở vạt áo và dải màu ở ống tay áo.

- [Long bào; 龙袍], cũng gọi Mãng bào (蟒袍) hay Cát phục bào (吉服袍), loại áo mặc bên trong và cũng là áo chính của một bộ Cát phục thời Thanh. Áo thể viên lĩnh (cổ tròn), ống tay áo dạng Mã đề tụ, khai vạt trái phải, thân áo dài, lĩnh khâm (viền cổ áo) có viền hoa văn. Đại để khá tương đồng với Long bào của phái nam trong hoàng thất.

1. Hoa văn của áo thường là Mãn địa văn (满地纹; hình hoa văn phủ khắp áo) và Đoàn văn (团纹; hình hoa văn ổ). Thời sơ kỳ, áo bào của Đế-Hậu cùng dạng đoàn long, sau chỉ có Hậu phi sử dụng. Ngoài ra dưới vạt áo cũng có hoa văn cột thủy, sóng thủy và đôi khi có đề tài dơi, mây phủ rải rác thân áo bên cạnh đoàn long (cái này khác với dạng mãn địa văn).
2. Cát phục thường mặc Long quái bên ngoài Long bào, song cũng có trường hợp chỉ mặc Long bào, nhưng do trang phục hoa văn của Long bào khá bắt mắt nên thông thường họ cũng không để lộ ra, chỉ khi vẽ tranh là thường như vậy.
3. Long bào quy định màu sắc, tương tự triều bào: Thái hậu, Hoàng hậu và Hoàng quý phi dùng màu Minh hoàng, Quý phi và Phi dùng màu Kim hoàng, còn Tần dùng màu Hương.

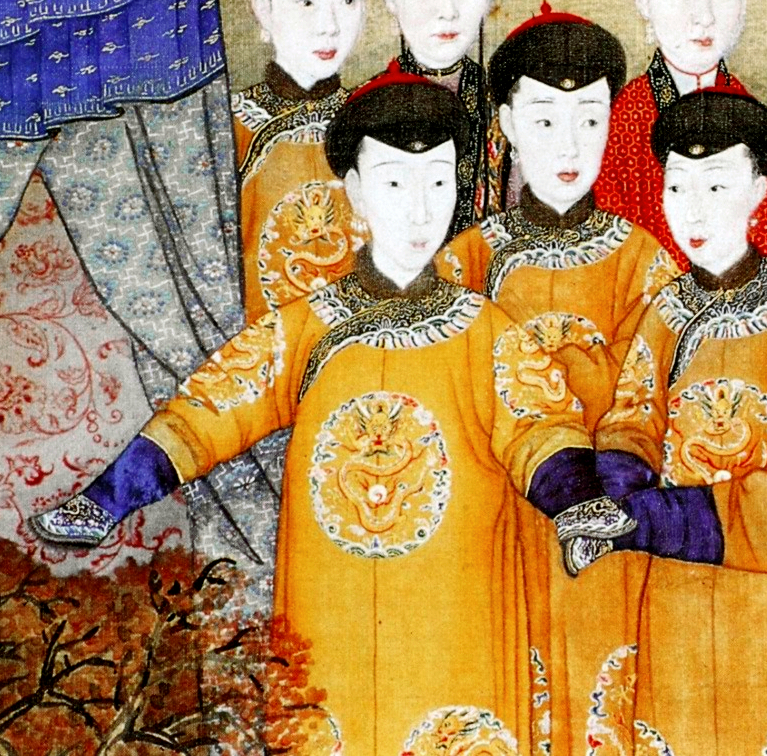
Lệnh phi mặc Long bào, không khoác Long quái.

Quy định về Cát phục của các bậc Hậu phi cụ thể như sau:
1. Hoàng hậu và Hoàng quý phi: Long quái có 8 hình Ngũ trảo Kim long (五爪金龙) theo thể thức hình tròn khép kín, 2 vai là hình Chính long (正龙; hình rồng quay mặt ra chính diện), vát áo trước thêu 4 hình Hành long (行龙; hình rồng xoãi dài bề ngang), bên dưới là hình Bát bảo, Cột thủy, tay áo thêu hình Hành long. Còn một loại áo Long quái thì bên dưới không có Bát bảo Cột thủy, tay áo cũng không thêu hình gì. Long bào dùng màu Minh hoàng, cổ áo giả (Lĩnh tụ) dùng màu Thạch lam, toàn thân áo thêu 9 hình Kim long, xen kẽ là hình Ngũ sắc vân, Phúc thọ văn thải, trước sau chính giữ cổ là hình Chính long, trái phải có các hình Hành long tụ về, tay áo tương tiếp mỗi chỗ 2 hình Hành long, khai vạt. Loại áo thứ 2 Long bào, thêu Ngũ trảo Kim long 8 hình, 2 vai thêu Chính long, vạt áo 4 hình Hành long, bên dưới có Bát bảo, Cột thủy. Một loại nữa không có hoa văn bên dưới, còn lại đều như các loại trên.
2. Quý phi và Phi: đều có thể thức hoa văn tương tự với Hoàng hậu và Hoàng quý phi, cả Long quái và Long bào, duy Long bào đều dùng màu Kim hoàng.
3. Tần loại dùng Long quái trước sau và 2 vai đều là Chính long, ở vạt áo dùng Quỳ long (夔龙; hình rồng lượn trong 1 hình tròn nhưng không quay chính diện), còn lại như Quý phi và Phi. Long bào của Tần dùng màu Hương, còn lại đều như trên.

Án theo lễ chế, Cát phục sẽ có Cát phục quan (吉服冠). Loại Cát phục quan này, có thể thấy giống với mũ nam giới, đầu là dạng mũ chóp lông đỏ, có thể tùy theo cấp bậc mà có điểm trang sức. Song trong các tranh họa thời kỳ này cũng có người không đội mũ mà chỉ biện tóc, tùy ý cài thêm hai ba loại trang sức. Lại có người dùng khăn đen phủ đầu, cài trâm. Sau này, loại khăn đó hình thành và đỉnh điểm ở thời Càn Long, đã ra Điền tử (钿子), một trong những loại phúc sức tiêu biểu của phụ nữ quý tộc nhà Thanh.
Điền tử về sau ngày càng gắn lên đó nhiều trang sức, trở thành một loại “Cát phục quan” không có trong điển lễ. Điền tử này trải qua quá trình biến đổi hình dạng, cuối cùng thành hình thể “thiên can” (挑杆) là hoàn chỉnh.

#### Phân định
- Hoàng thái hậu, Hoàng hậu và Hoàng quý phi: đều có Triều bào, Triều quái và Triều quan như nhau. Triều bào và dây thao sau Triều quái có màu Minh hoàng sắc (明黄色), còn Triều quan có 3 tầng. Hoàng thái hậu và Hoàng hậu đều y như nhau, còn Hoàng quý phi tuy tương đồng, song Triều châu của Hoàng quý phi không có sợi Đông châu trắng, mà dùng Mật phách ngả vàng.
- Quý phi, Phi và Tần: màu áo Triều bào và màu dây thao sau Triều quái là Kim hoàng sắc (金黄色). Triều quan của Quý phi là 3 tầng, của Phi và Tần chỉ có 2 tầng. Màu Triều bào của Tần là Hương sắc (香色). Còn lại đều như Hoàng quý phi.
- Phúc tấn, Trắc Phúc tấn của Hoàng tử, Thân vương, Quận vương, cũng như Cố Luân Công chúa và Hòa Thạc Công chúa: đều có Triều phục và Triều quan, khi mặc Long quái chỉ gọi là Cát phục quái (吉服褂).

1. Hoàng tử Phúc tấn: Cát phục quái, thêu Ngũ trảo Chính long tứ đoàn (五爪正龙四团), trước sau-hai vai từng chỗ một hình.
2. Thân vương Phúc tấn: Cát phục quái, thêu Ngũ trảo Kim long tứ đoàn (五爪金龙四团), trước sau Chính long, hai vai Hành long (行龙).
3. Thế tử Phúc tấn: án theo Thân vương Phúc tấn.
4. Quận vương Phúc tấn: Cát phục quái, thêu Ngũ trảo Hành long tứ đoàn (五爪行龙四团), trước sau-hai vai từng chỗ một hình.
5. Bối lặc Phu nhân: Cát phục quái, trước sau thêu Tứ trảo Chính mãng (四爪正蟒) các một.
6. Bối tử Phu nhân: Cát phục quái, trước sau thêu Tứ trảo Hành mãng (四爪行蟒) các một.
7. Trấn Quốc công phu nhân: Cát phục quái thêu hoa Bát đoàn.
8. Phụ Quốc công phu nhân: y như Trấn Quốc công phu nhân.
9. Trấn quốc tướng quân phu nhân: quan, phục đều như Nhất phẩm mệnh phụ;
10. Phụ quốc tướng quân phu nhân: quan, phục đều như Nhị phẩm mệnh phụ;
11. Phụng quốc tướng quân thê tử, phong Thục nhân (淑人), quan, phục đều Tam phẩm mệnh phụ;
12. Phụng ân tướng quân thê tử, phong Cung nhân (恭人), quan, phục đều theo Tứ phẩm mệnh phụ;
13. Cố Luân công chúa, Hòa Thạc công chúa và Quận chúa y phục như Thân vương Phúc tấn;
14. Huyện chúa y phục như Quận vương Phúc tấn;
15. Quận quân đều như Bối lặc Phu nhân;
16. Huyện quân đều như Bối tử Phu nhân;
17. Hương quân, con gái Trấn Quốc công và Phụ Quốc công, đều như Trấn Quốc công phu nhân;
18. Dân công phu nhân, Hầu phu nhân, Bá phu nhân, đến Tam phẩm Mệnh phụ: y phục như Trấn Quốc công phu nhân, sắc dùng xanh đá, thêu hoa Bát đoàn;